# Mornant
Pour l’article ayant un titre homophone, voir Mornand.
Mornant est une commune française, située dans le département du Rhône en région Auvergne-Rhône-Alpes.

## Géographie
Mornant est une commune, d'une superficie de 1 576 ha, située dans le département du Rhône à 24 kilomètres au sud-ouest de Lyon. Elle est dans la partie sud du Plateau lyonnais large d’une dizaine de kilomètres. Ses 15,72 km2 y occupent une position centrale et correspondent à la partie véritablement tabulaire de ce plateau avec une pente modérée du nord-ouest (472 mètres au Crêt de Marsolas) vers le sud-est (285 mètres). Cette centralité est encore renforcée par la convergence du réseau hydrographique : l’axe majeur nord-ouest - sud-est du Mornantet est alimenté par le Fontagny, son affluent de rive droite et par le Jonan en rive gauche. Les communes situées à l’ouest sont adossées aux Monts du Lyonnais et culminent au Signal de Saint-André à 934 mètres ; celles qui sont situées au sud-est forment un gradin en bordure de la vallée du Rhône (170 mètres à Chassagny). Mornant est ainsi limitrophe de sept autres communes. C’est la raison pour laquelle elle est a été choisie en 1997 comme siège administratif des 16 communes de la Communauté de communes du Pays Mornantais (COPAMO) forte de 23 983 habitants à sa fondation. Treize d’entre elles font partie de son canton et trois sont dans le canton de Givors.

### Géologie et pédologie
Le plateau sur lequel Mornant s’est implantée, est un ensemble constitué de terrains cristallins homogènes essentiellement composés de gneiss. Cependant, de vastes ellipses granitiques plus dures peuvent apparaître : ce sont elles qui déterminent alors partiellement les formes en relief, les ondulations à grand rayon de courbure dégagées par l’érosion linéaire.
Ce vaste « décapage » largement préparé par la tectonique (multiples failles « hachant » le plissement hercynien au pied des monts du Lyonnais) a donné naissance à un véritable glacis, glacis d’érosion surtout à l’ouest d’une ligne Vernay-Grande Pavière, glacis d’accumulation à l’est de cette ligne avec un colmatage progressif des fonds de vallons (landes de Montagny, Chassagny, Taluyers) donnant naissance à une vaste plaine alluviale et humide. Les colluvions ennoient çà et là des chicots rocheux, ceci est particulièrement sensible dans la topographie (apparence « calme » du tracé des courbes de niveau).

### Hydrographie
Mornant est drainée par les ruisseaux du Fondagny, du Corsenat et de la Condamine, ainsi que par les rivières du Mornantet et son affluent le Jonan. Le lac de la Madone est une retenue d'irrigation.

### Climat
Pour des articles plus généraux, voir Climat d'Auvergne-Rhône-Alpes et Climat du Rhône.
En 2010, le climat de la commune est de type climat océanique dégradé des plaines du Centre et du Nord, selon une étude du Centre national de la recherche scientifique s'appuyant sur une série de données couvrant la période 1971-2000. En 2020, Météo-France publie une typologie des climats de la France métropolitaine dans laquelle la commune est exposée à un climat de montagne ou de marges de montagne et est dans la région climatique Nord-est du Massif Central, caractérisée par une pluviométrie annuelle de 800 à 1 200 mm, bien répartie dans l’année.
Pour la période 1971-2000, la température annuelle moyenne est de 11,7 °C, avec une amplitude thermique annuelle de 17,9 °C. Le cumul annuel moyen de précipitations est de 810 mm, avec 9,1 jours de précipitations en janvier et 6,4 jours en juillet. Pour la période 1991-2020, la température moyenne annuelle observée sur la station météorologique installée sur la commune est de 12,1 °C et le cumul annuel moyen de précipitations est de 758,5 mm,. Pour l'avenir, les paramètres climatiques de la commune estimés pour 2050 selon différents scénarios d'émission de gaz à effet de serre sont consultables sur un site dédié publié par Météo-France en novembre 2022.
| Mois                                  | jan.           | fév.             | mars          | avril       | mai           | juin           | jui.          | août          | sep.          | oct.          | nov.           | déc.           | année      |
| ------------------------------------- | -------------- | ---------------- | ------------- | ----------- | ------------- | -------------- | ------------- | ------------- | ------------- | ------------- | -------------- | -------------- | ---------- |
| Température minimale moyenne (°C)     | 0              | 0,2              | 2,7           | 5,3         | 9,2           | 12,8           | 14,7          | 14,4          | 10,7          | 7,7           | 3,4            | 0,7            | 6,8        |
| Température moyenne (°C)              | 3,5            | 4,5              | 8,2           | 11,3        | 15,2          | 19,2           | 21,4          | 21,1          | 16,8          | 12,6          | 7,3            | 4,2            | 12,1       |
| Température maximale moyenne (°C)     | 7              | 8,9              | 13,8          | 17,3        | 21,3          | 25,5           | 28,1          | 27,9          | 23            | 17,5          | 11,2           | 7,6            | 17,4       |
| Record de froid (°C) date du record   | −18 16.01.1985 | −18,1 10.02.1956 | −13 01.03.05  | −7 08.04.03 | −1 03.05.1945 | 0,4 15.06.1963 | 6 18.07.00    | 4 31.08.1998  | 1 30.09.1995  | −5 31.10.1997 | −10 23.11.1998 | −17 22.12.1938 | −18,1 1956 |
| Record de chaleur (°C) date du record | 19 10.01.15    | 22,5 18.02.22    | 26,6 31.03.21 | 29 22.04.18 | 34,3 24.05.09 | 38,7 18.06.22  | 40,3 31.07.20 | 41,7 24.08.23 | 35,1 10.09.23 | 30,7 09.10.23 | 22,4 01.11.20  | 19 16.12.1989  | 41,7 2023  |
| Précipitations (mm)                   | 47,7           | 35,4             | 43,2          | 59,8        | 71            | 69,6           | 69,3          | 62,4          | 76,7          | 87,3          | 86,4           | 49,7           | 758,5      |

## Urbanisme

### Typologie
Au 1er janvier 2024, Mornant est catégorisée petite ville, selon la nouvelle grille communale de densité à sept niveaux définie par l'Insee en 2022.
Elle appartient à l'unité urbaine de Mornant, une unité urbaine monocommunale constituant une ville isolée,. Par ailleurs la commune fait partie de l'aire d'attraction de Lyon, dont elle est une commune de la couronne,. Cette aire, qui regroupe 397 communes, est catégorisée dans les aires de 700 000 habitants ou plus (hors Paris),.

### Occupation des sols
L'occupation des sols de la commune, telle qu'elle ressort de la base de données européenne d’occupation biophysique des sols Corine Land Cover (CLC), est marquée par l'importance des territoires agricoles (81,4 % en 2018), en diminution par rapport à 1990 (85,1 %). La répartition détaillée en 2018 est la suivante : 
prairies (42,5 %), zones agricoles hétérogènes (25,7 %), zones urbanisées (15,4 %), terres arables (13,1 %), zones industrielles ou commerciales et réseaux de communication (3,2 %). L'évolution de l’occupation des sols de la commune et de ses infrastructures peut être observée sur les différentes représentations cartographiques du territoire : la carte de Cassini (XVIIIe siècle), la carte d'état-major (1820-1866) et les cartes ou photos aériennes de l'IGN pour la période actuelle (1950 à aujourd'hui).

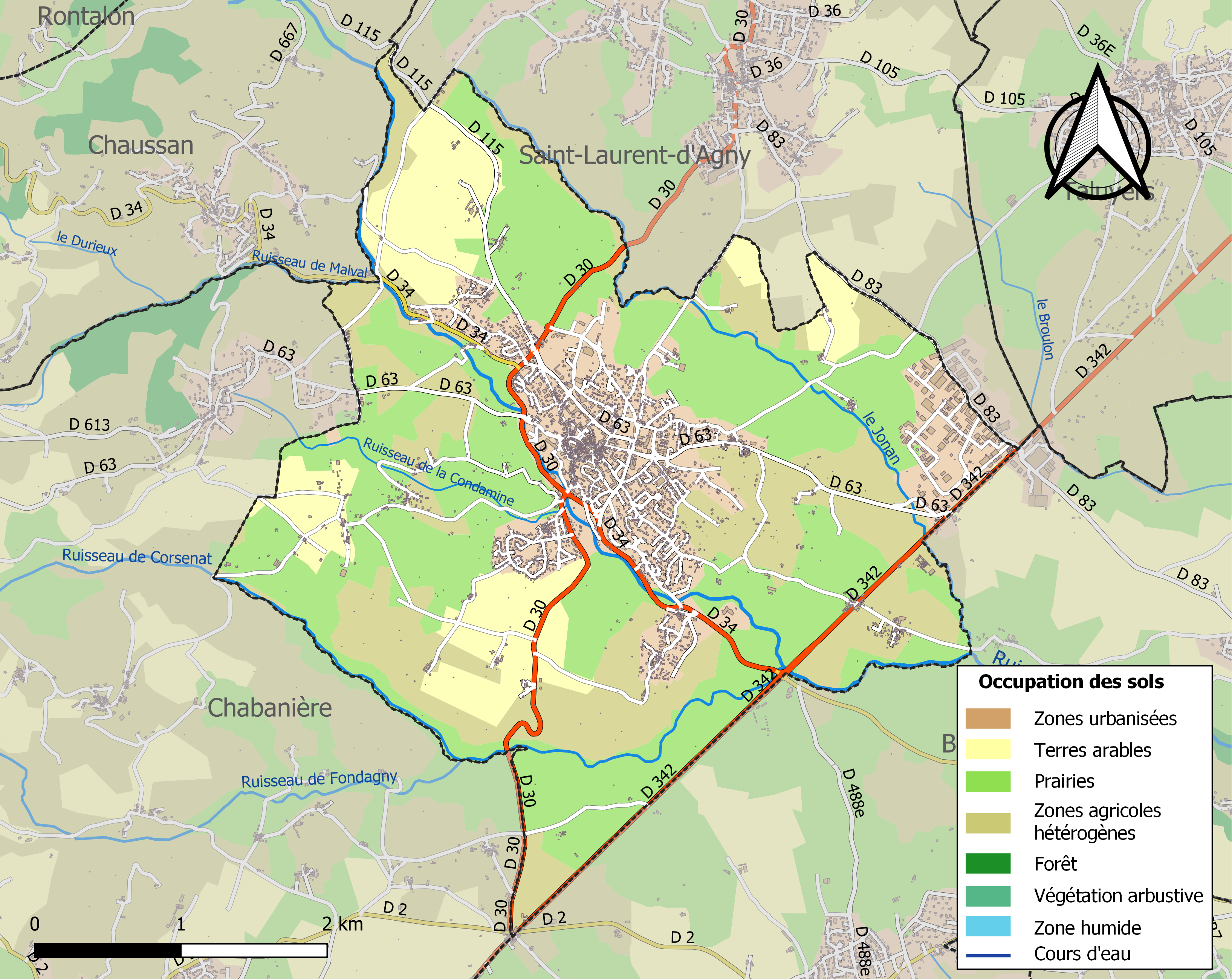
Carte des infrastructures et de l'occupation des sols de la commune en 2018 (CLC).

## Toponymie
Peut-être du participe présent du verbe francoprovençal mòréné, « barrer d'un mur de pierres » une propriété, un champ, etc.[réf. nécessaire]

## Histoire

### Préhistoire et Antiquité

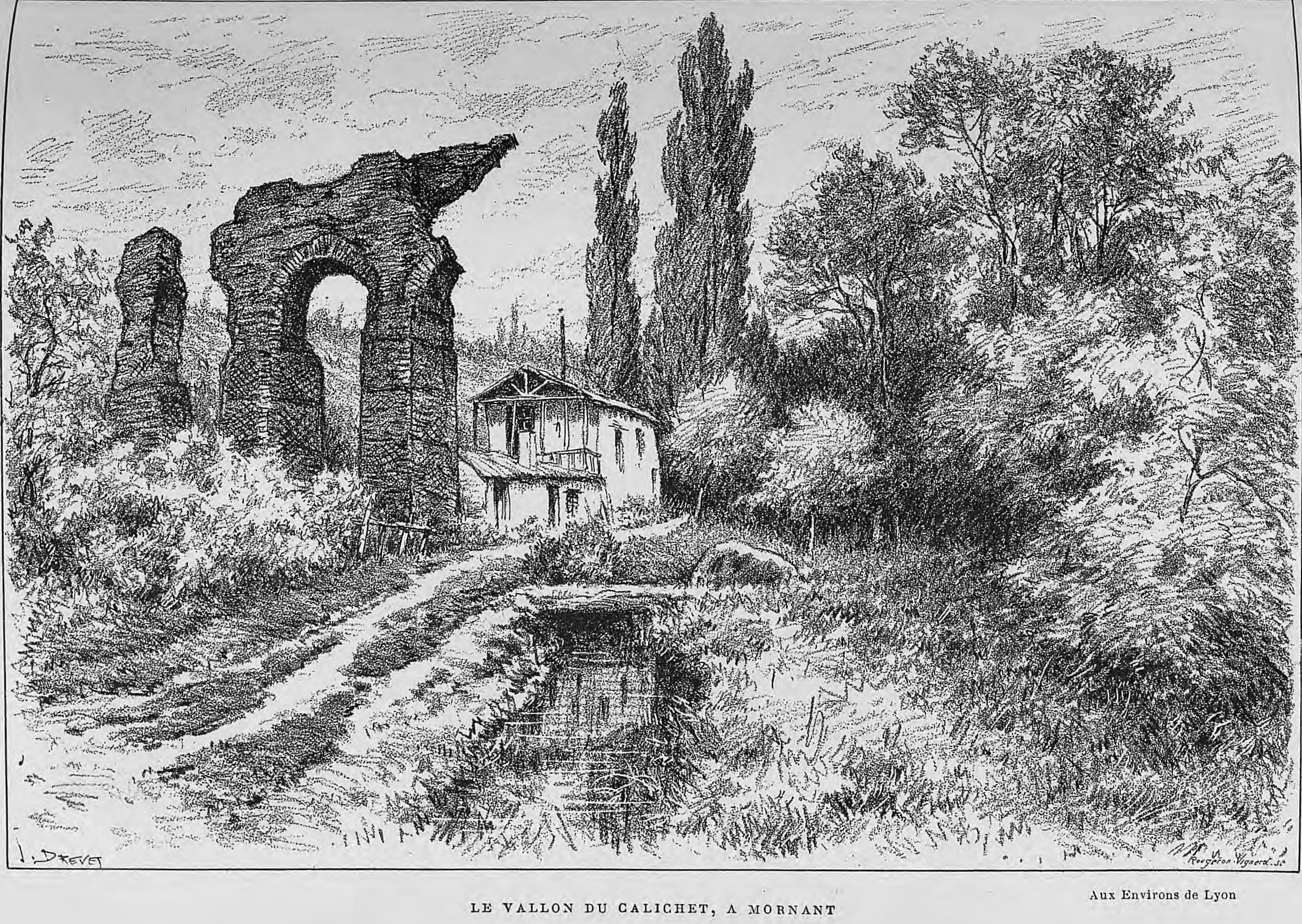
Le vallon du Calichet et l'aqueduc, illustrés par Joannès Drevet (1854–1940).

Comme en témoignent certains vestiges, la région de Mornant devait être habitée dès l’époque gauloise et même, peut être, avant puisqu’il faut signaler un ensemble mégalithique situé au milieu d’un champ au hameau de Luet (l’ensemble pourrait remonter à – 3000, mais certains spécialistes doutent du fait qu’il s’agisse d’un dolmen).

On ne dispose que de minces indices pour imaginer un véritable peuplement de la contrée aux temps gallo-romains. En revanche, on reste confondu devant le gigantisme des travaux nécessités pour la construction de l’aqueduc du Gier. Construit pendant le règne d’Hadrien (début du IIe siècle après J.-C.), il amenait l’eau du massif du Pilat jusqu’à Fourvière. Il traversait le territoire de Mornant entre les communes de Saint-Maurice-sur-Dargoire et Saint-Laurent-d'Agny sur une longueur de 6,4 kilomètres. C'était dans sa majeure partie un canal à fleur de terre avec franchissement des vallées par cinq ponts. On peut encore aujourd’hui voir les vestiges de trois d'entre eux. Celui sur le Mornantet, le plus important, a fait l’objet d’une mise en valeur ; c’est aussi le seul qui soit protégé au titre des Monuments Historiques. Les deux autres permettaient le franchissement du Corsenat et de la Condamine. Le nom des Arches perpétue le souvenir du pont le plus à l'aval. Mais l’aqueduc aurait dû faire un large crochet de 4 200 mètres par le sud-est pour contourner la hauteur du Peu. Ses constructeurs ont préféré franchir l’obstacle en ligne droite par un tunnel de 825 mètres de long creusé jusqu’à 20 mètres de profondeur. Pour sa réalisation ils ont creusé des puits à intervalles réguliers de 76 mètres par lesquels ils évacuaient la terre et qui servaient par la suite au contrôle et à l'entretien de l’ouvrage,.

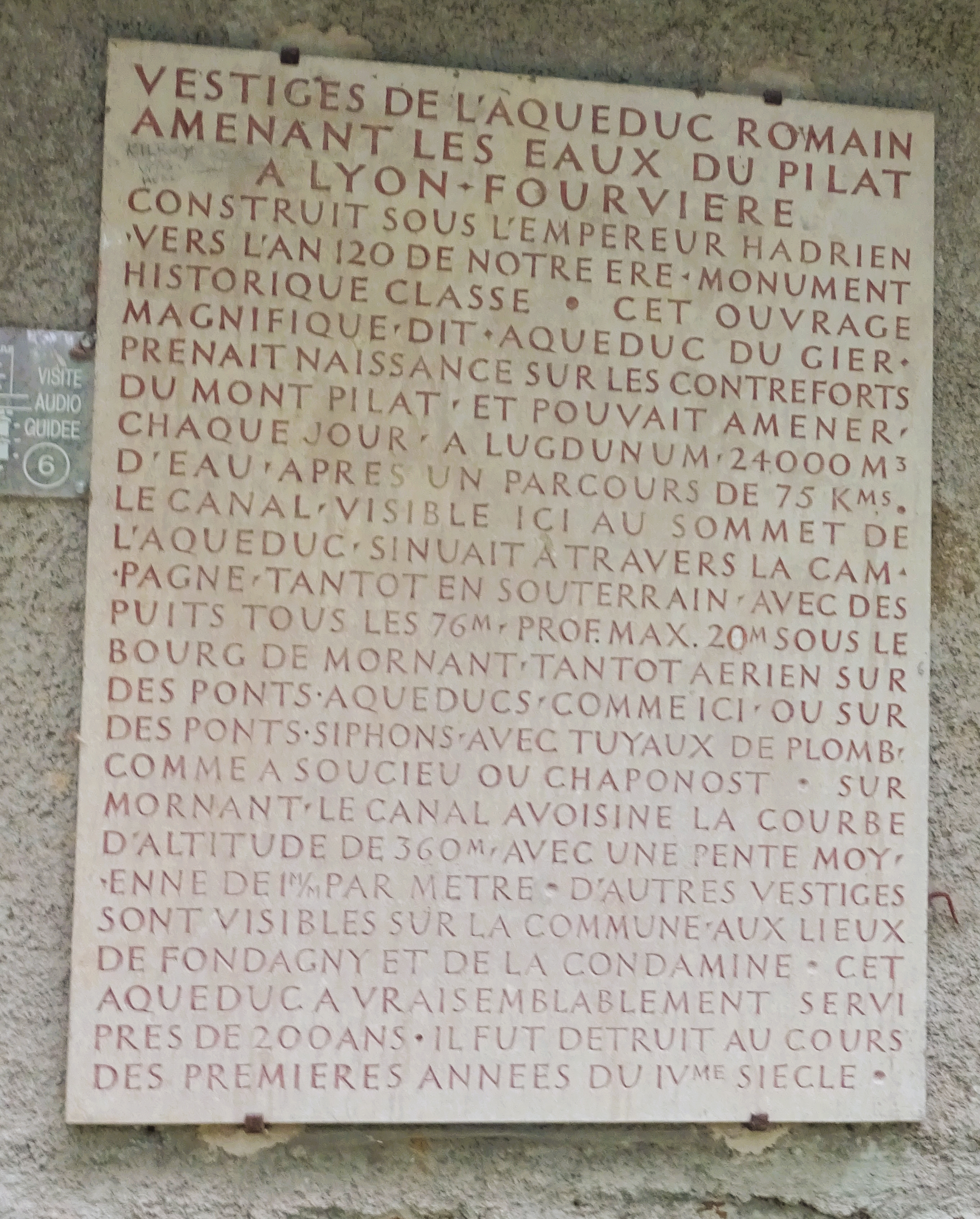
Histoire de l'aqueduc du Gier
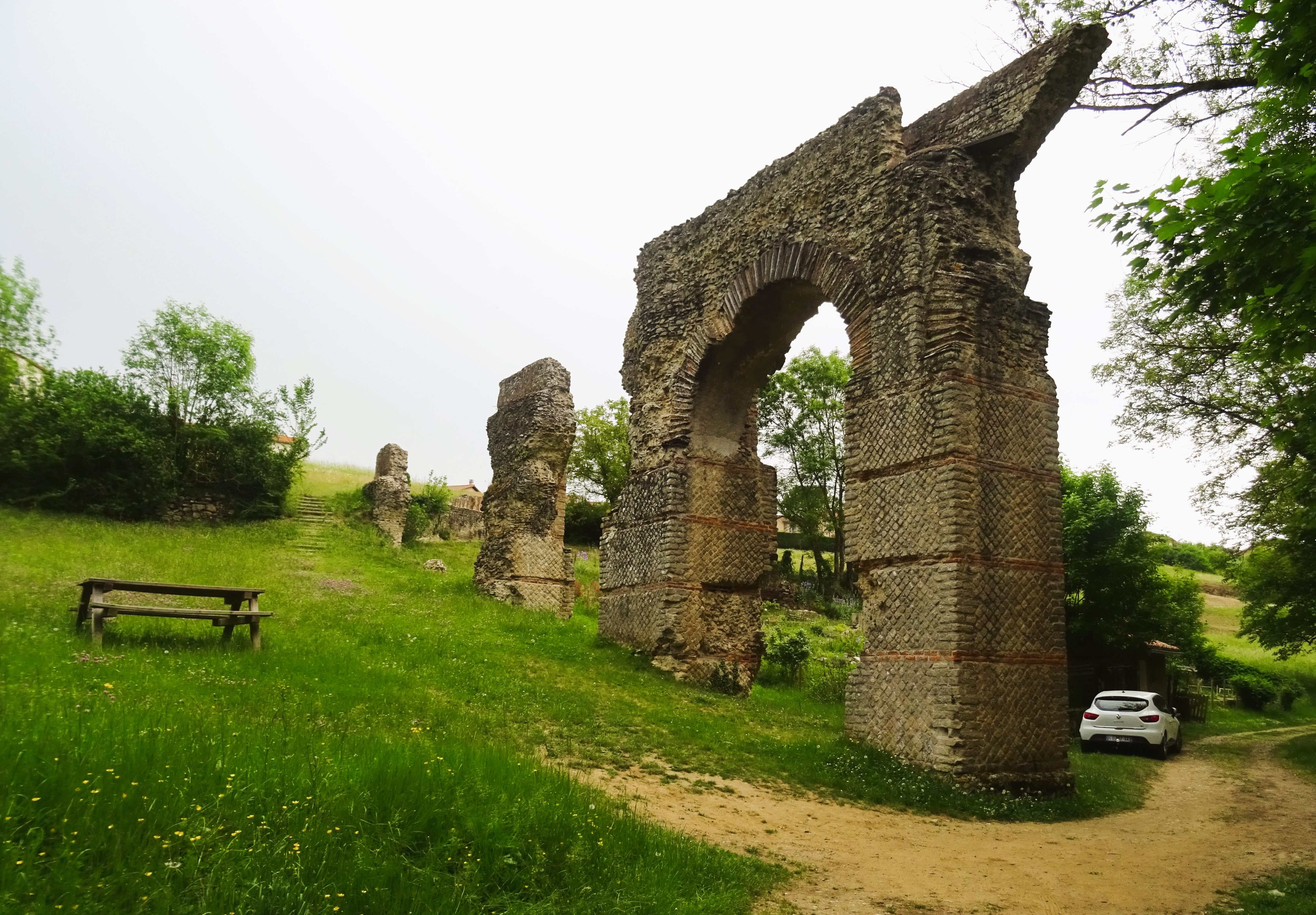
Pont aqueduc
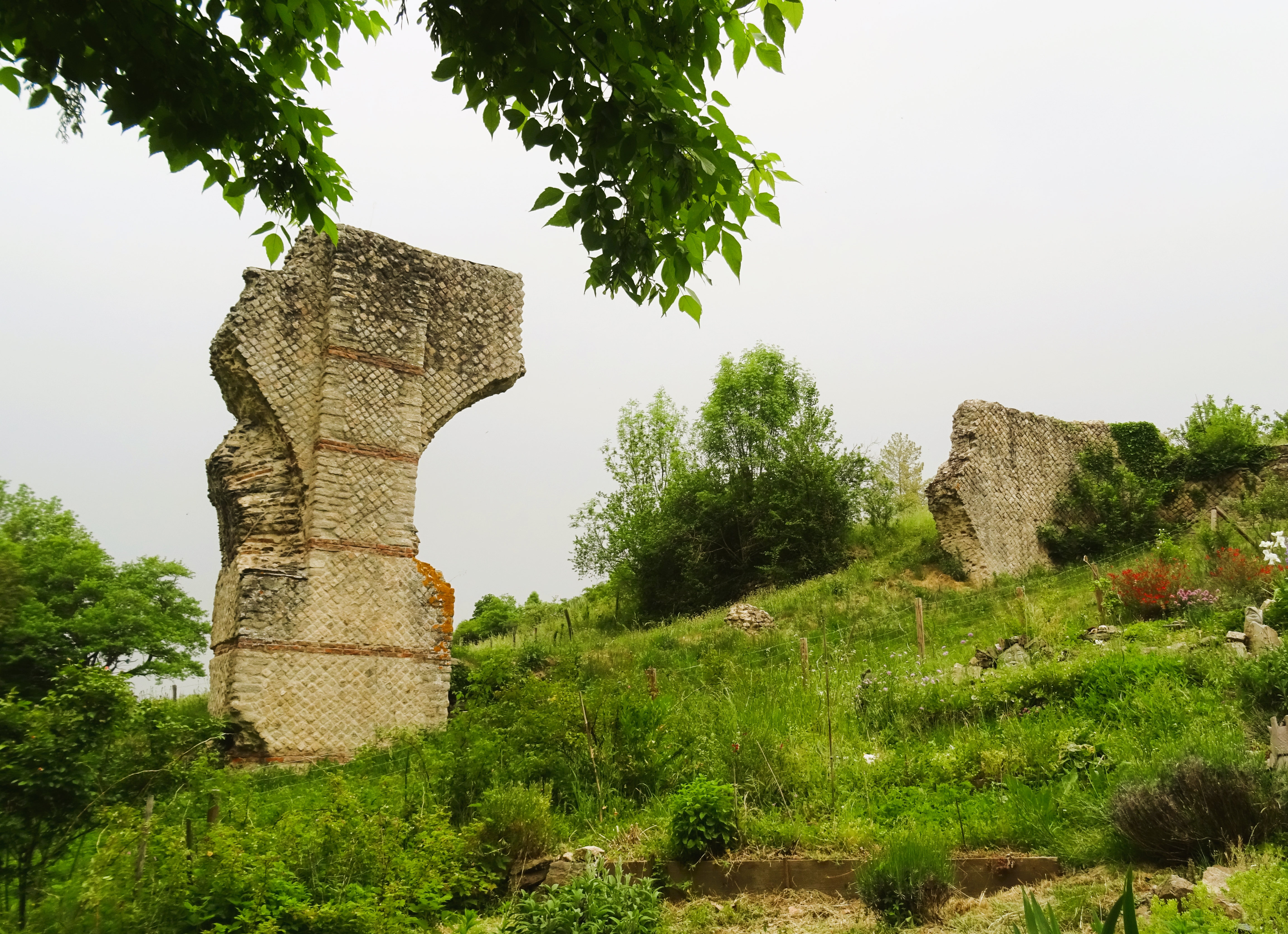
Autre vue du pont aqueduc
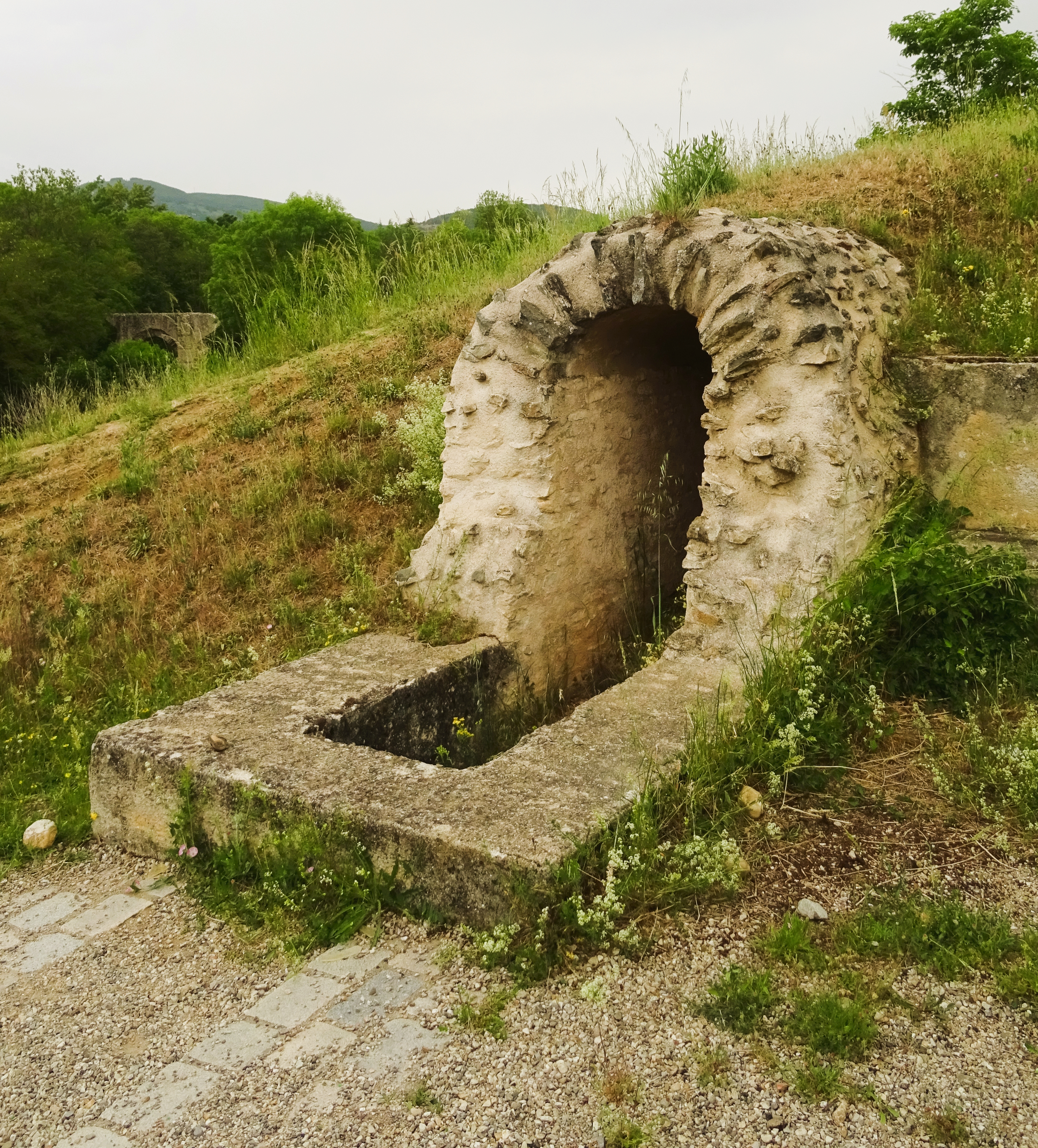
Coupe dans l'aqueduc sens amont
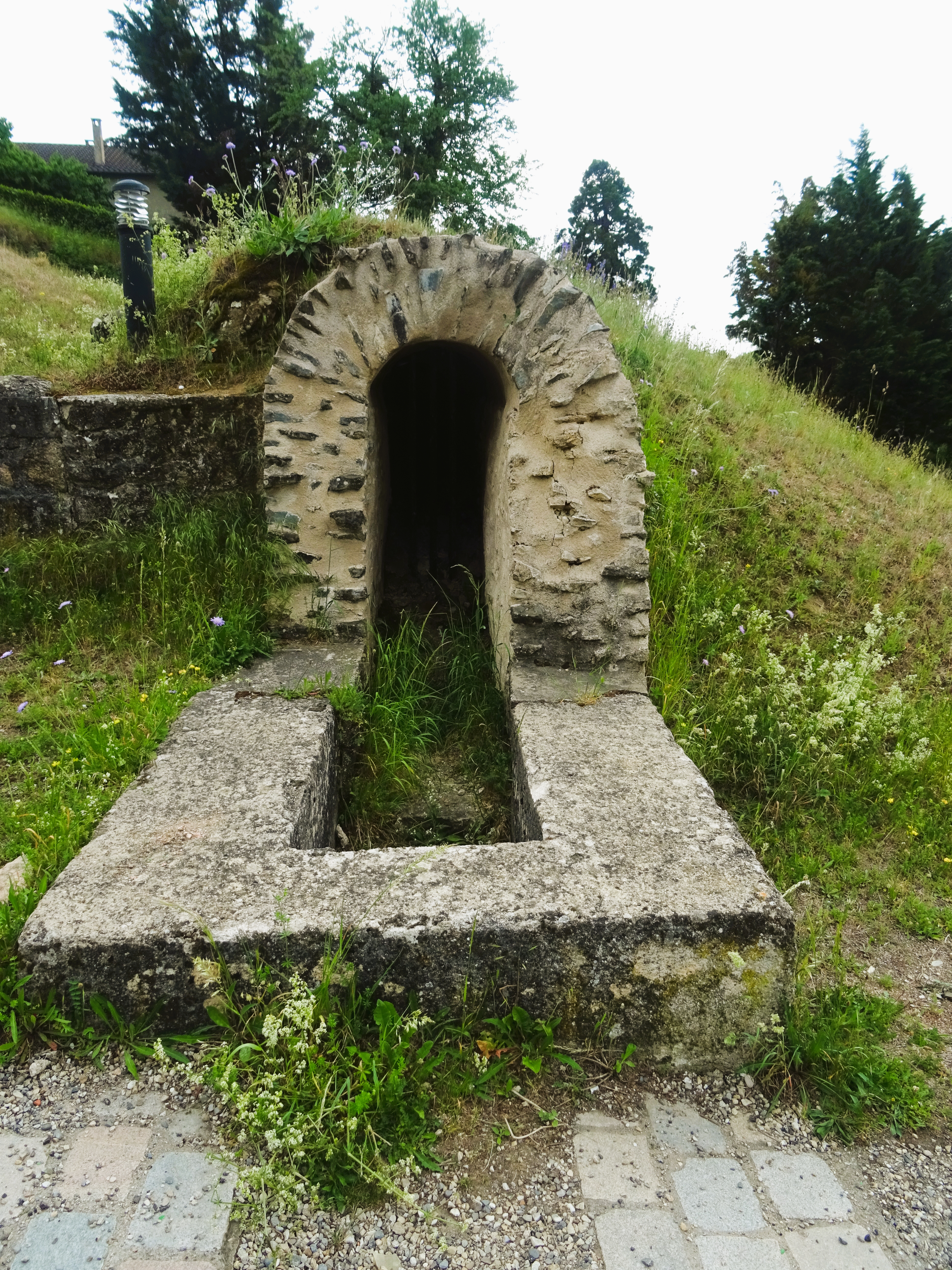
Coupe dans l'aqueduc sens aval
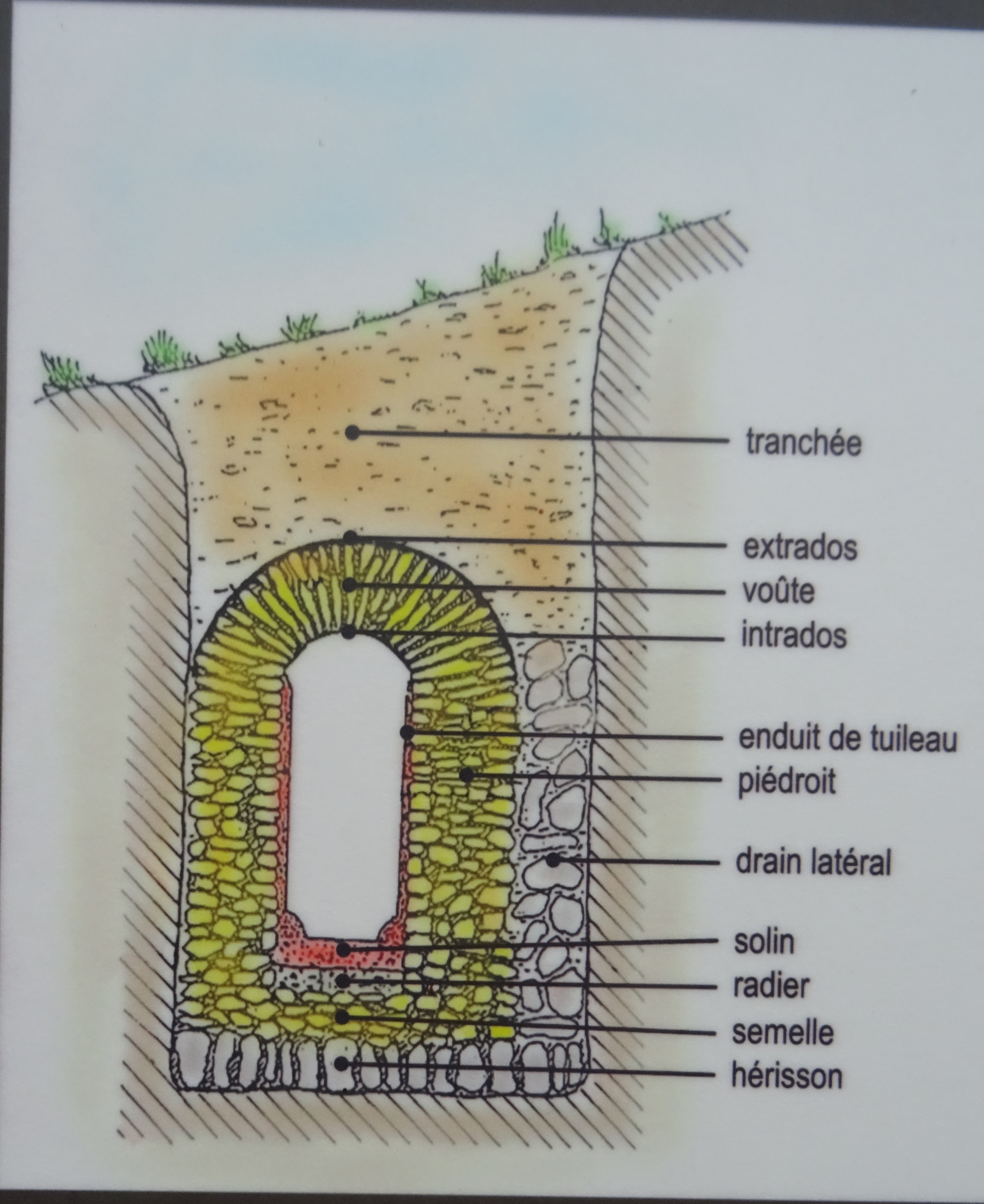
Vocabulaire sur l'aqueduc
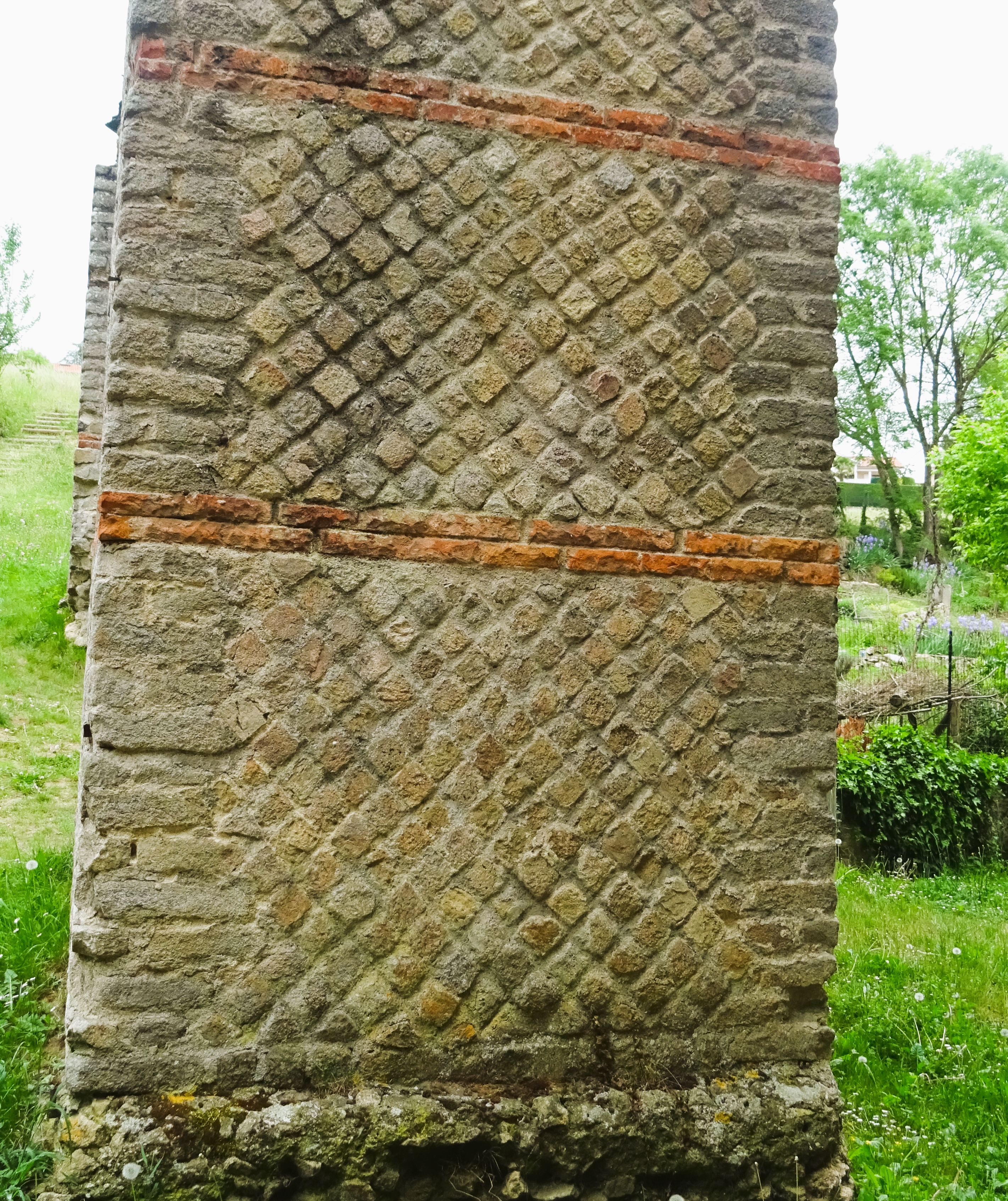
Revêtement réticulé des piliers

### Du Moyen Âge à la Révolution

#### Le choix de site

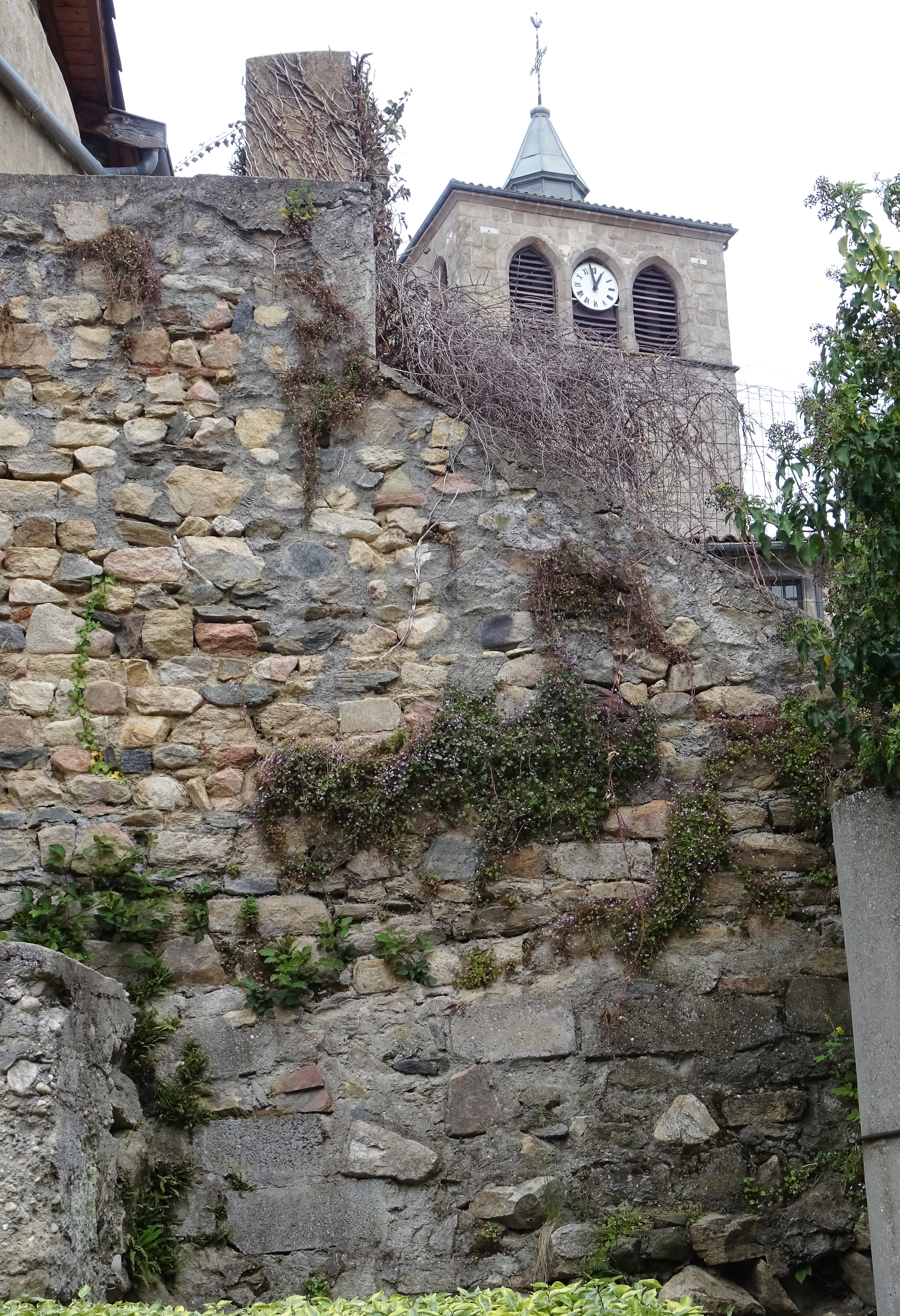
Vestiges du rempart.

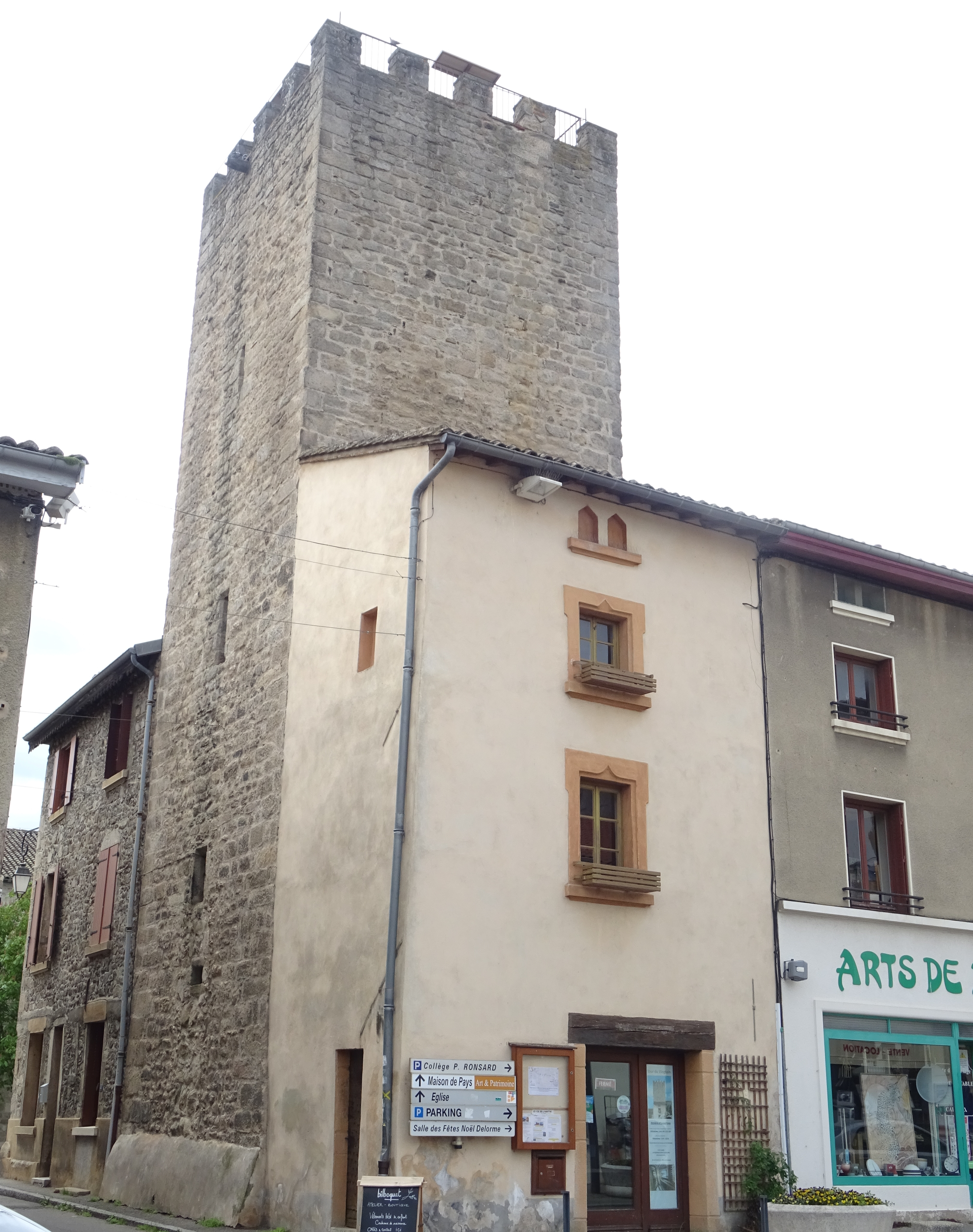
Tour de la Dîme.

Le nom de Mornant figure pour la première fois dans le cartulaire (recueil de chartes) de l’abbaye de Savigny en 908. Le mot, d’origine celtique, est composé d’une double racine : mor (hauteur) et nantos (rivière). Cette étymologie trouve sa justification dans l’existence, à un peu moins d’un kilomètre de distance, de deux pointements. Le bourg actuel, à l’ouest, à l’altitude de 370 mètres est en limite du plateau au-dessus de la vallée du Mordancet. À moins d’un kilomètre plus à l’est se détache de la masse du plateau une butte à l'altitude de 383 mètres. Elle est en position dominante de 70 à 80 mètres en direction de l’est et offre aussi des vues dégagées vers le nord et vers le sud. Il est désormais possible de définir, non plus la situation de la commune par rapport à l’ensemble du plateau, mais le site défensif choisi pour son centre. De fait, une abbaye, dédiée à Saint-Jean-Baptiste existait encore au IXe siècle au lieudit de Montclare, un peu en contrebas de la cote 383. Ses bâtiments auraient été assez importants pour abriter une quinzaine de personnes. Elle aurait été détruite à la fin de ce même IXe siècle lors de combats opposant des candidats au titre impérial et ses ruines auraient été réemployées pour la fortification du bourg autour de l’actuelle église.
Les destins opposés des deux buttes auraient été fixés précocement. Le secteur de l’ancienne abbaye est devenu un lieu d’échanges sur un espace assez vaste qui laisse supposer l’importance commerciale du Mornant d’autrefois. Le souvenir nous en est conservé par la toponymie : le lieudit Marchay n’est qu’une corruption de l’appellation primitive qui était encore écrite Marché dans les registres paroissiaux du XVIIe siècle. Mais le cœur religieux de Mornant battrait désormais là où avait construit la première église à la naissance de la paroisse dès l’an 800, détruite au milieu du IXe siècle, reconstruite vers l’an 910 sous les vocables Pierre et Paul. Elle devait être promue prieuré en passant sous la dépendance de l’abbaye de Savigny qui en resterait propriétaire jusqu’au XVIIIe siècle. Le lieu sacré méritait d’être protégé. Son enceinte fortifiée remonterait-elle aux alentours de l’an 900 également ? Sa forme ovale d’environ 270 m sur un axe nord-ouest-sud-est se devine encore dans le tracé des rues et dans le nom de deux d’entre elles : rue des Petits Terreaux et rue des Fossés. On y pénétrait par les portes du nord, du midi et de l’est. A l’intérieur se dressait l’église primitive orientée et le château, modeste bâtisse, qui la joignait au nord-ouest. Quelques vestiges de ce mur parlent encore à notre imagination dont un pan construit en mœllons mais surtout la Tour de du vingtain, donjon carré de 18,20 mètres de hauteur construit en bel appareil renforcé par des chaînes d’angle et percé sur chaque face de trois niveaux d’archères.

#### Les travaux et les jours
Aucun événement marquant n’est venu affecter la vie de la population mornantaise pendant la longue période qui s’écoule du Moyen Âge à l’époque contemporaine. Sauf à évoquer sa participation à la bataille de Brignais en 1363, en pleine Guerre de Cent Ans. Après la paix de Brétigny (1360), les mercenaires, provisoirement sans emploi, s’organisent en compagnies pour se livrer au pillage. Celle des Tard-venus, sous la conduite de Seguin de Badefol, exerce son contrôle sur la région lyonnaise. Elle se heurte à la résistance d’une armée réunissant tous les grands seigneurs de la contrée grossie de contingents royaux accourus en défense de la ville. Selon la tradition, la milice de Mornant se mobilisa contre les agresseurs en déployant son drapeau et fifres en fête. Fiers de cette attitude pleine de panache, les Mornantais ont décidé de la pérenniser en inscrivant dans leur blason deux fifres d’or en sautoir et en baptisant Fifreloups une garderie pour enfants. Pour méritoire qu’elle ait été, cette intervention fut impuissante à sauver la ville de Lyon qui ne dut son salut qu’au versement d’une forte rançon empruntée à de riches citoyens,.

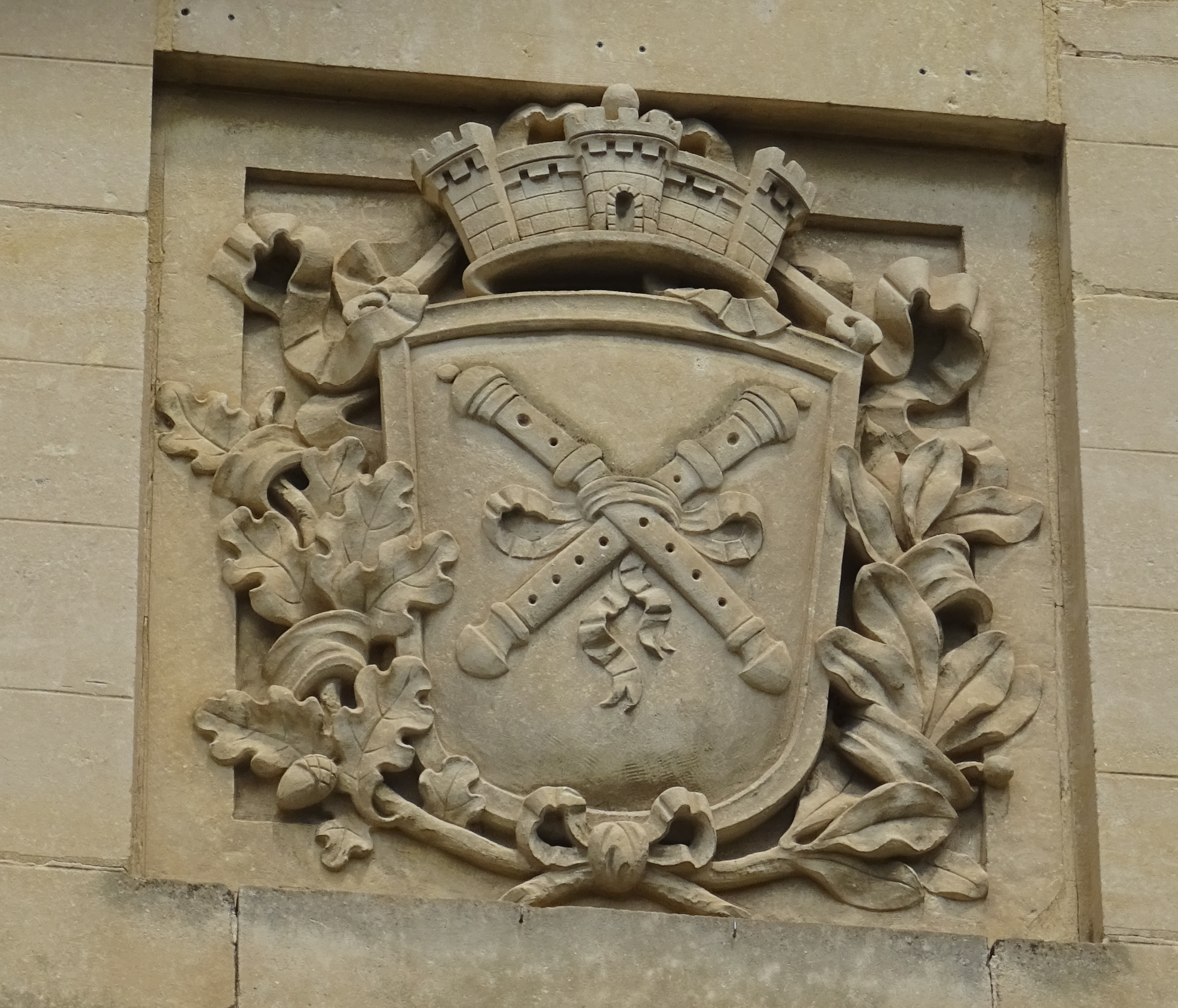
blason de Mornant
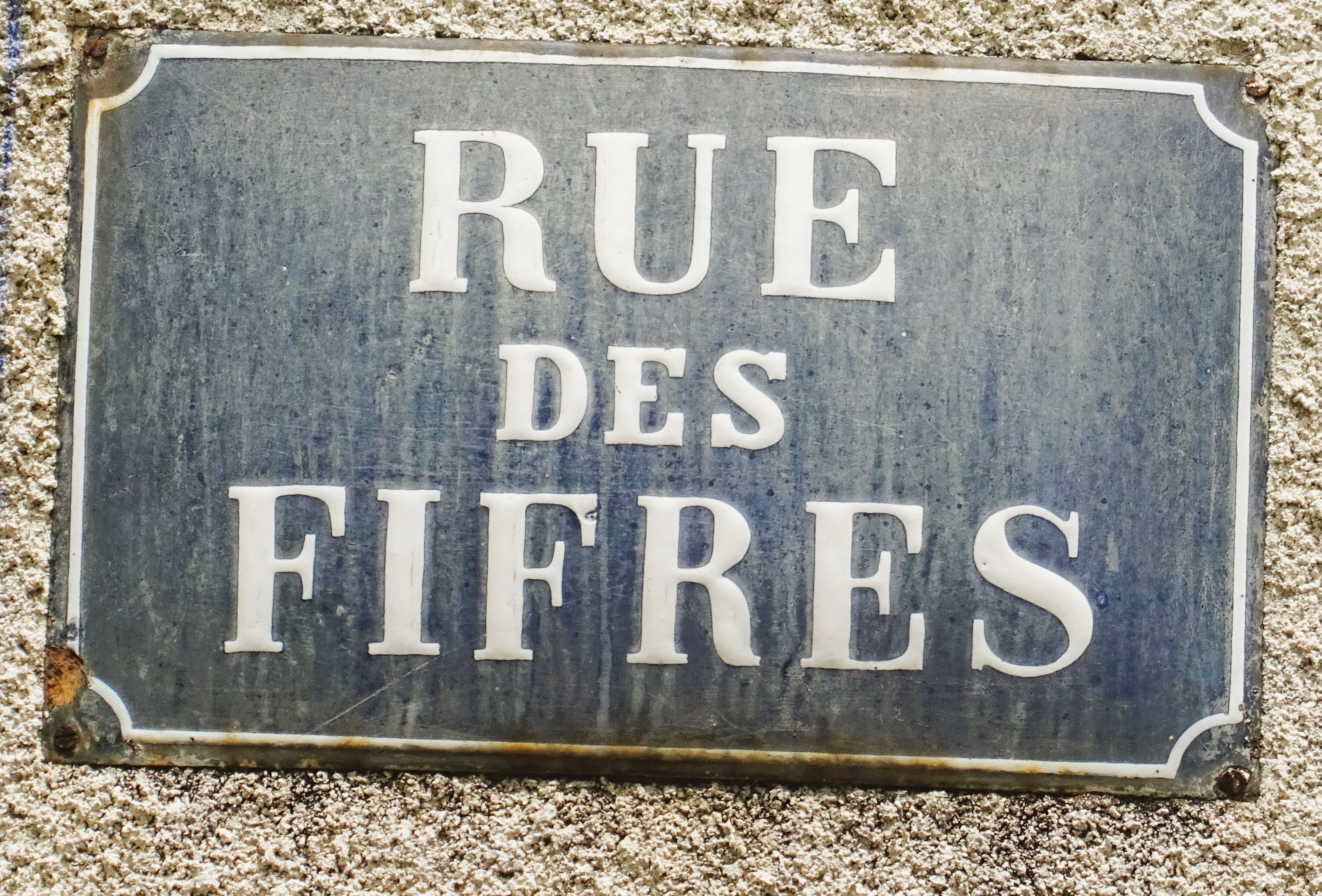
rue des Fifres
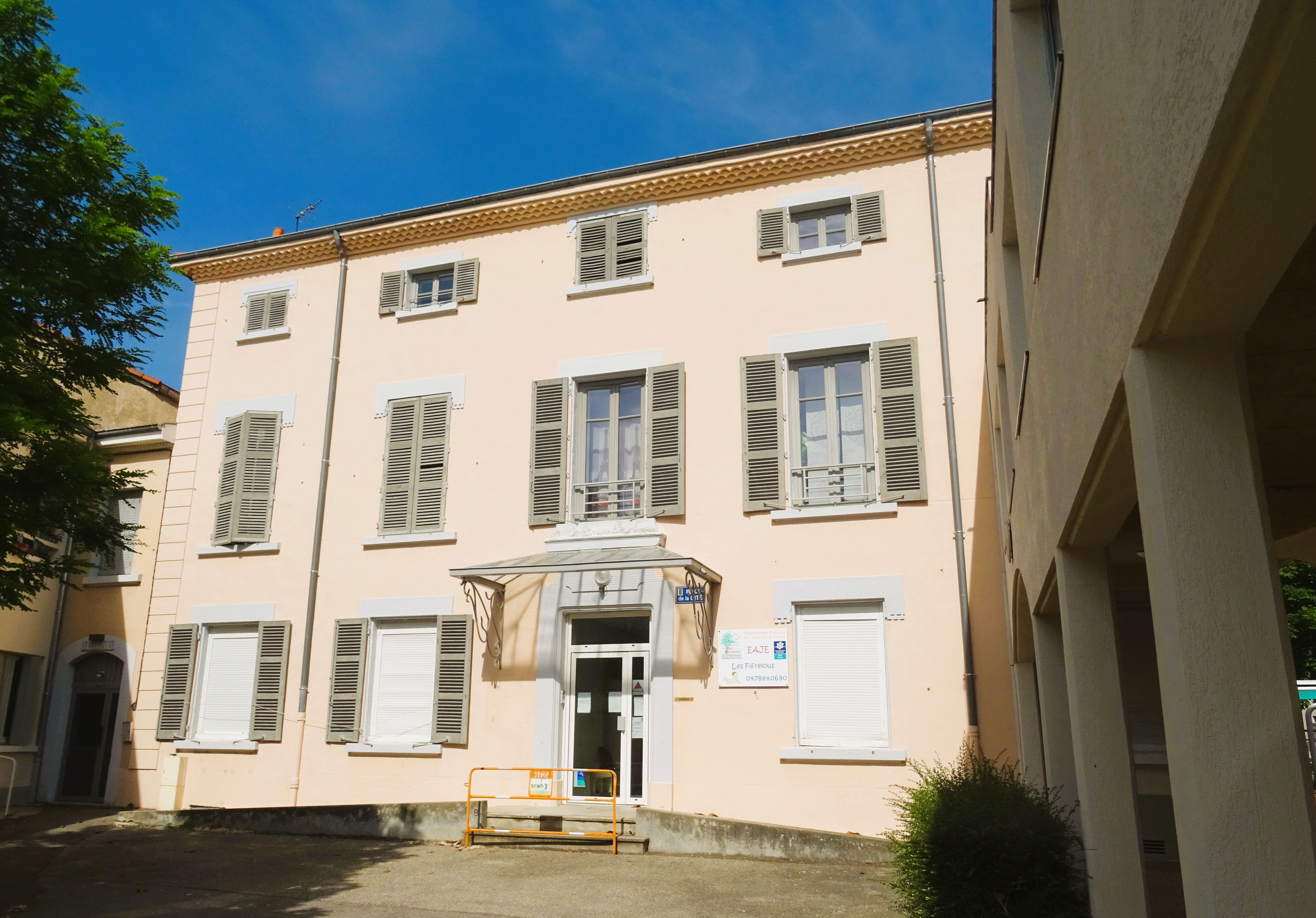
les fifreloups

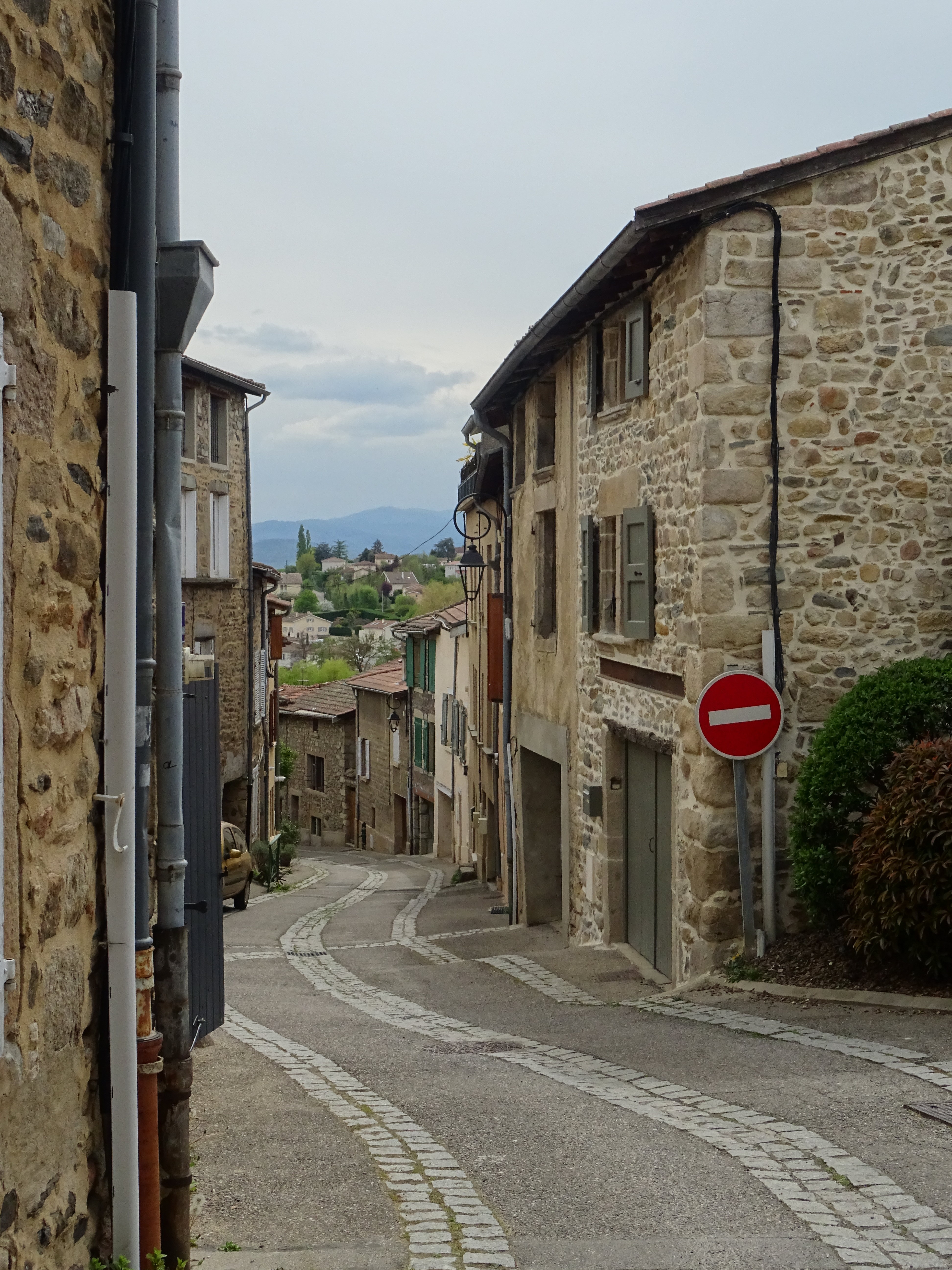
rue bourgchanain

Les défrichements du Moyen Âge ont concerné l’ensemble du territoire communal. Le peuplement s’est opéré sous la forme de hameaux, chaque paysan vivant ainsi au milieu de ses terres. Le pré-inventaire en énumère 44. La nature des sols poreux développés sur le socle cristallin rendait difficile un approvisionnement en eau régulier. Un puits était creusé à l’usage de la collectivité. Ainsi, la population du bourg groupée autour de l’église et du château ne représentait qu’une très faible minorité. Sur la carte d’état-major en début de XIXe siècle, le seul développement notoire hors de ce noyau urbain correspond, au sud, à la rue bourgchanain, « au pied de laquelle des relais de chevaux permettaient de prêter renfort aux attelages pour gravir cette rude côte jusqu’au bourg ».
Le travail de la terre visait à assurer l’autonomie alimentaire de la paysannerie. Le pain de seigle était la base de l’alimentation. Par la suite s’y est ajoutée la pomme de terre. La châtaigne venait en renfort de ce régime ainsi que les légumes du jardin comme les courges et les raves. L’huile était produite à partir du colza. On tirait de l’élevage un peu de lait et de fromage et on engraissait un porc. Une particularité cependant distingue la commune : l’exceptionnel développement du vignoble. La culture de la vigne remonte à une longue tradition si l’on en juge par les donations faites au Moyen Âge à l’abbaye de Savigny er à l’église de Mornant : elle est présente quarante-trois fois sur une liste de soixante-six.
Cette autonomie alimentaire impliquait évidemment un équipement en moulins pour obtenir de la farine. Le pré-inventaire en décrit trois. Mais on en localisait encore 8 au début du XIXe siècle, tous sur le Mornantet. Les négociants livraient des épices, du vinaigre, des rôtis. Cette autarcie portait aussi sur le domaine vestimentaire car on tissait la laine et le chanvre locaux. Les releveuses étaient les ancêtres de nos sages-femmes et l’on confiait sa santé à des apothicaires et des médecins. Le trafic routier contribuait à faire vivre cabaretiers, voituriers forgerons, bourreliers. Et, bien entendu, autour du château gravitait tout un monde de gens d’armes et d’hommes de lois (notaire, huissier, greffier).

#### Le cadre religieux
Dans le domaine régulier, il ne faut pas s’étonner de l’effacement progressif de l’abbaye de Savigny. Son déclin s’inscrit dans un mouvement d’ensemble depuis le passage de ces établissements sous le régime de la commende. Du reste, au XVIIIe siècle les vocations pour la vie monastique étaient devenues de plus en plus rares. Le pape Pie VI lui-même devait tirer les conséquences de cette évolution et prononça la dissolution de ce qui avait été si longtemps un grand centre spirituel par une bulle en 1780. Les bâtiments du siège seront vendus en 1784. Ce qui est en revanche remarquable, c’est la transmission des valeurs chrétiennes. François de Murard, qui avait pris la tête du prieuré de Mornant en 1686, pour le compte de l’abbaye avait cédé la place en 1707 à la maison de mission des Lazaristes. Cet ordre, fondé à Paris en 1625 par saint Vincent de Paul dans le quartier Saint-Lazare s’était installé à Lyon. A Mornant, il fonda un séminaire qui, à la veille de la Révolution groupait une cinquantaine d’élèves ayant chacun sa chambre. On y enseignait toutes les classes, depuis la sixième jusqu’à la philosophie.
Dans le domaine séculier, comme devait le rappeler en 1789 le député mornantais du Tiers Etat à l’Assemblée constituante, « cet endroit est entouré de trente et quelques paroisses ou bourgs, qui sont de demi-lieue à deux lieues au plus de distance de Mornant […]. Il y a à Mornant un archiprêtré composé de quarante paroisses et de treize annexes qui l’avoisinent ». On ne saurait mieux souligner l’importance du rôle de la centralité dans le destin de la commune. Le député aurait pu ajouter que, par ailleurs, l’Eglise n’avait pas failli localement à sa vocation enseignante. En 1719 avaient été fondées deux écoles à la suite d’une donation de mademoiselle Magdeleine de Murard, une pour les garçons confiée à un laïc, une pour le filles sous la direction des Sœurs du Tiers ordre de Saint François.

### La parenthèse révolutionnaire
Les premiers à pâtir des troubles révolutionnaires furent les Lazaristes considérés comme les héritiers des seigneurs. Le 19 juillet 1789, dans une nuit, on rasa les murs du jardin que l’on appelait le Grand jardin (actuelle place de la Liberté), en arrachant les arbres et on transforma celui-ci en place publique. La tour du vingtain a été découronnée. Sa partie supérieure ne devait être reconsrtruite avec des créneaux qu'en 1863. Les propriétés de l'ordre sont devenues biens nationaux. Elles seront vendues le 25 octobre 1792. Elles comprenaient le château, les halles, divers bâtiments dits de la Grande et de la petite Vaure dans le bourg, l’ensemble du clos des Lazaristes (appelé ensuite clos Montel. Mais l’atmosphère restait à la joie. La Garde nationale mornantaise alla participer à Lyon le 29 mai 1790 à la fête de la Fédération qui devait être célébrée ensuite à Mornant le 14 juillet. La foule assemblée dans l’ex-jardin des Lazaristes assista à une messe célébrée sur un autel de huit mètres de haut. Serment fut prêté à la loy, à la nation et au roi. « Messieurs de Mornant donnèrent à boire à tous les soldats nationaux et invitèrent les officiers dans la cour de Saint Lazare à dîner en militaires et en frères ».
La suite tragique ne se comprend que si l’on fait référence au contexte lyonnais. La ville s’étant dressée contre la dictature montagnarde au début de l’été 1793 est reconquise militairement par les révolutionnaires maîtres de la Convention au début du mois d’octobre. Le fameux décret du 12 octobre la voue à la destruction. Une sanglante répression s’abat sur la population. Elle ne prendra fin qu’après l’exécution de Robespierre le 9 thermidor de l’an II (17 juillet 1794). Cette période correspond à un puissant courant de lutte antireligieuse et Mornant n’est pas épargnée. Plus de messe à partir du 24 novembre 1793 pour l’ensemble des fidèles si ce n’est dans la clandestinité, le service étant assuré par des prêtres réfractaires chez un particulier. Le clocher est dépouillé de ses trois cloches expédiées à Lyon. Du 4 au 8 décembre l’église elle-même est livrée au pillage de l’argenterie et des vases sacrés. On entreprend la démolition des croix de l’ensemble de la commune. Tout membre du clergé devient suspect. En 1794, trois Lazaristes, anciens professeurs du séminaire, sont guillotinés et un quatrième meurt en prison à la suite des mauvais traitements subis. Quant aux sœurs de Saint-François, elles sont arrêtées, liées sur une charrette et jetées dans les prisons de Lyon en attendant leur exécution. La mort de Robespierre donnera le signal de leur délivrance et elles pourront reprendre leurs fonctions d’enseignantes après 8 mois de détention. Le peuple mornantais ne doit pas être considéré comme complice malgré l’existence d’une Société populaire des jacobins de Mornant. A preuve l’attitude de cette belle jeune fille qui avait été choisie pour symboliser la déesse Raison lorsque Robespierre avait tenté de promouvoir le culte de l’Etre suprême : elle s’était défigurée en se brûlant le visage sur un réseau de braise pour se soustraire à cette obligation ! Plus tard encore, l’arbre de la Liberté sera profané le 16 mai 1795.

### Les temps de la prospérité (1800-1870)

#### L'essor économique
La population de Mornant a atteint son maximum en 1861 avec 2562 habitants, en nette progression par rapport aux 1920 du début du siècle. Les deux premiers tiers du XIXe correspondent, en effet, à une période de grande prospérité.

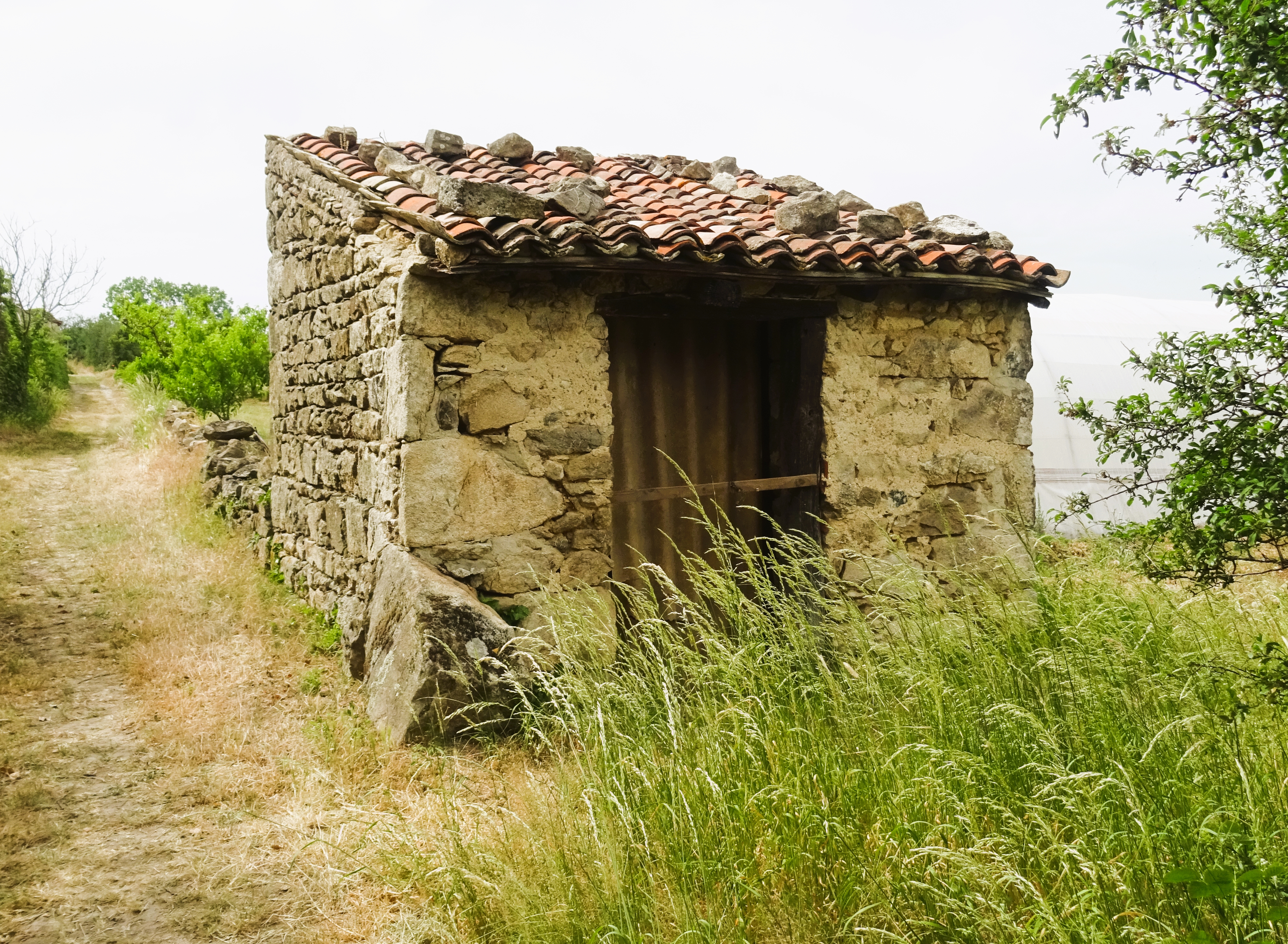
loge à casquette

La culture de la vigne devait connaître alors son plus grand développement allant jusqu’à couvrir 440 ha, soit 28 % du territoire communal. On sort alors du système autarcique pour entrer dans l’économie de marché. « Pour la seule récolte de 1844 on exporta plus de 5 500 hl de vin […] Il s’établit à cette époque un grand marché de raisin pendant les vendanges et qui amenait un grand concours d’acheteurs ». Le principal marché du vin était constitué par la région minière de Saint-Etienne à quoi s’ajoutait le trafic illégal de l’eau de vie.

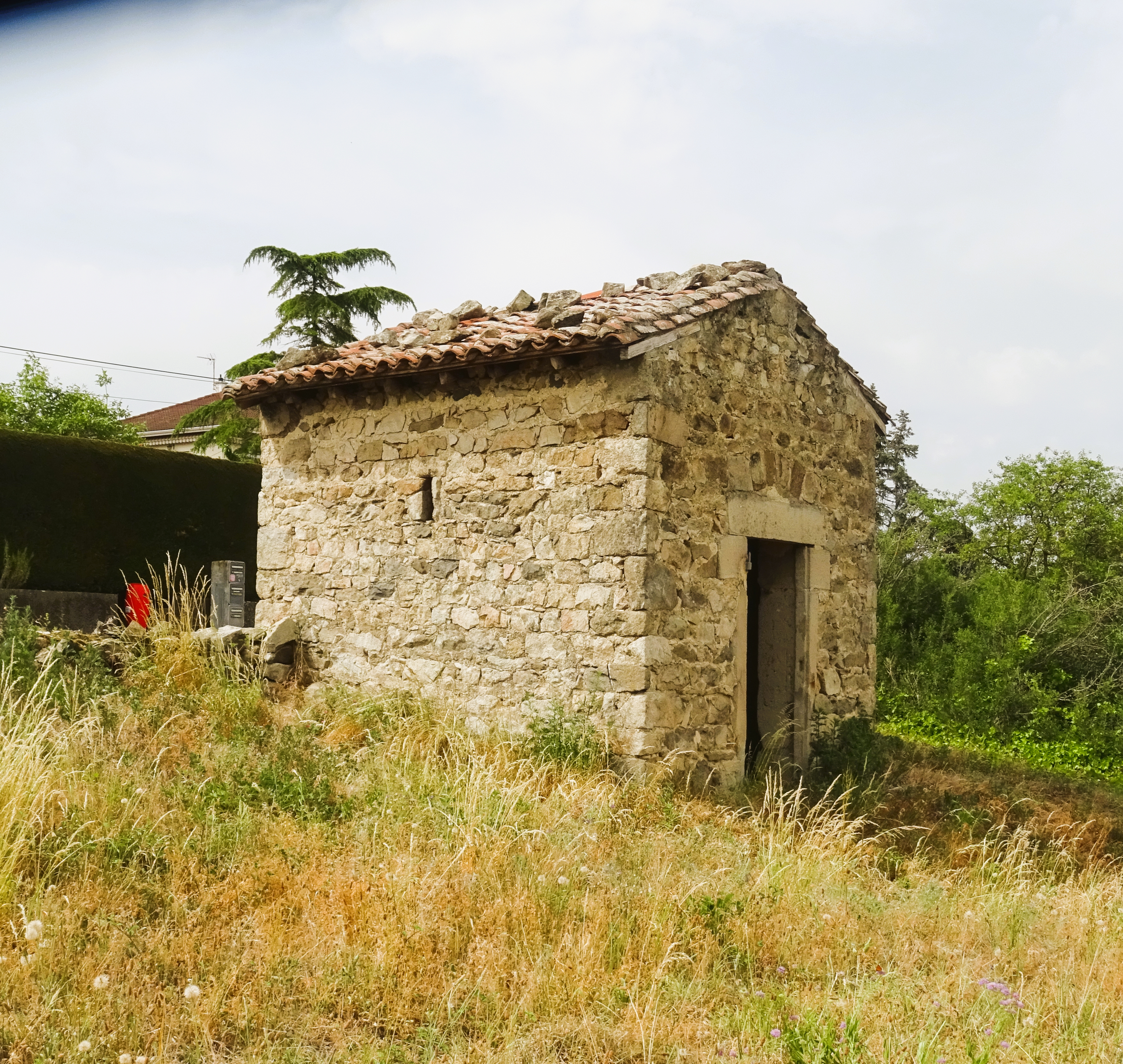
loge à la Chalonnière

C’est ici le lieu de souligner une caractéristique de la campagne mornantaise liée à la viticulture : la multiplication des loges au début du XIXe siècle, ces bâtiments en pierre au milieu des champs. Le pré-inventaire en explique la multiplication par le nombre des corps de métiers concernés en outre des agriculteurs. Et d’énumérer « les multiples ouvriers en chapellerie ou en soie travaillant à domicile, et aussi tous ceux qui vivaient indirectement de la vigne : ouvriers agricoles, voituriers, tonneliers, cabaretiers, forgerons, commerçants, etc. Chacun possédait un lopin de 1000 à 2000 m2 en moyenne […]. On achetait des parcelles éloignées les unes des autres pour répartir les risques climatiques ». Ces loges devaient satisfaire aux besoins routiniers du travail de la vigne. « On y entreposait les outils, mettait au sec les fagots de sarments provenant de la taille de la vigne qui procuraient un bon combustible. L’eau recueillie du toit dans une citerne ou des tonneaux était indispensable aux traitements ou pour faire tremper les osiers et la paille de seigle nécessaire pour attacher la vigne ». Elles avaient aussi une fonction conviviale et festive car on y invitait le dimanche parents et amis : « c’était l’équivalent du cabanon méditerranéen »,.
Le développement du vignoble n’explique pas à lui seul la prospérité de la commune. Sans doute, celle-ci reste-t-elle à l’écart de l’axe ferroviaire Saint-Étienne-Lyon, le premier de France (1830), sur lequel se développera l’industrie lourde caractéristique de la Première révolution industrielle. Mais elle s’y rattache par l’amplification d’un mouvement discernable dès la fin du XVIIIe siècle. « Vers 1760, il existait déjà des manufactures de drap grossier et de chapeaux ». Au XIXe siècle, ces activités légères connaissent un grand essor. Dans le monde des chapeliers qui mettait en œuvre presque exclusivement le poil de lapin, chacun était spécialisé dans une branche particulière. Certains ouvriers étaient fouleurs c’est-à-dire qu’ils confectionnaient le feutre par immersion dans un bain dit de feutrage, d’autres s’occupaient de la mise en forme ; d’autres du rasage du poil, etc. Une entreprise s’occupait de mettre la dernière main aux chapeaux et les expédiait en France et à l’étranger. En 1858, une entreprise occupait 400 ouvriers. L’ensemble de ce secteur mobilisait encore plusieurs centaines de personnes en 1860. Il était pourtant en déclin mais était relayé par le tissage du velours et de la soie dans la mouvance de Lyon : on comptait 200 métiers de canuts en 1858. La broderie à l’aiguille sur tulle noir (destinée notamment aux mantilles espagnoles) occupait la majeure partie de la population du bourg mais essaimait aussi dans les hameaux. Il existait encore à cette époque quelques tuilerie et tanneries familiales.

#### Les transformations du bourg
Les transformations progressives du bourg l’ont conforté dans son rôle de centre. À partir de 1824, le cimetière a été transféré du flanc nord de l’église environ 600 mètres à l’est-nord-est. Il devait être agrandi par la suite. Sa croix centrale date de 1872. La place Saint-Pierre a commencé à prendre forme. La percée de la rue Boiron dans la pente vers le sud, a permis un accès moins abrupt que la raide montée Bourgchanin. Du côté nord, sur le plateau se développent de nouveaux quartiers : le nom de la rue Villeneuve parle de lui-même. L’Église continue à exercer son rôle d’éducatrice. Les religieuses de Saint Charles, qui avaient pris le relais des sœurs de Saint François en 1804 finissent par se fixer rue Serpaton où est construit un grand pensionnat de jeunes filles de 1853 à 1855. Quant aux garçons, c’est finalement l’abbé Pousset qui va prendre le relais des Lazaristes en se portant acquéreur en 1835 des locaux d’une ancienne demeure des XVIIe – XVIIIe siècle connue sous le nom de clos Thomassin. Il y fonde le collège de la Sainte Famille (c'est aujourd'hui le groupe scolaire Saint-François d'Aquin). Mais le fait le plus symbolique de la primauté du bourg sur l’ensemble de la commune est la construction de la mairie. Son étroite façade présente deux niveaux et un comble coiffé d’un toit brisé en ardoise dans lequel s’inscrit sous la forme d’un oculus un cadran d’horloge décoré de guirlandes. L'ensemble est sommé d’un lanternon avec en amortissement une girouette en forme de drapeau tricolore. L’élégance tient aux détails : au rez-de-chaussée, encadrements en pierre taillée de la porte d’entrée ainsi que des enchants ; à l’étage, le balcon est orné de balustres : on y accède par une porte-fenêtre garnie d’un entablement cintré et flanqué de pilastres cannelés.

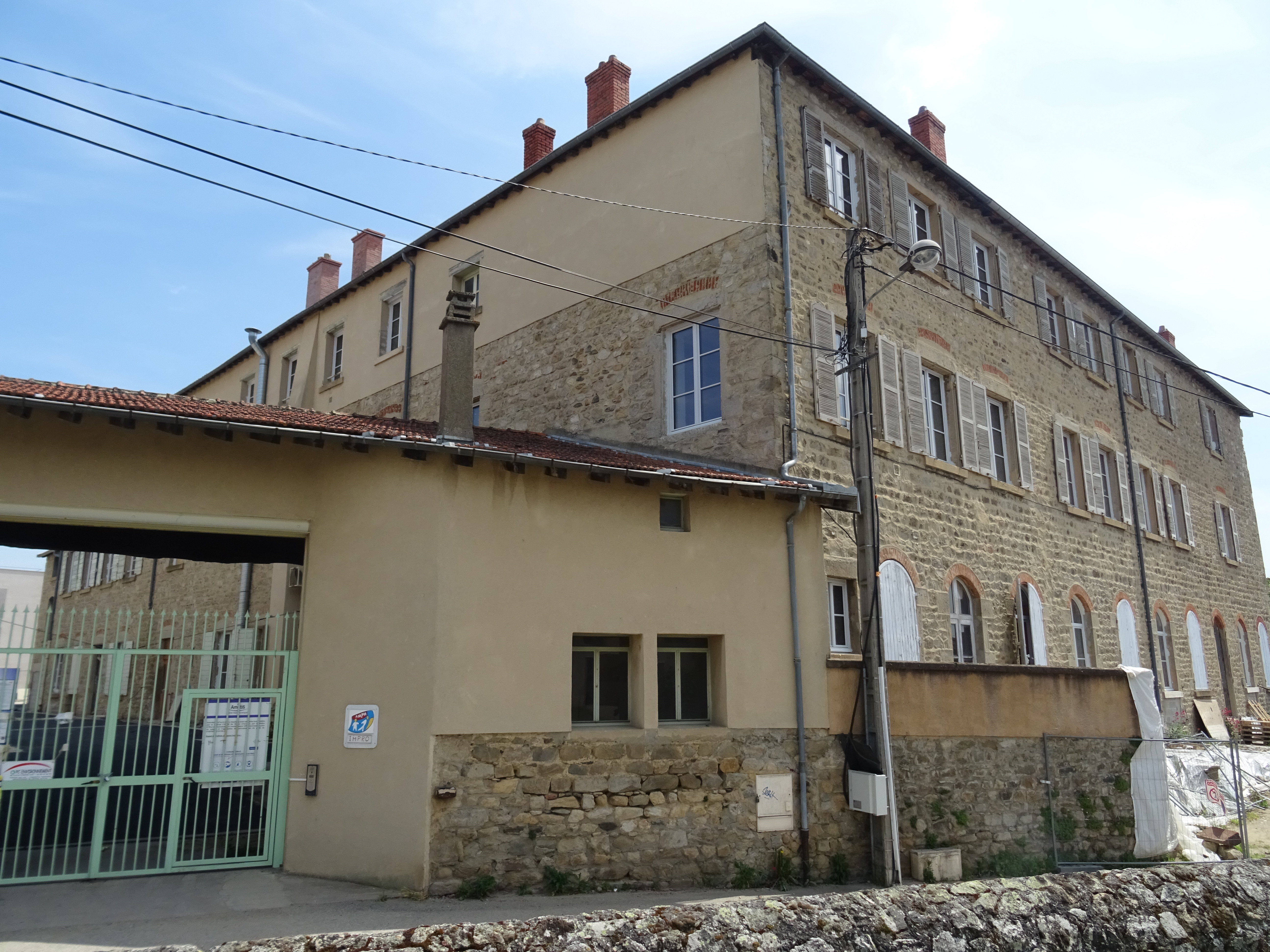
Ancien pensionnat Saint-Charles
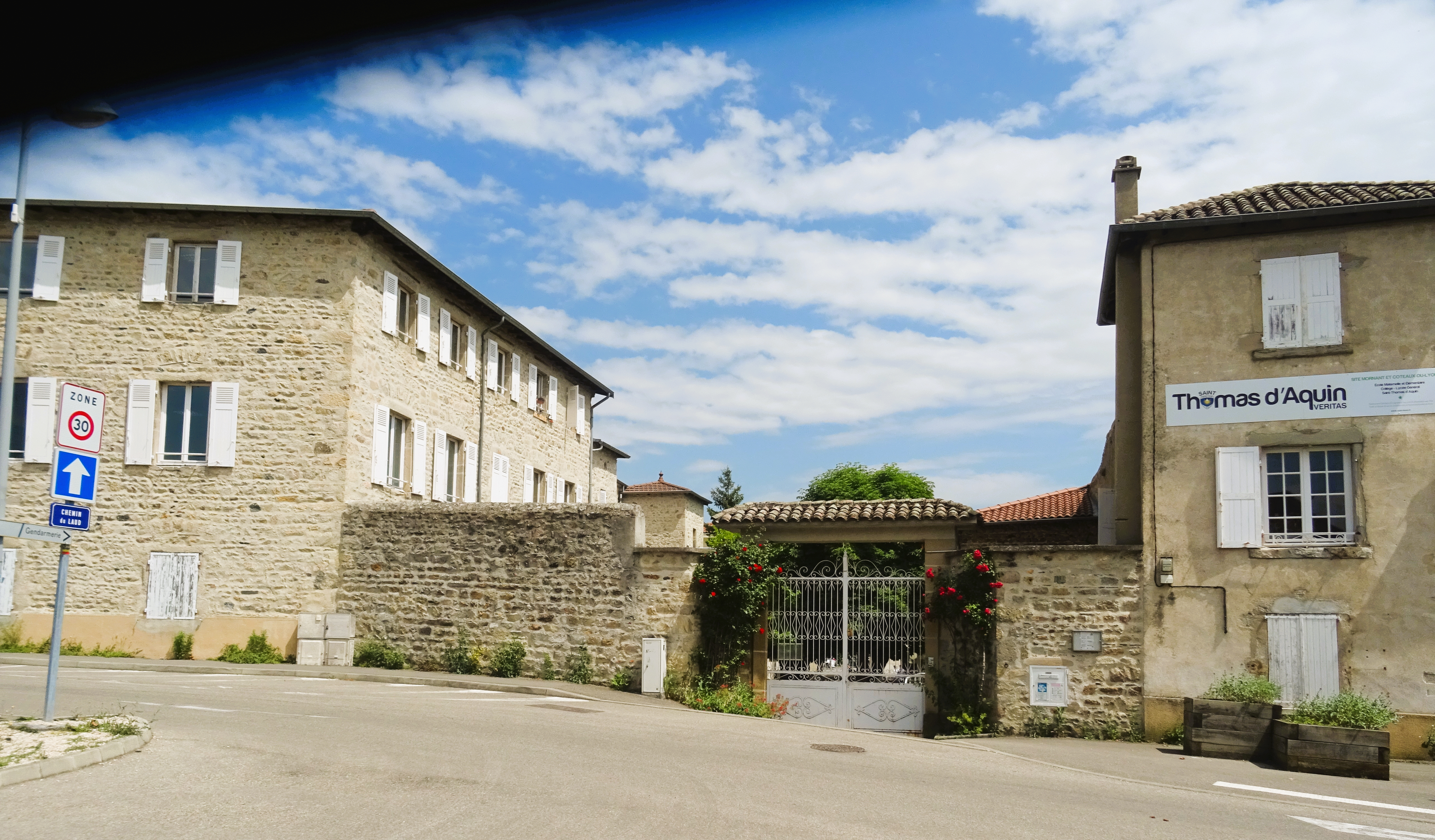
Groupe scolaire Saint-Thomas-d'Aquin
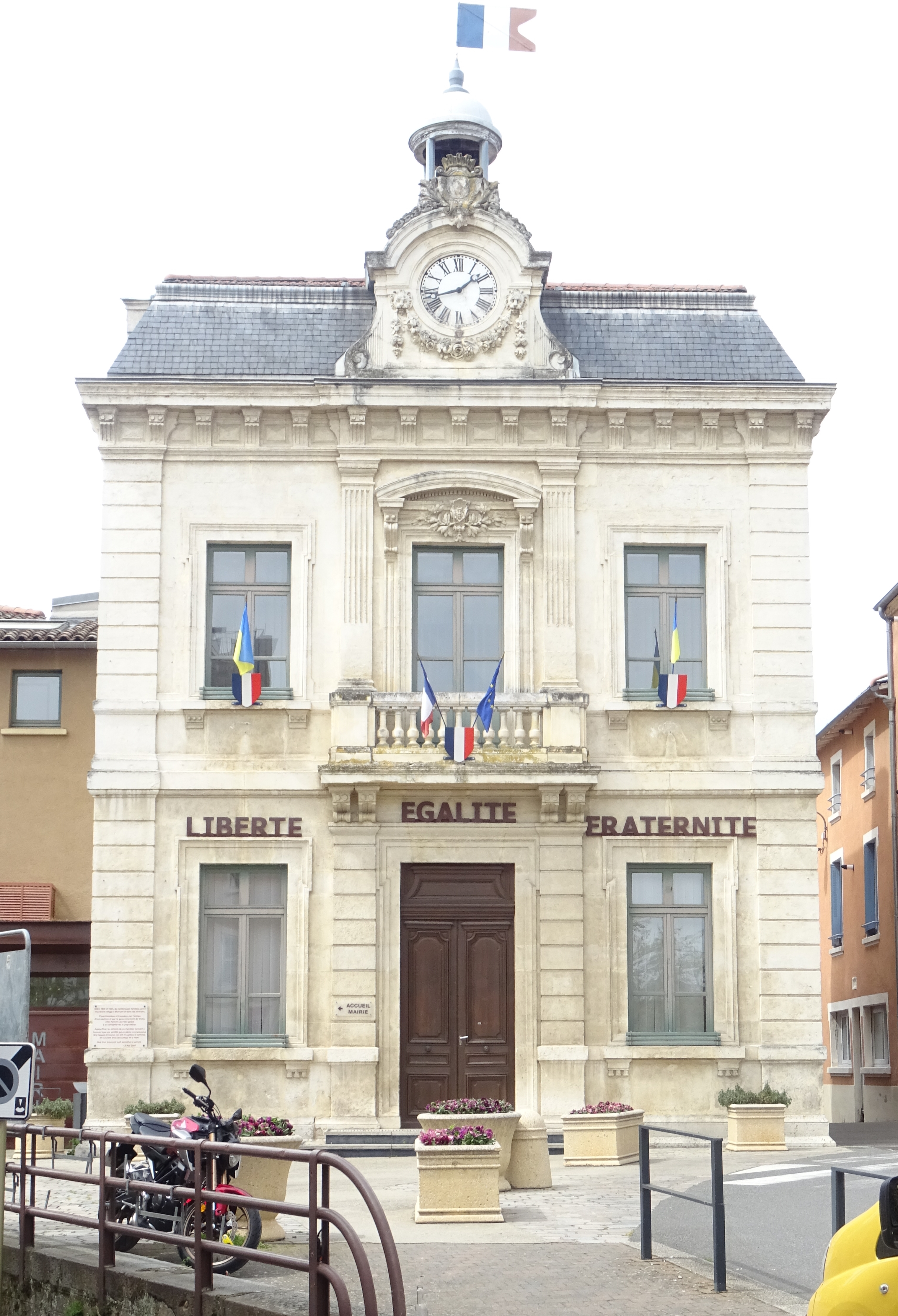
Mairie de Mornant

#### Les transformations de l'église

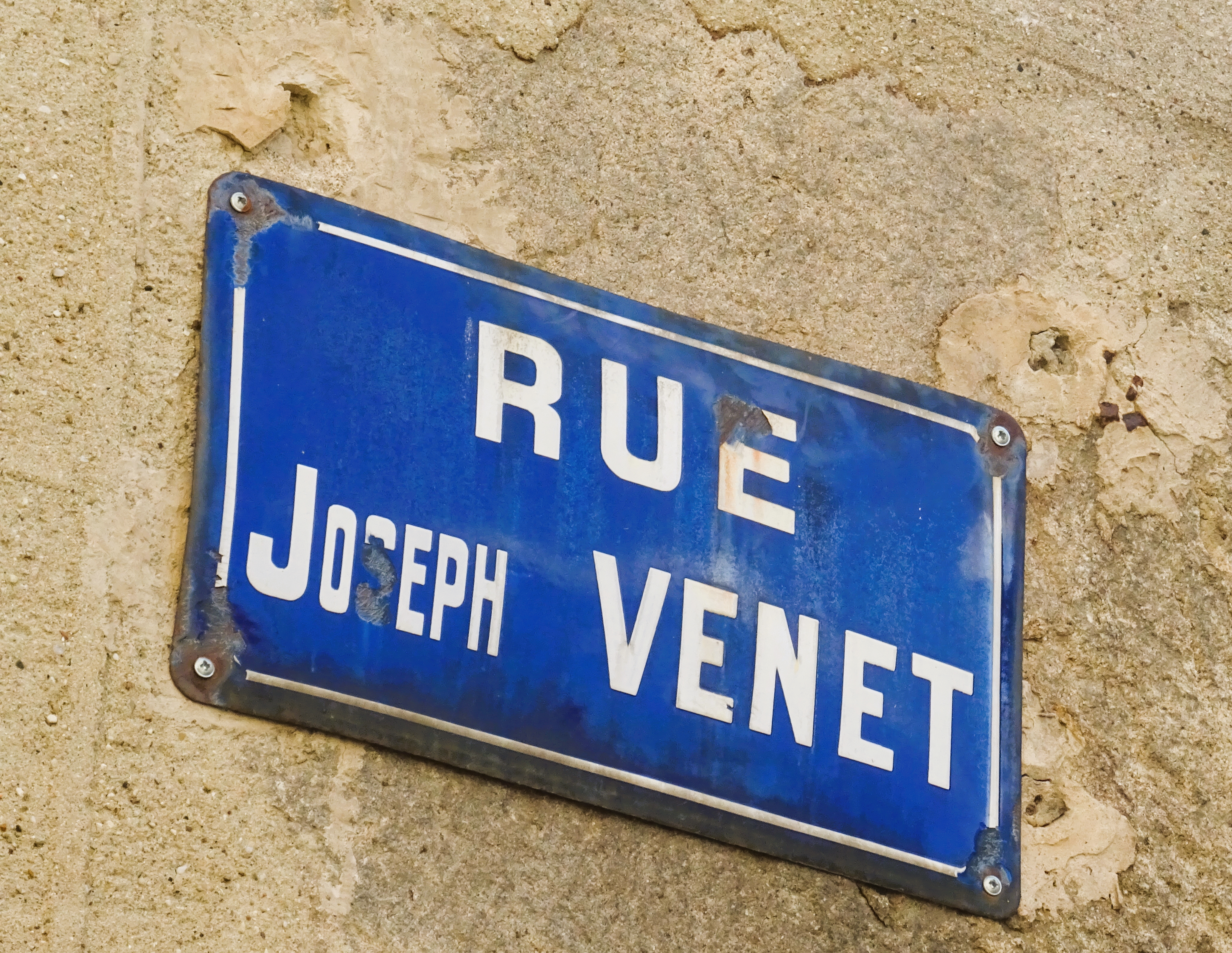
rue Joseph Venet.

L’ancienne église ne pouvait plus suffire. Plutôt que d’entreprendre une nouvelle construction, comme ce devait être le cas dans beaucoup de communes, on prit le parti d’agrandir l’église Saint-Pierre. Il est vrai qu'on entrait dans une période de grande prospérité. Ce ne fut pas, néanmoins, sans avoir à régler de nombreux problèmes financiers et techniques et ils ne le furent que grâce à la ténacité de Joseph Venet, nommé curé de la paroisse en 1835. Diverses solutions avaient été envisagées avant qu’on se décidât d’allonger la nef de deux travées par recul de la façade ce qui impliquait la destruction de plusieurs maisons. Il fallut également convaincre la population et le conseil municipal qui n’imaginait pas la possibilité de faire face à une si forte dépense. « Ce ne fut pas sans répugnance que celui-ci accepta le projet dans sa séance du février 1845 et le fit approuver, ensuite, comme la loi l’exigeait alors par la majorité des 16 plus imposés de la commune ».

##### Architecture
Le travail fut confié en 1845 à Antoine Chenavard, architecte en chef du département du Rhône. Le plan cruciforme restait inchangé mais les croisillons du transept, déjà peu saillants, en paraissent beaucoup plus courts. D’autant que, sur l’arrière, ils ne s’individualisent pas de la masse car le chevet plat est encadré de part et d’autre de la sacristie et d’une annexe. Bien entendu, la façade dut être déplacée mais elle fut reconstruite en réutilisant ses éléments du XVe et du XVIe siècle. Elle présente un mur pignon renforcé de deux contreforts angulaires. Le portail est surélevé de six degrés. La porte est inscrite dans une embrasure à large voussure moulurée et est encadrée de deux petites arcatures trilobées aveugles que soutiennent des colonnettes engagées. Au-dessus une grande rosace éclaire la tribune. A l’angle sud-est, le clocher, de plan carré, est également resté celui du XVIIIe siècle (la date de 1778 y est inscrite). « Il est éclairé sur chaque face de trois baies cintrées groupées. Son toit est coiffé d’un petit clocheton sommé d’une croix métallique ».

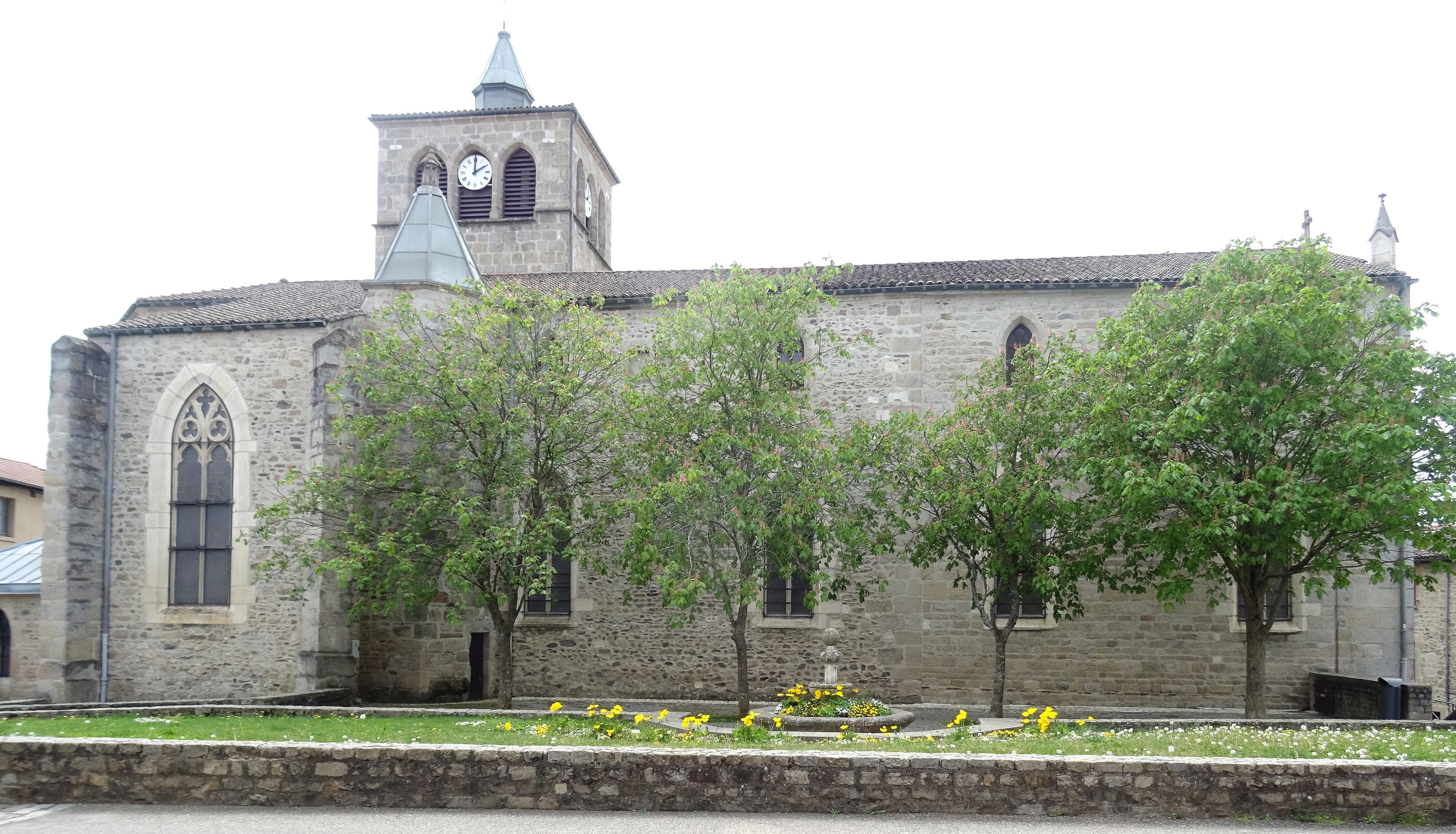
église Saint-Pierre côté nord
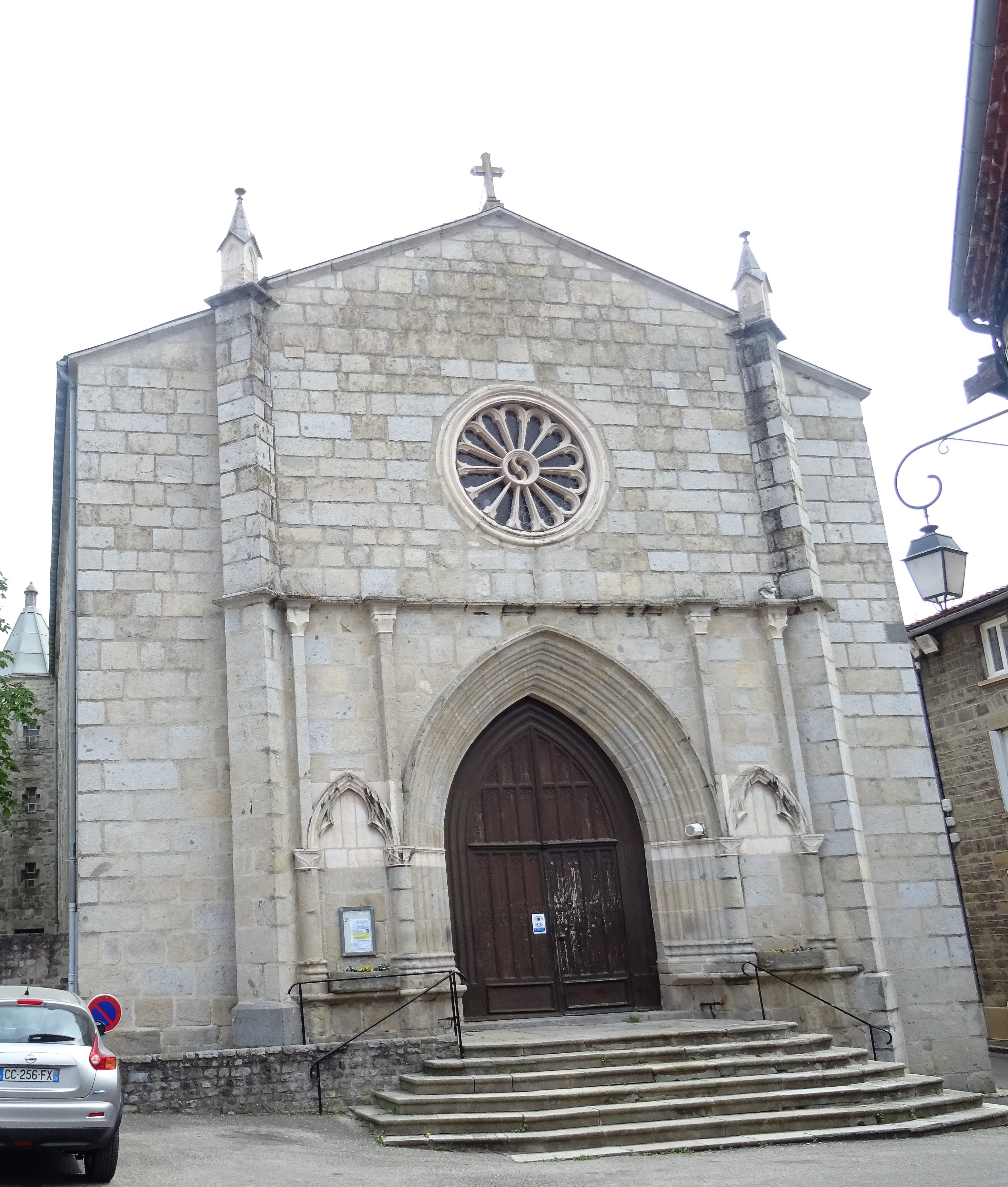
façade de l'église Saint-Pierre
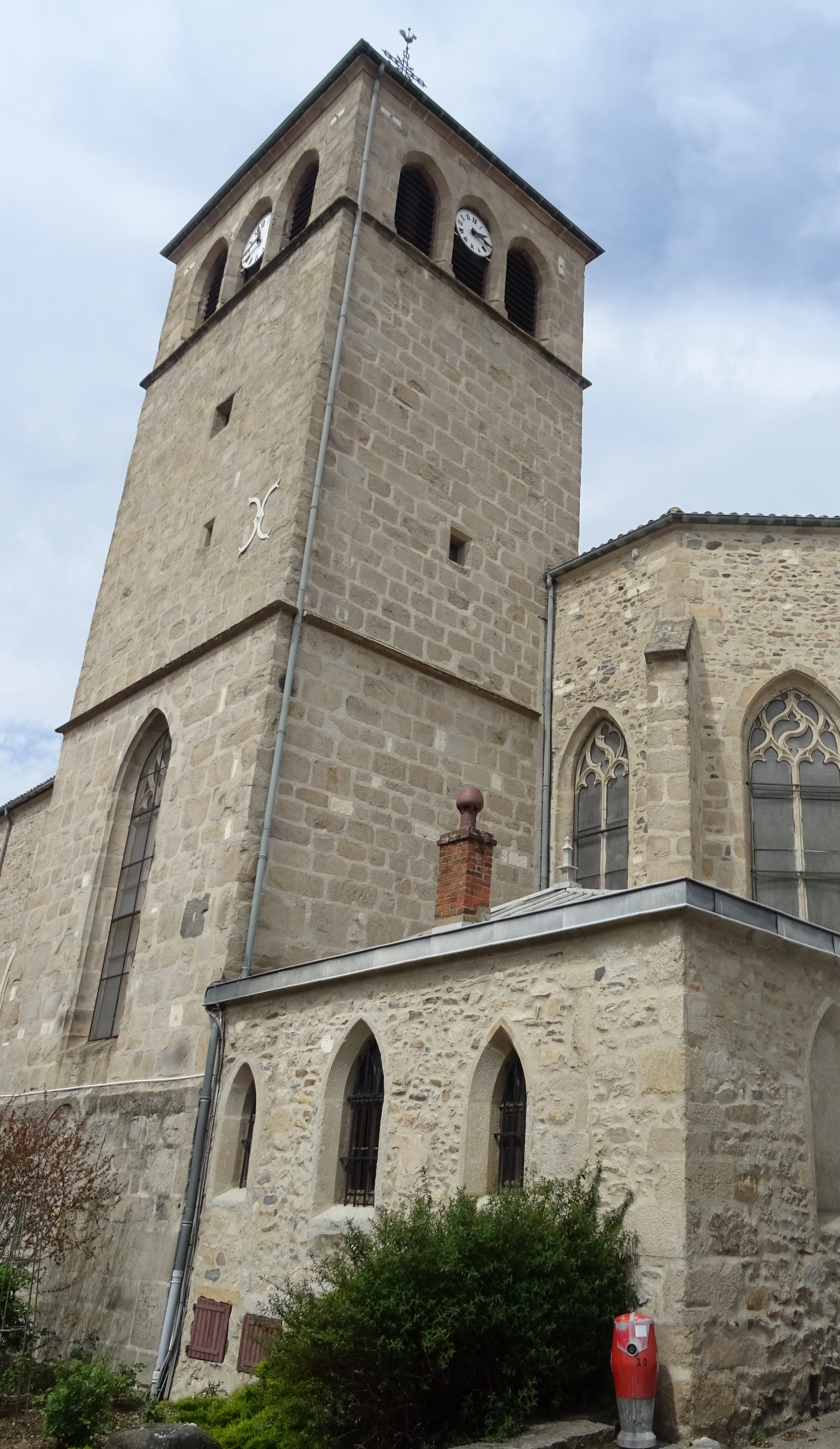
clocher de l'église Saint-Pierre
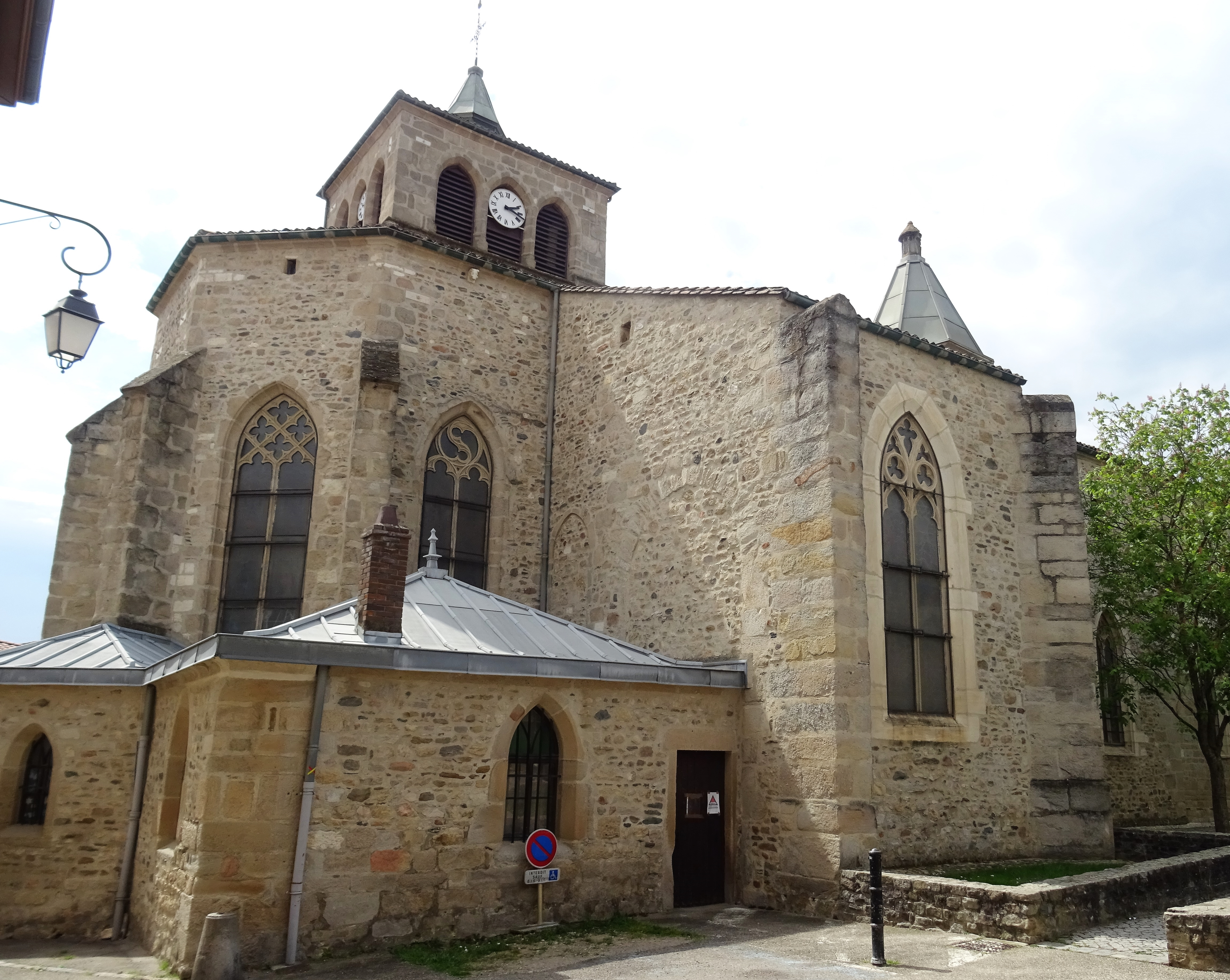
chevet de l'église Saint-Pierre
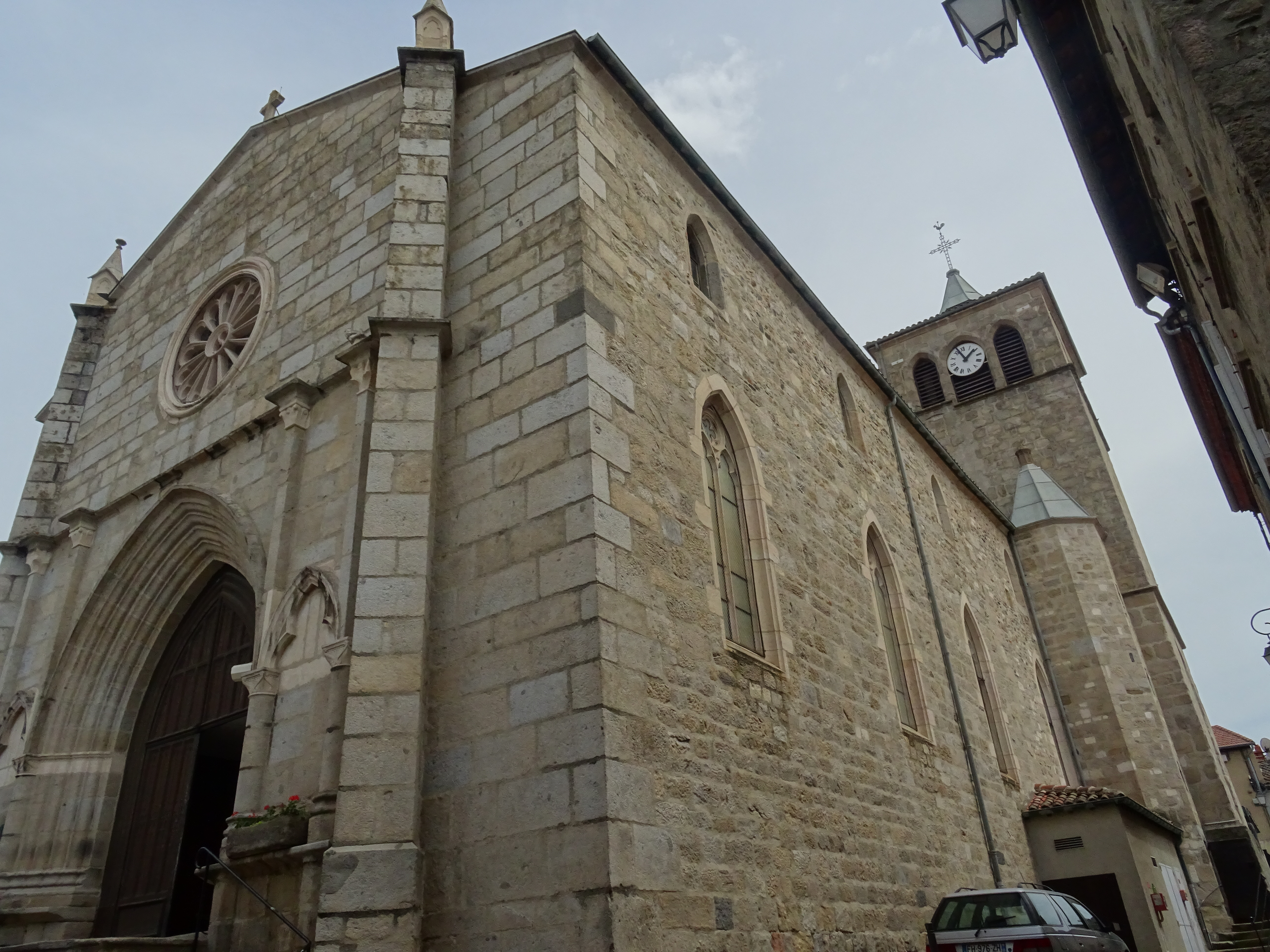
église Saint-Pierre côté sud

On est frappé par le contraste entre la sobriété des lignes architecturales à l’extérieur et la variété des formes à l’intérieur. Il faut souligner pour commencer la parfaite réussite de l’opération d’agrandissement. Rien ne distingue des anciennes les deux nouvelles travées de la nef. À ce seul titre, on peut comprendre que l’église ait été classée en 1926 à l’inventaire supplémentaire des monuments historiques. Leur ensemble est flanqué au nord et au sud d’une succession de chapelles non communicantes. Ces travées sont rythmées par des piliers qui supportent les arcs et la voûte d’ogive du vaisseau central ainsi que les arcs en tiers-point des chapelles latérales. L’abside éclairée de cinq grandes baies ogivales à cinq pans reste inchangée. Au-dessus de l’entrée, une large tribune reçoit la lumière de la rosace de la façade. Un triforium, enfin, permet la circulation des deux côtés au-dessus des chapelles.

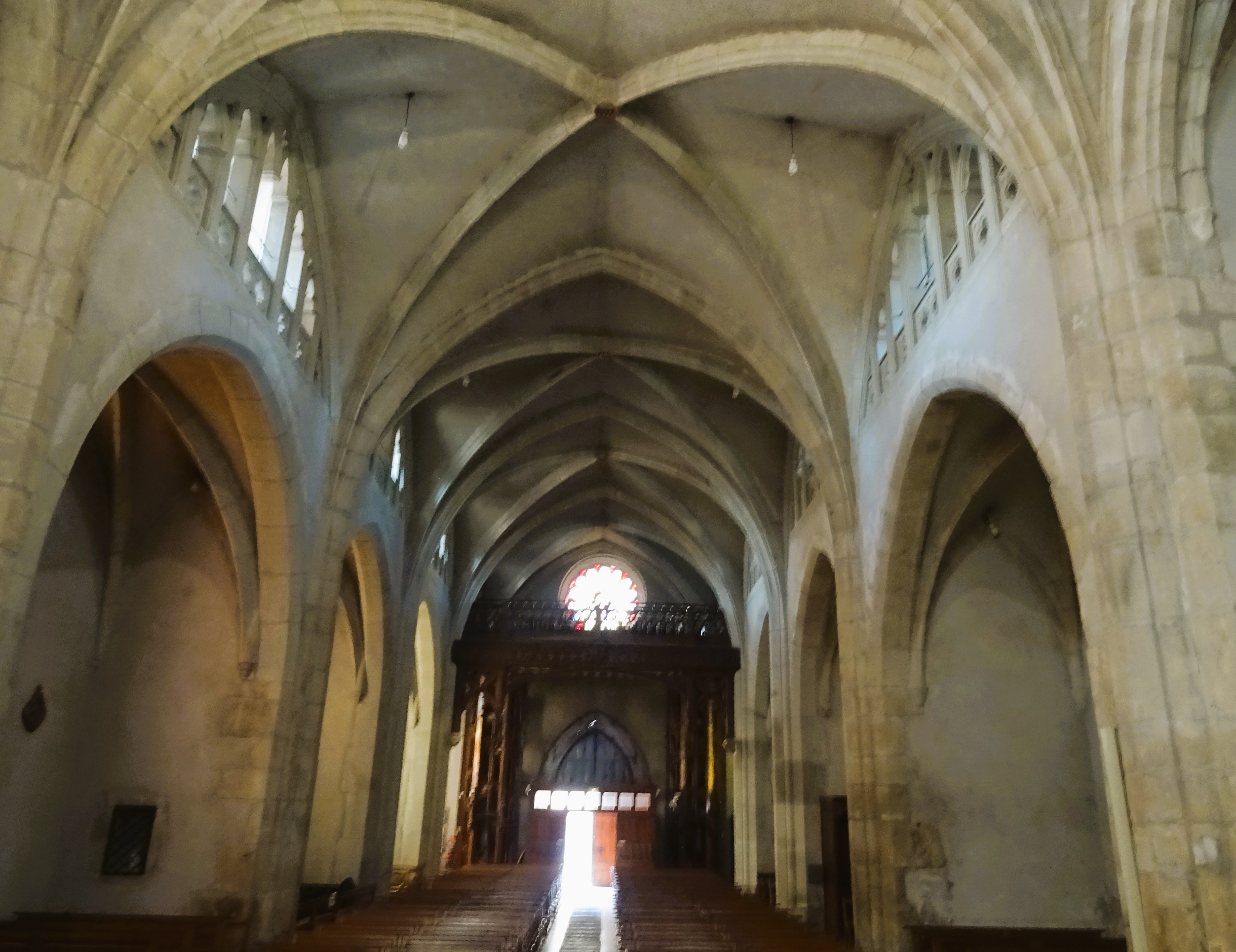
nef de l'église Saint-Pierre (direction de l'entrée)
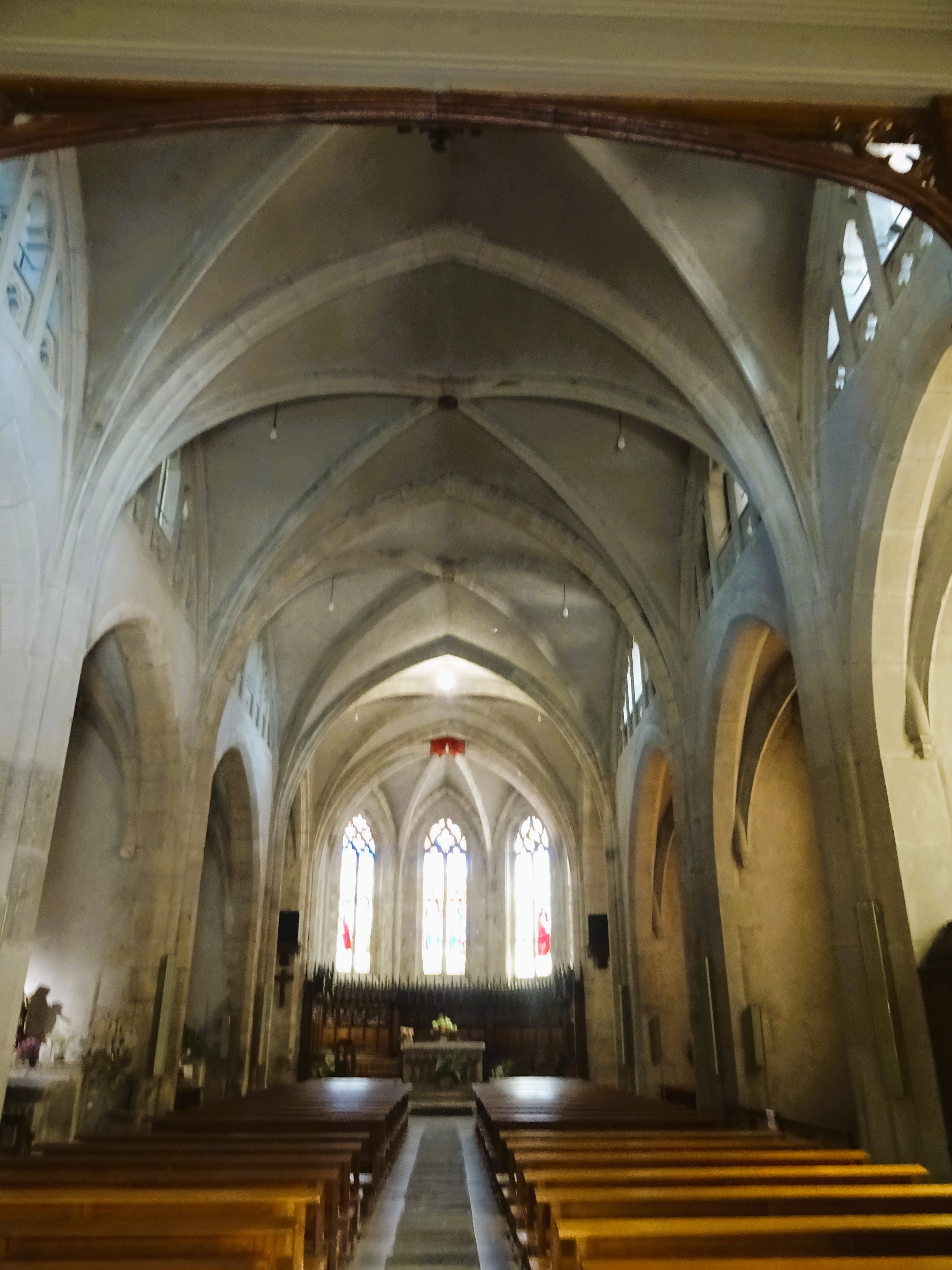
nef et abside de l'église Saint-Pierre
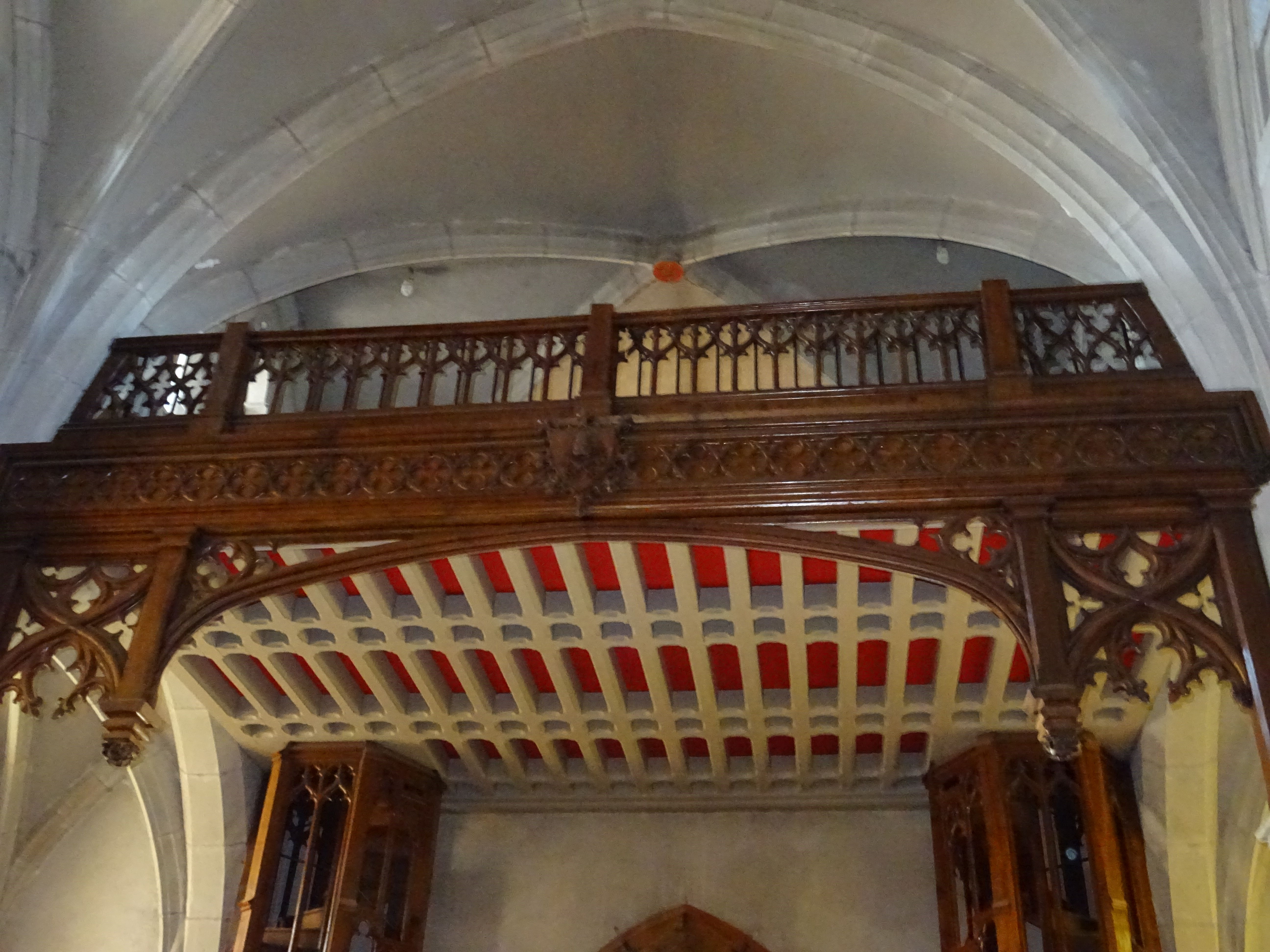
tribune de l'église Saint-Pierre
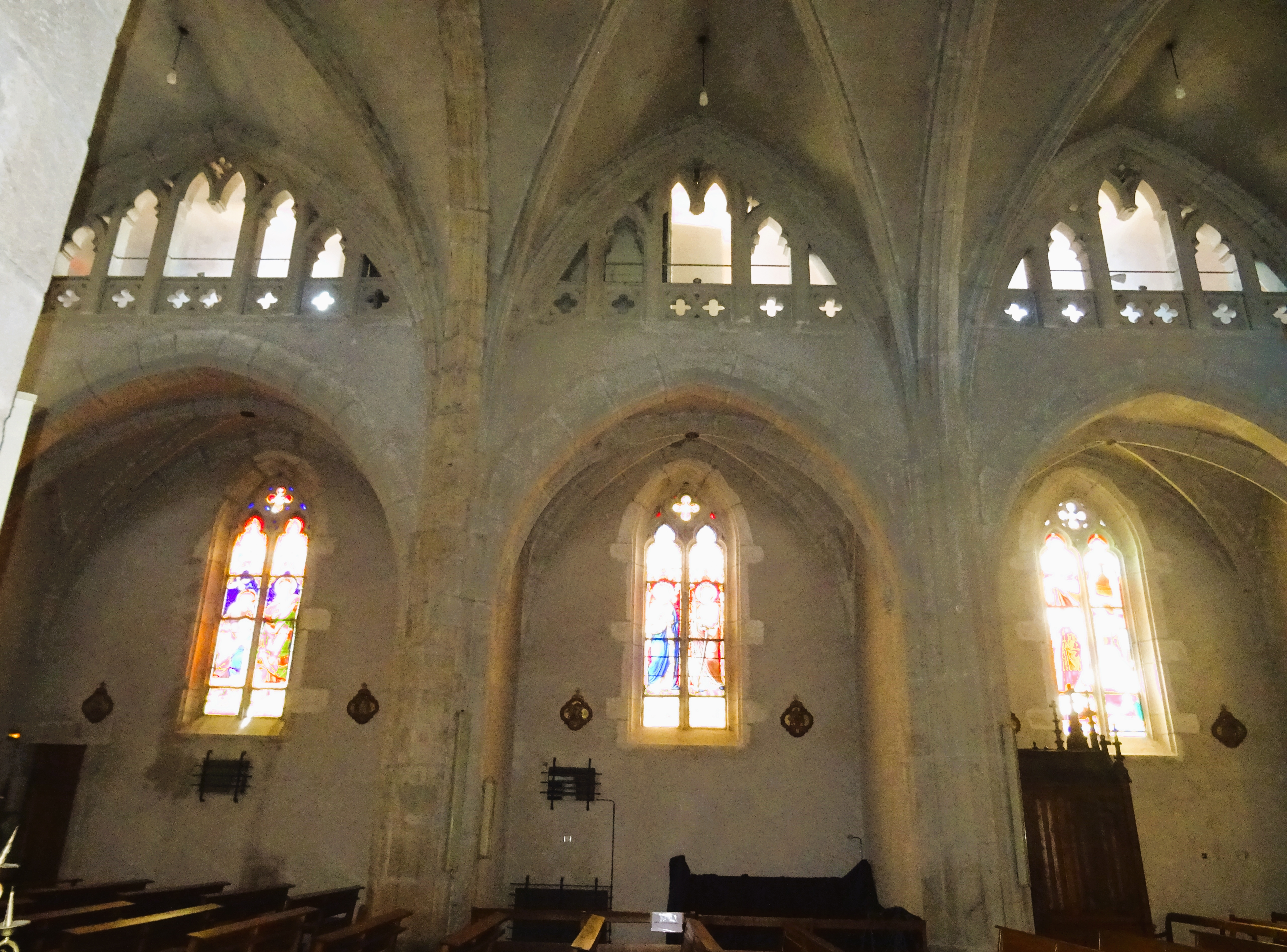
triforium de l'église Saint-Pierre

##### Mobilier
Le mobilier est d’une richesse exceptionnelle à commencer par le maître-autel en calcaire de Tournus. Mis en place en 1861, il est décoré de sculptures en bois polychrome représentant le Christ en majesté entouré de ses douze apôtres. Il a été réalisé par des marbriers lyonnais sur des dessins de l’architecte Pierre Bossan et classé monument historique en 1979. Dans la chapelle de la Vierge, un grand panneau néo-gothique abrite sa statue avec l’enfant entre saint Joseph et saint Jean l’Evangéliste, toutes sculptures réalisées également sur des dessins de Bossan. De la chapelle Saint-Pierre, réalisée sur le même modèle, on retiendra le groupe de statues représentant le Christ remettant à ce saint les clés de l’Église. Il est encadré par saint Paul et saint André. Les boiseries ont été également traitées avec le même soin. On retiendra surtout la longue série de stalles en chêne du Rhin et en noyer qui entourent le chœur réalisées en 1854, toujours sur des dessins de Bossan et également classées MH en 1979. Les trois confessionnaux, deux en chêne et un en noyer, ont été traités dans le style néo-gothique, partout à l’honneur à l'époque.

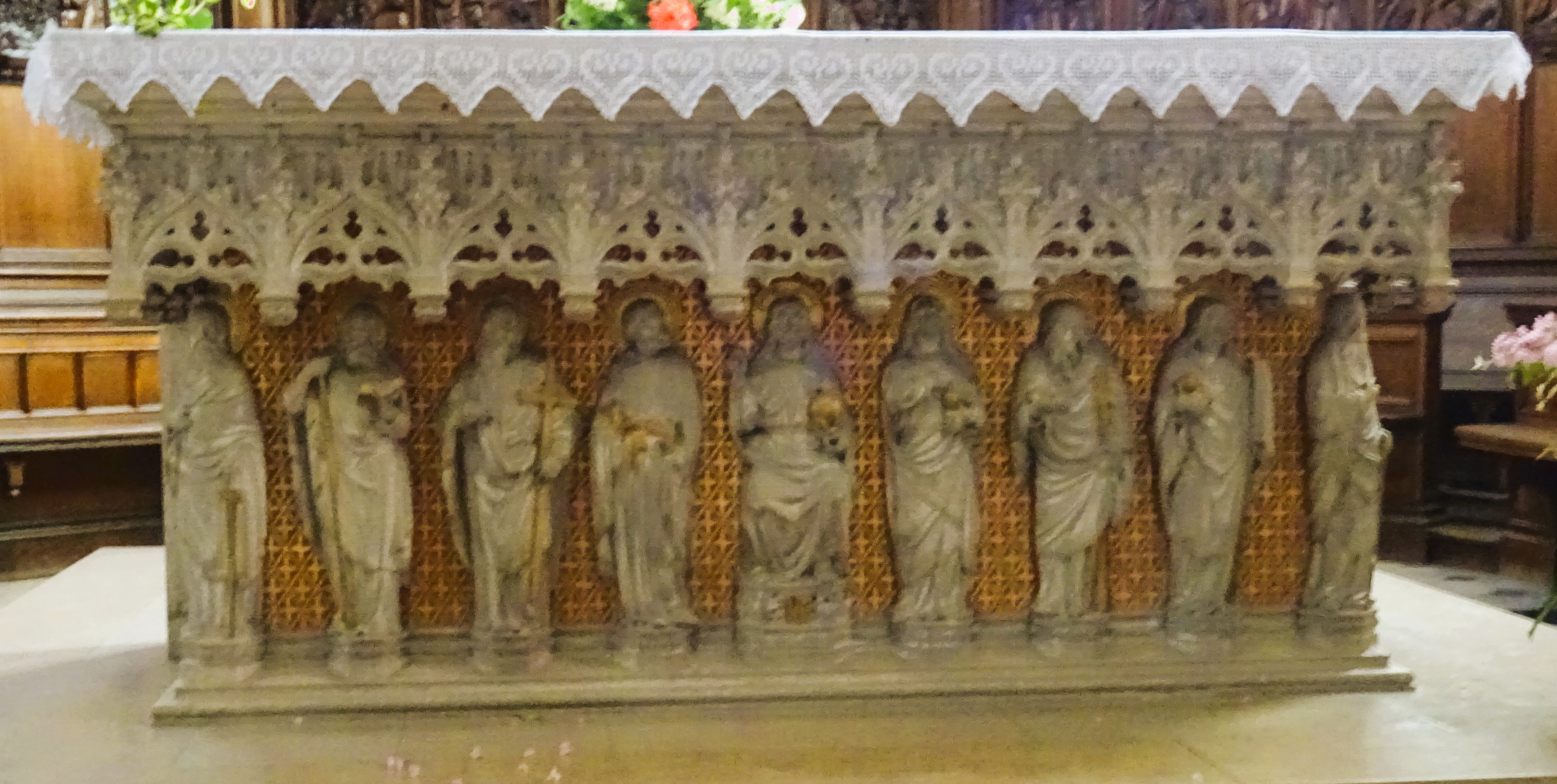
maître-autel
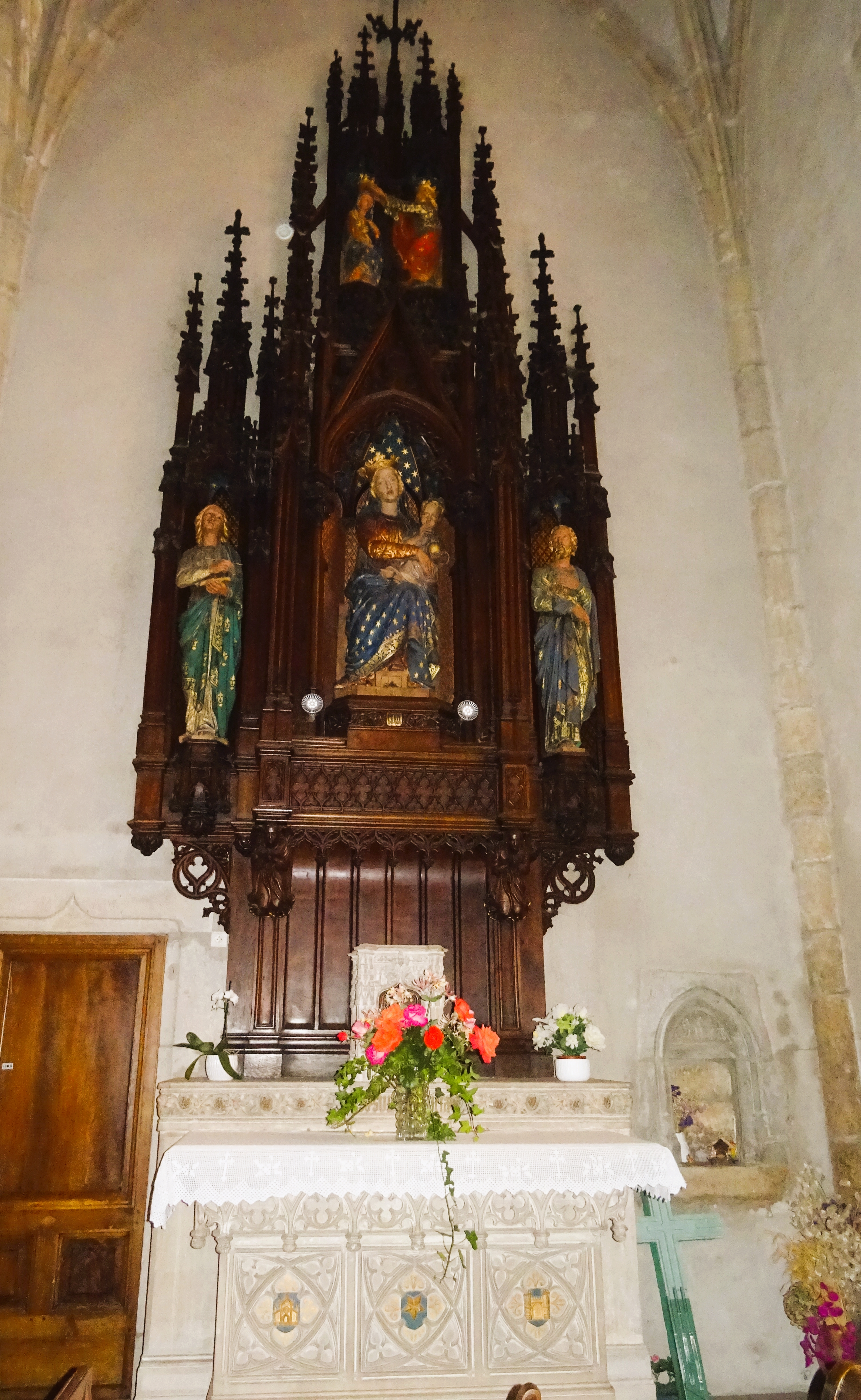
autel de la Vierge
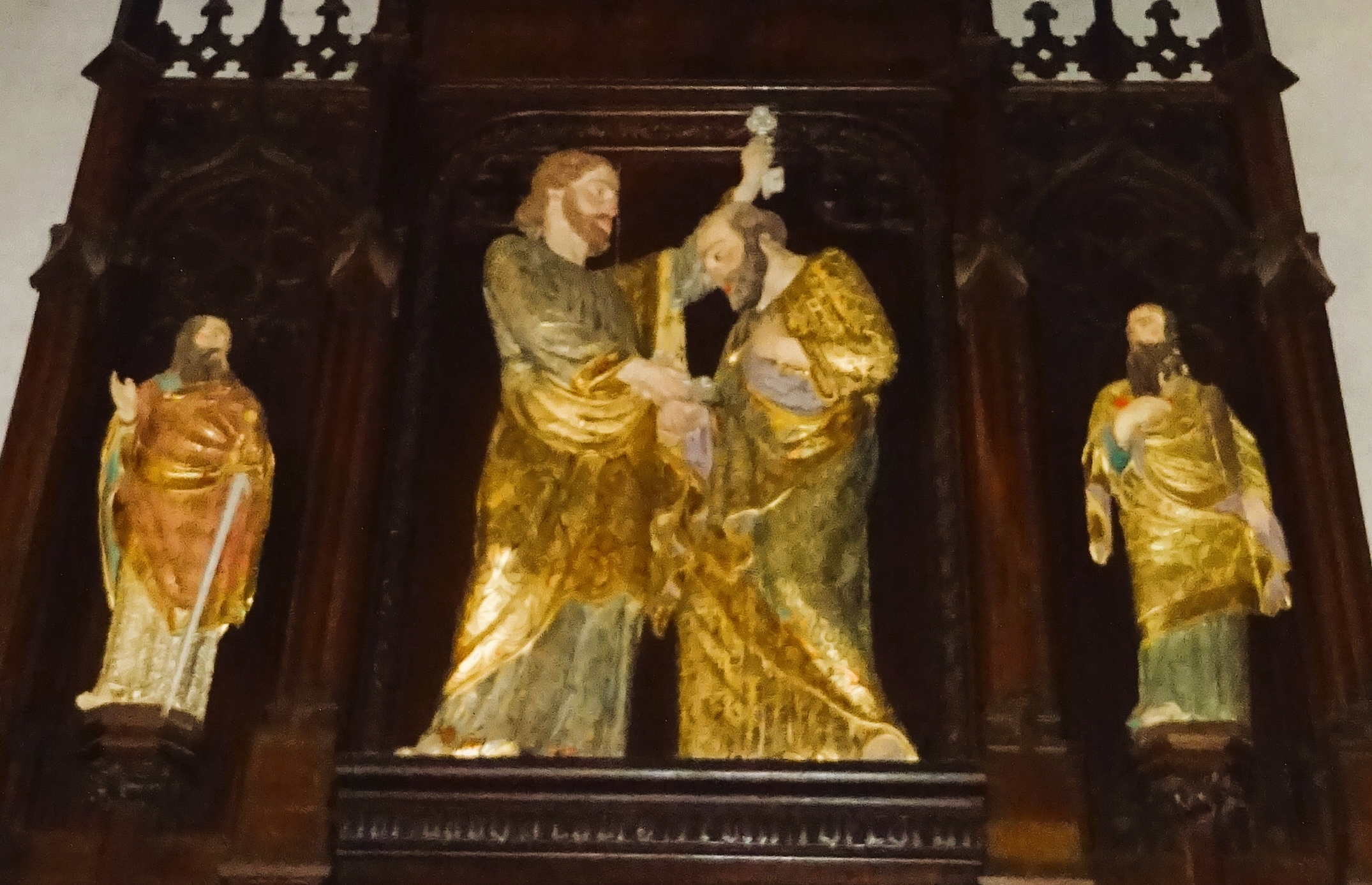
autel Saint-Pierre groupe de statues
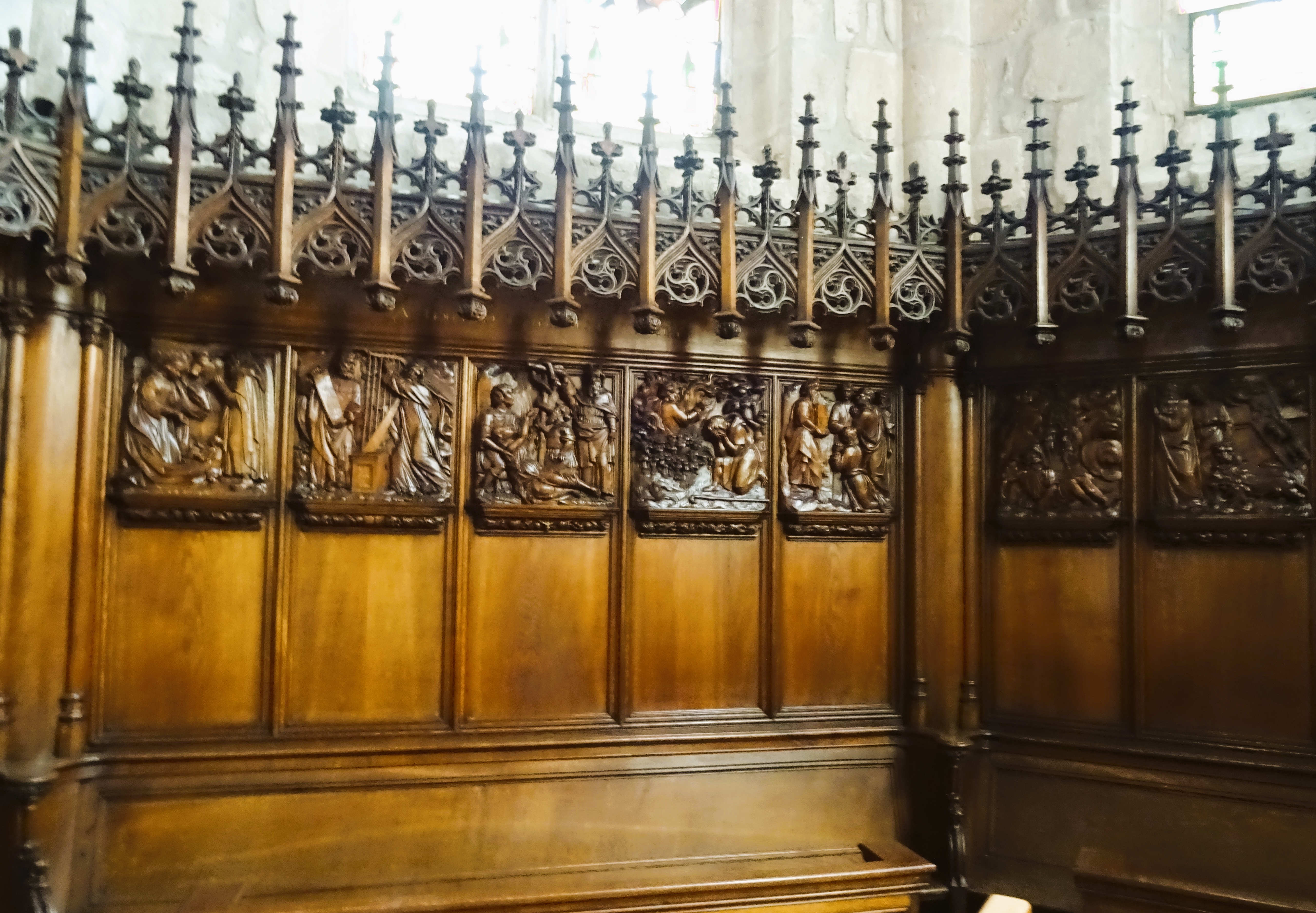
stalles du chœur de l'église
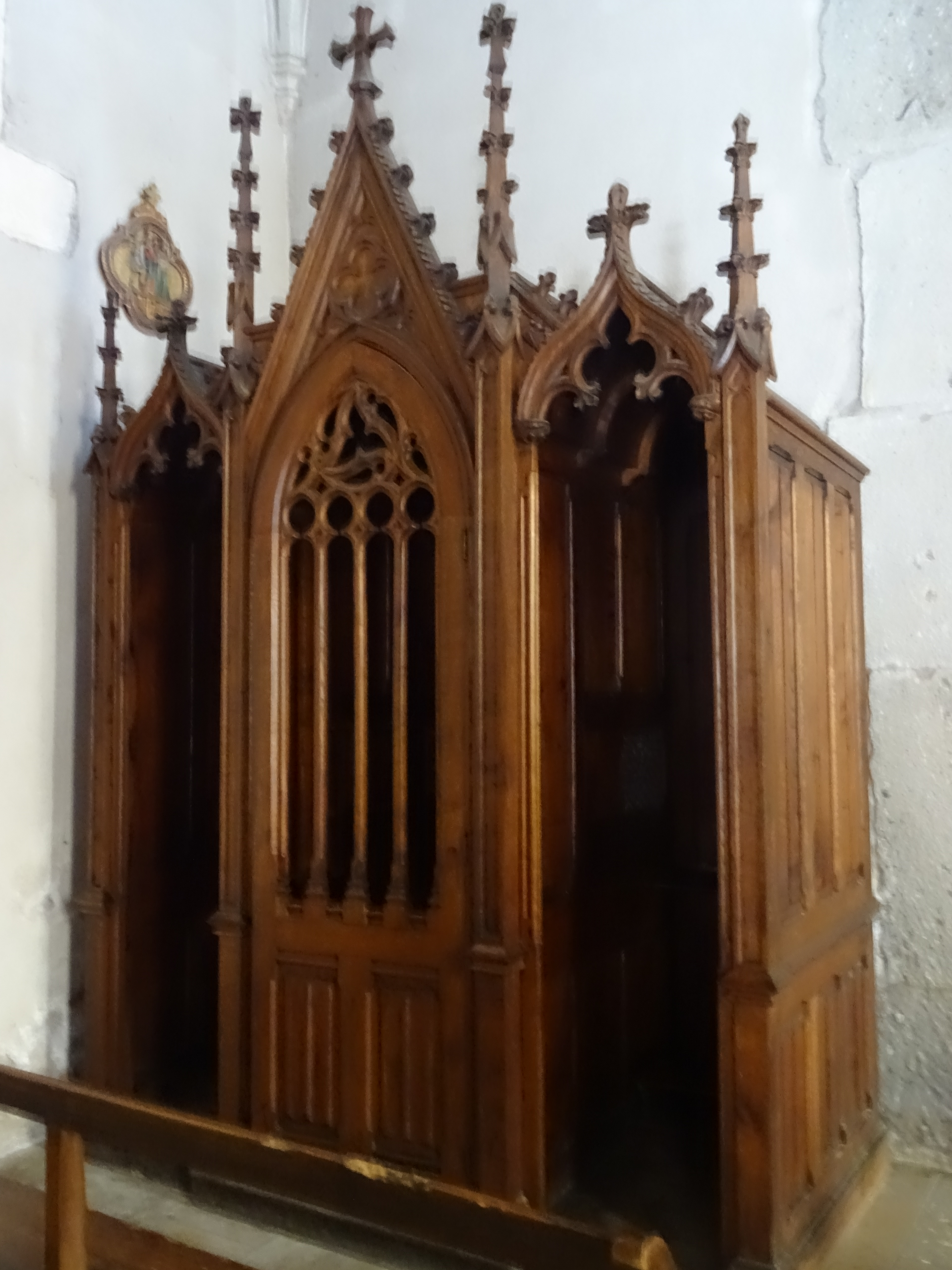
confessionnal

De nombreux sculpteurs ont trouvé de l’ouvrage dans cette ornementation. Deux statues représentent la Vierge à l'Enfant, en bois doré ou en bois polychrome. Quant à la cuve des fonts baptismaux en forme de calice, c’est encore Bossan qui en a dessiné les arcatures en relief et les emblèmes des évangélistes avant d’en confier l’exécution à des marbriers lyonnais. Un de leurs éléments, une colonne torsadée, a été transformée postérieurement en porte-cierge. Le Christ en croix date aussi du XIXe siècle.

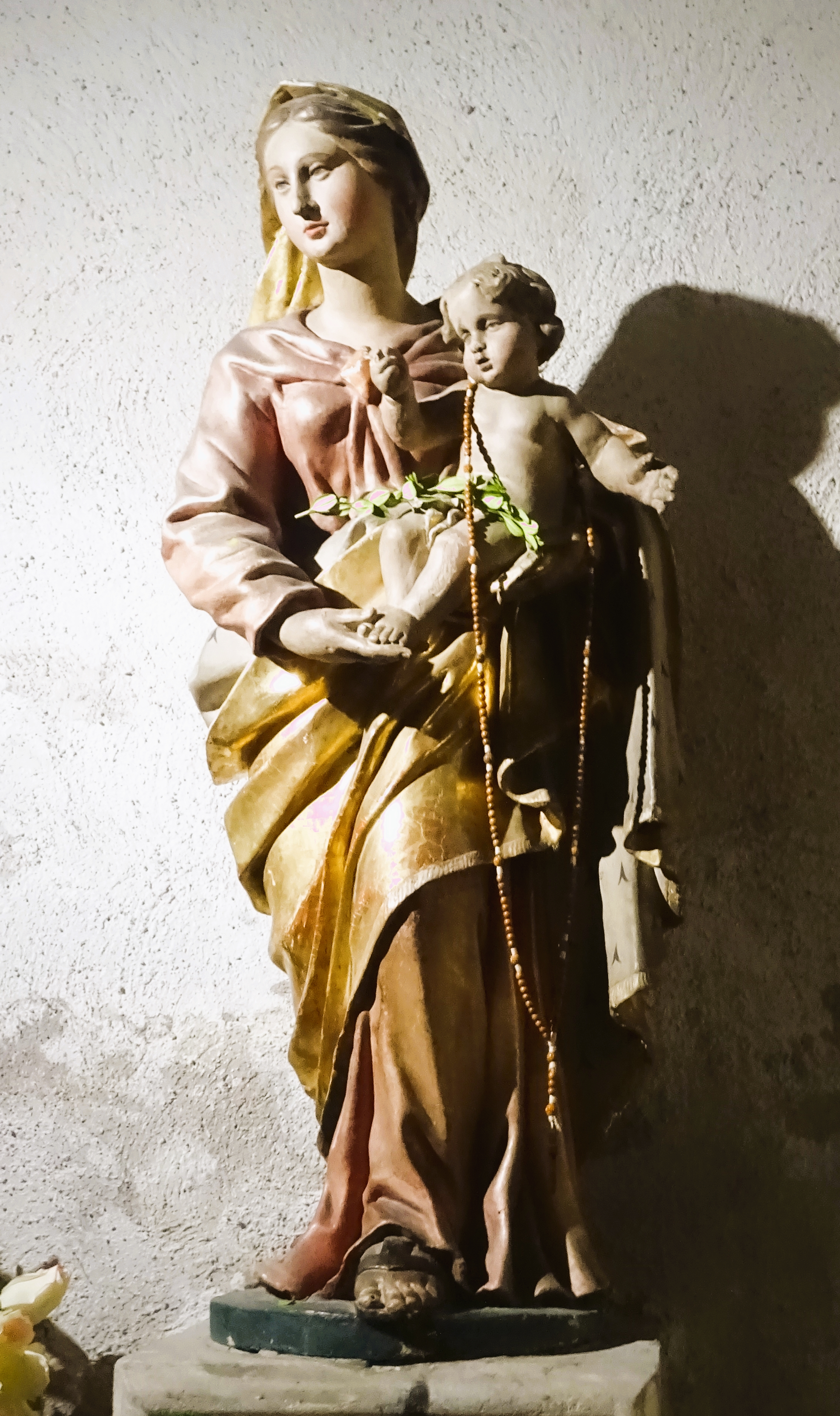
Vierge à l'Enfant.
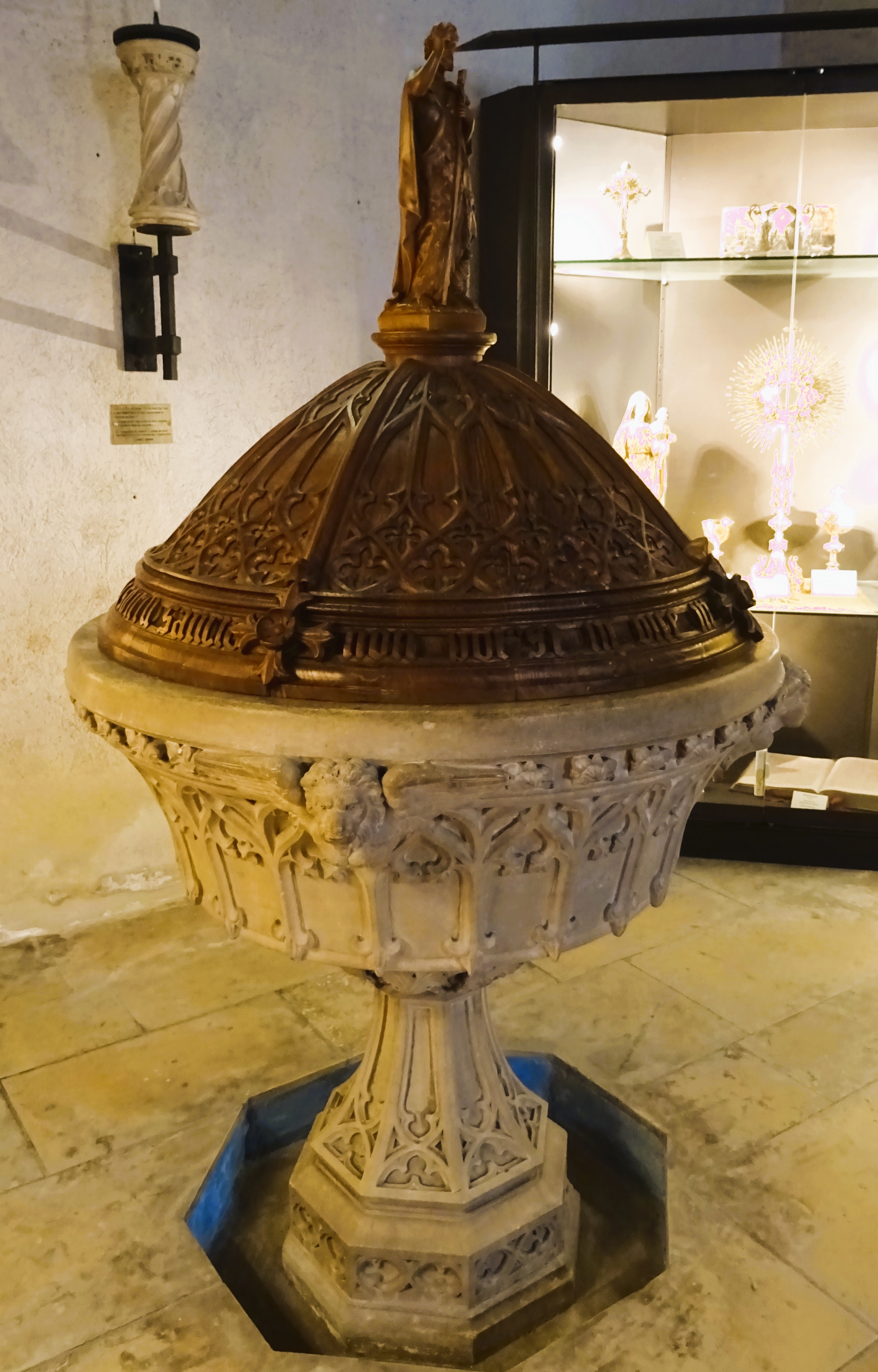
fonts baptismaux.
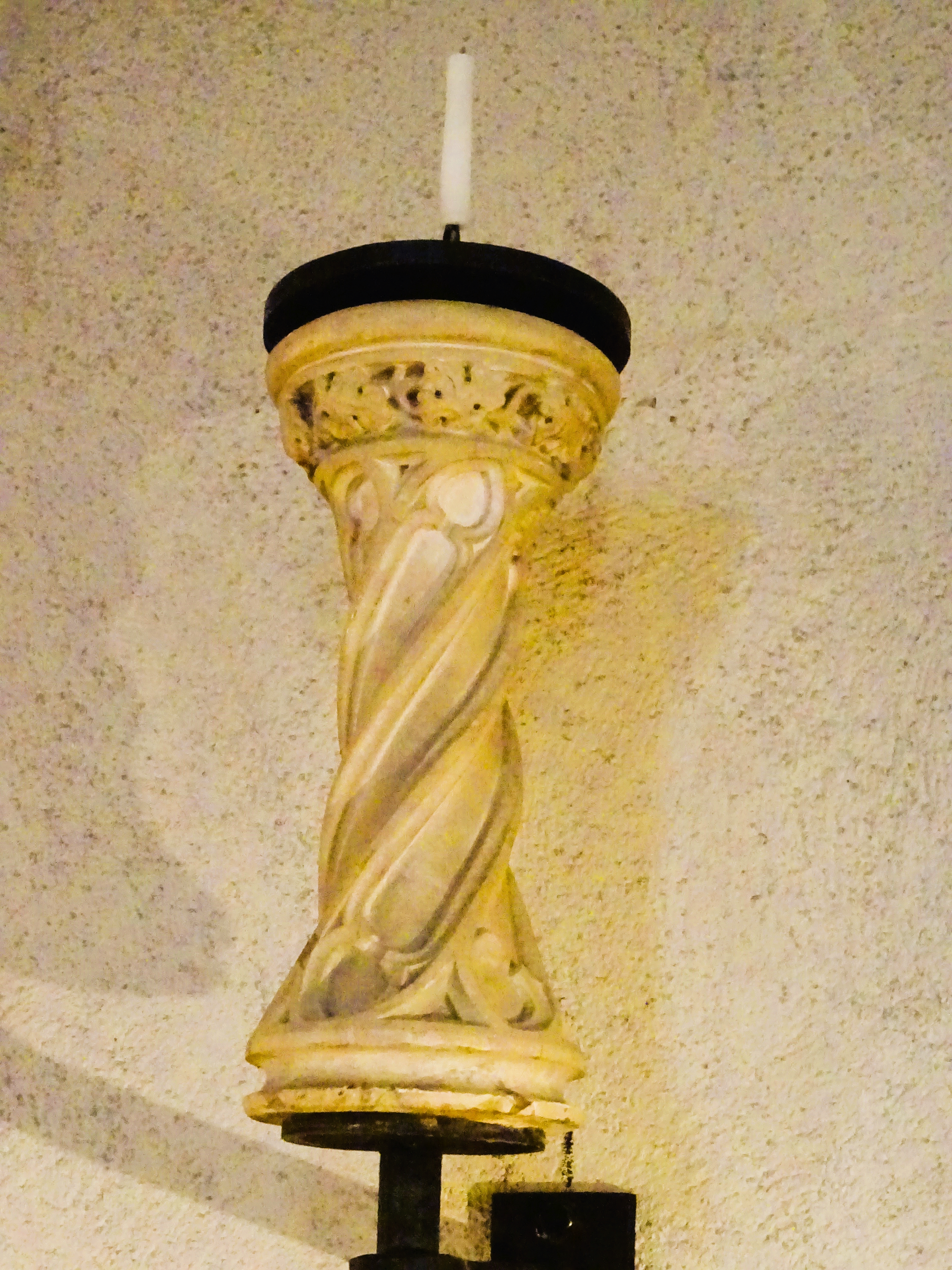
porte-cierge.
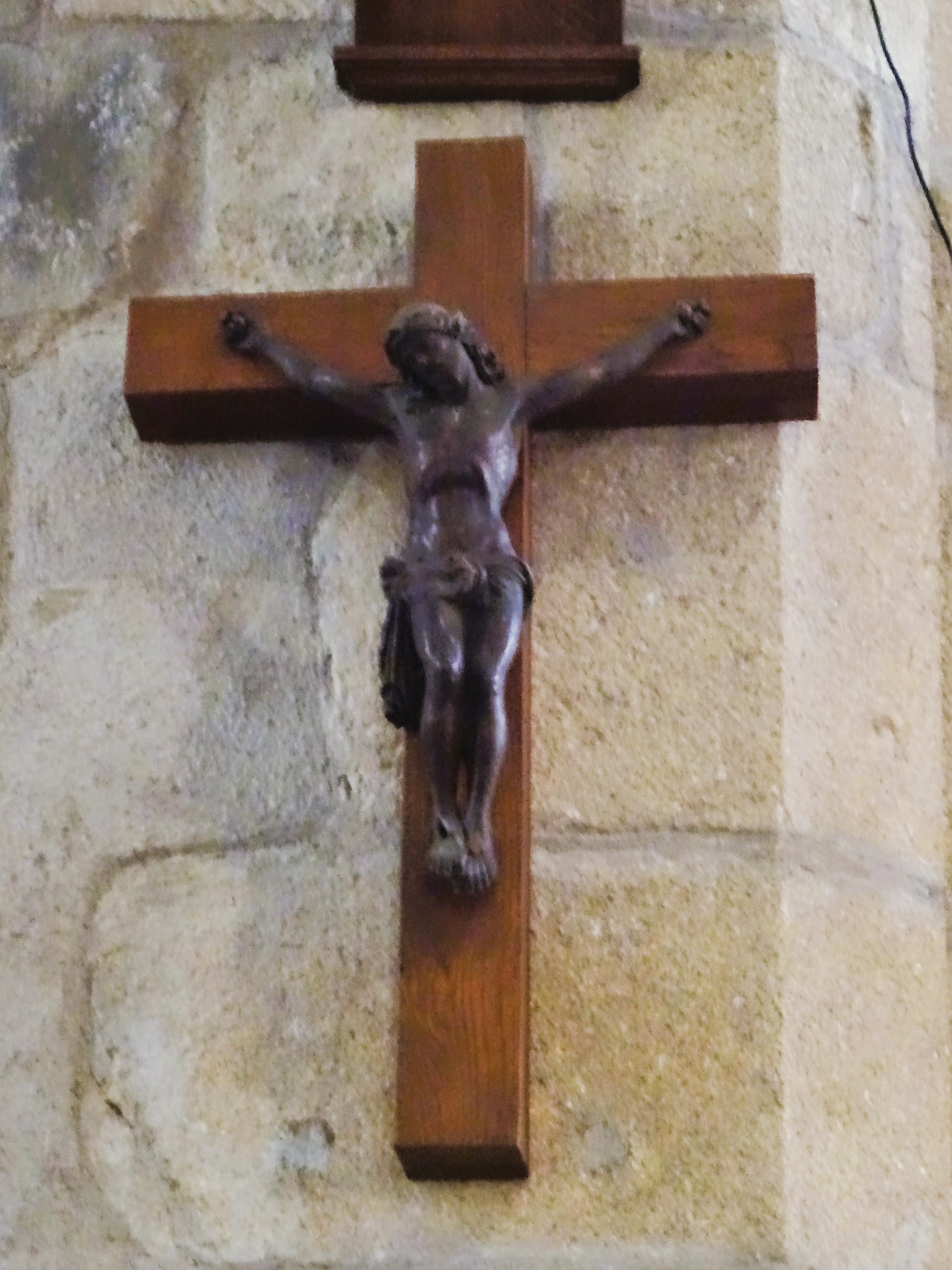
Christ en croix.

Dès les premières années, le curé Venet sut trouver des donateurs (dont un préfet et son épouse) et des maîtres verriers de grand talent pour l'ensemble de l'église. Un soin particulier fut apporté aux 6 vitraux de l'abside et à ceux du transept. Une magnifique rosace éclaire la tribune.

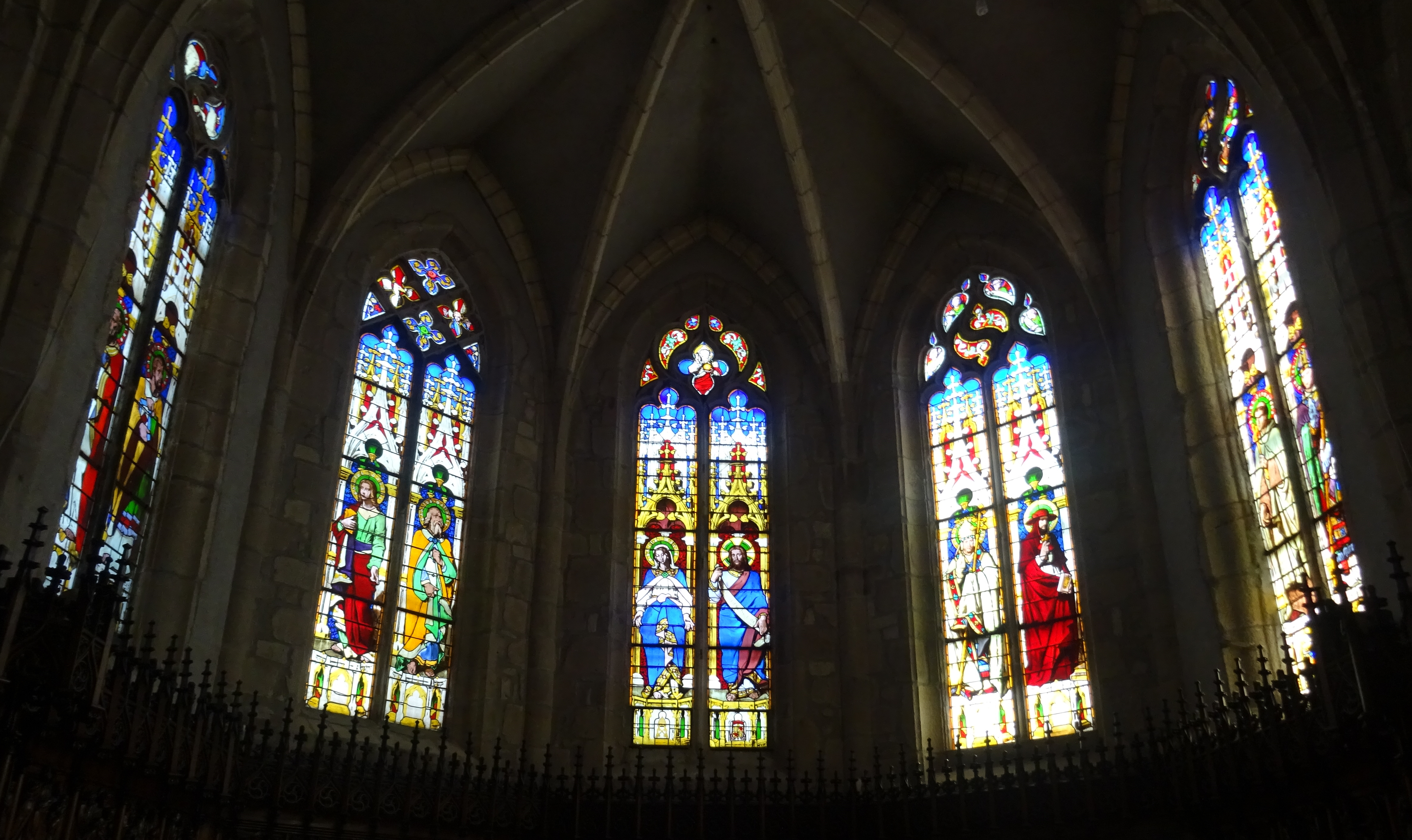
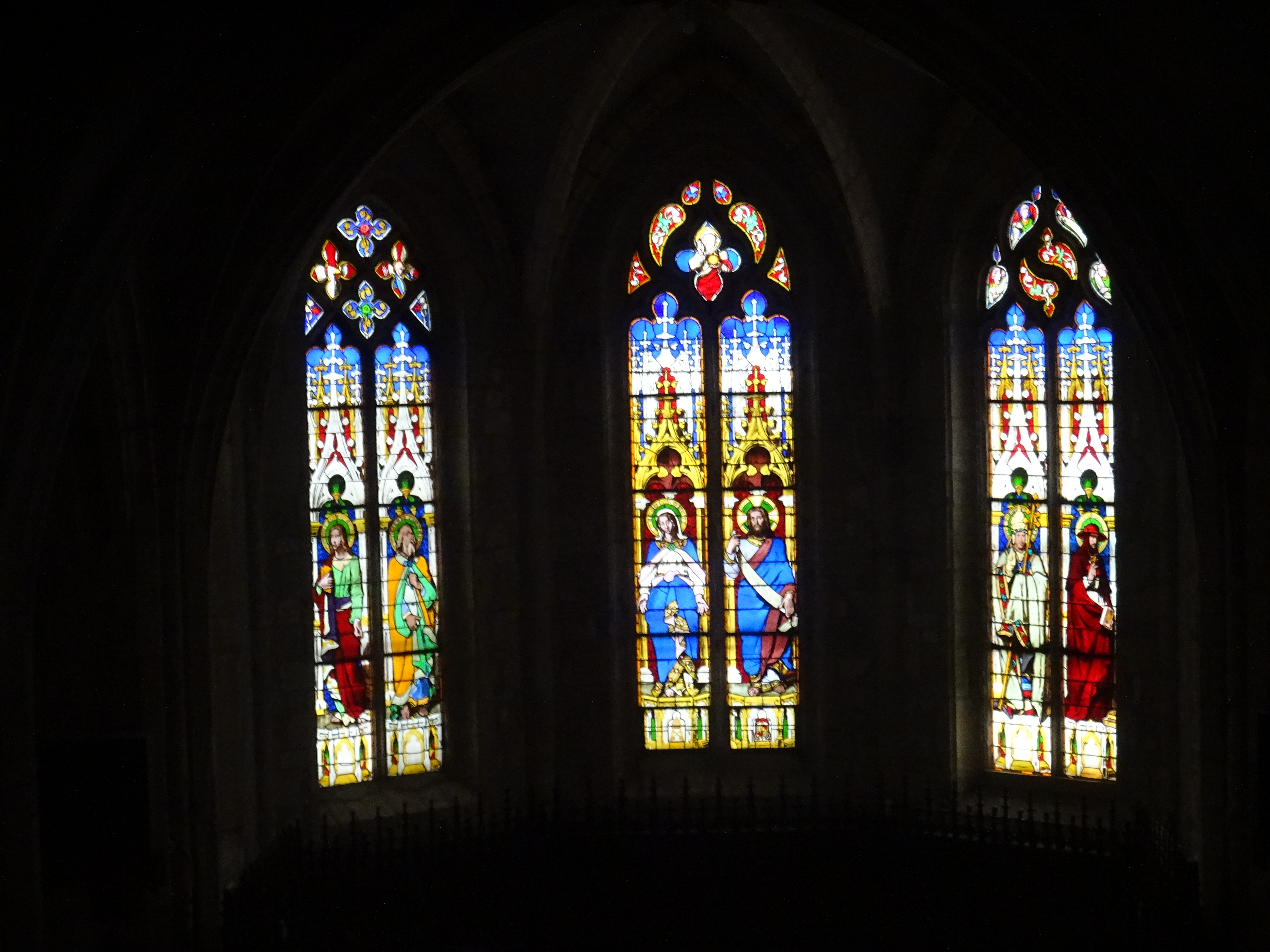
vitraux de l'abside (détail).
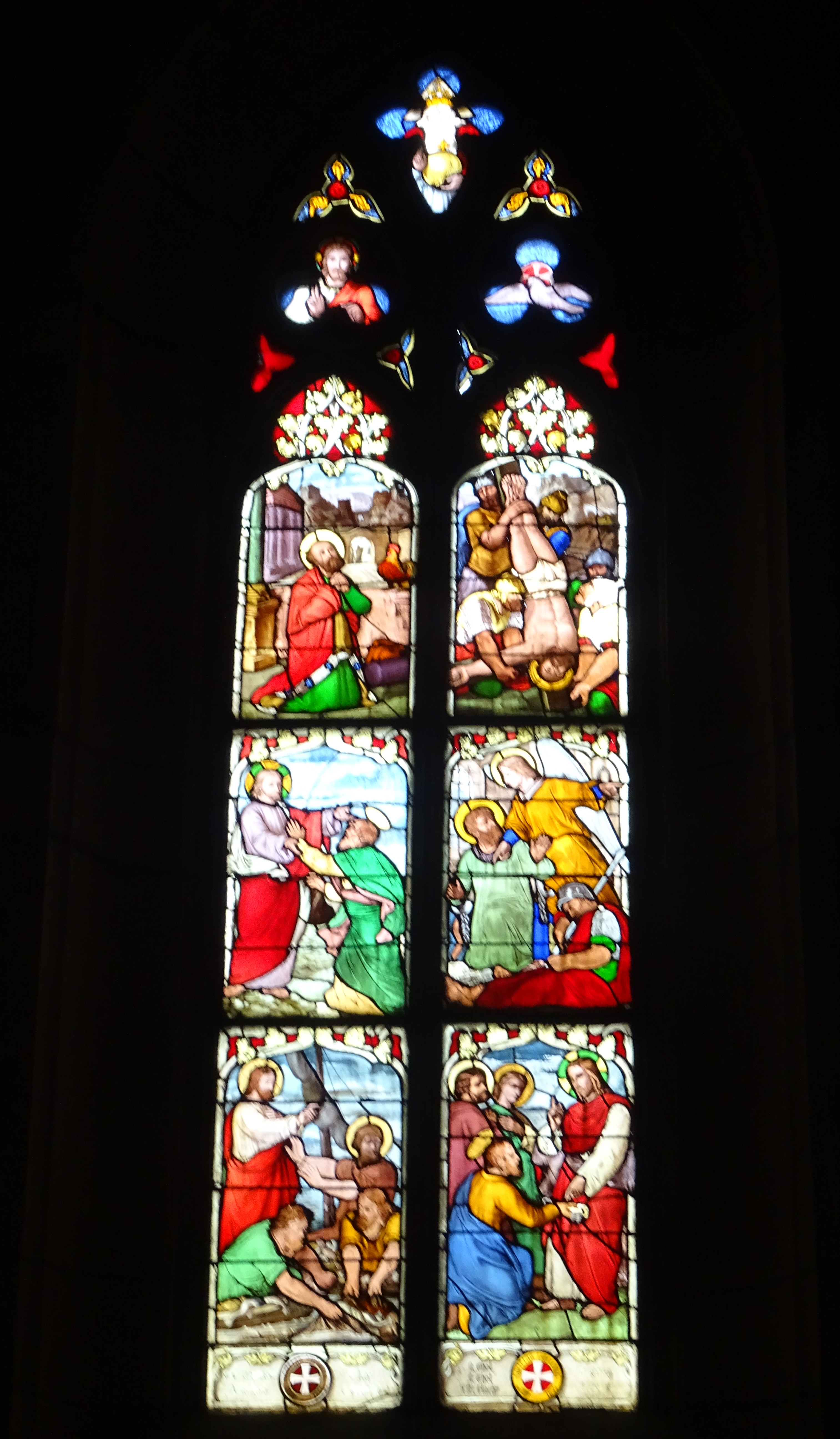
vitrail du transept (à gauche).
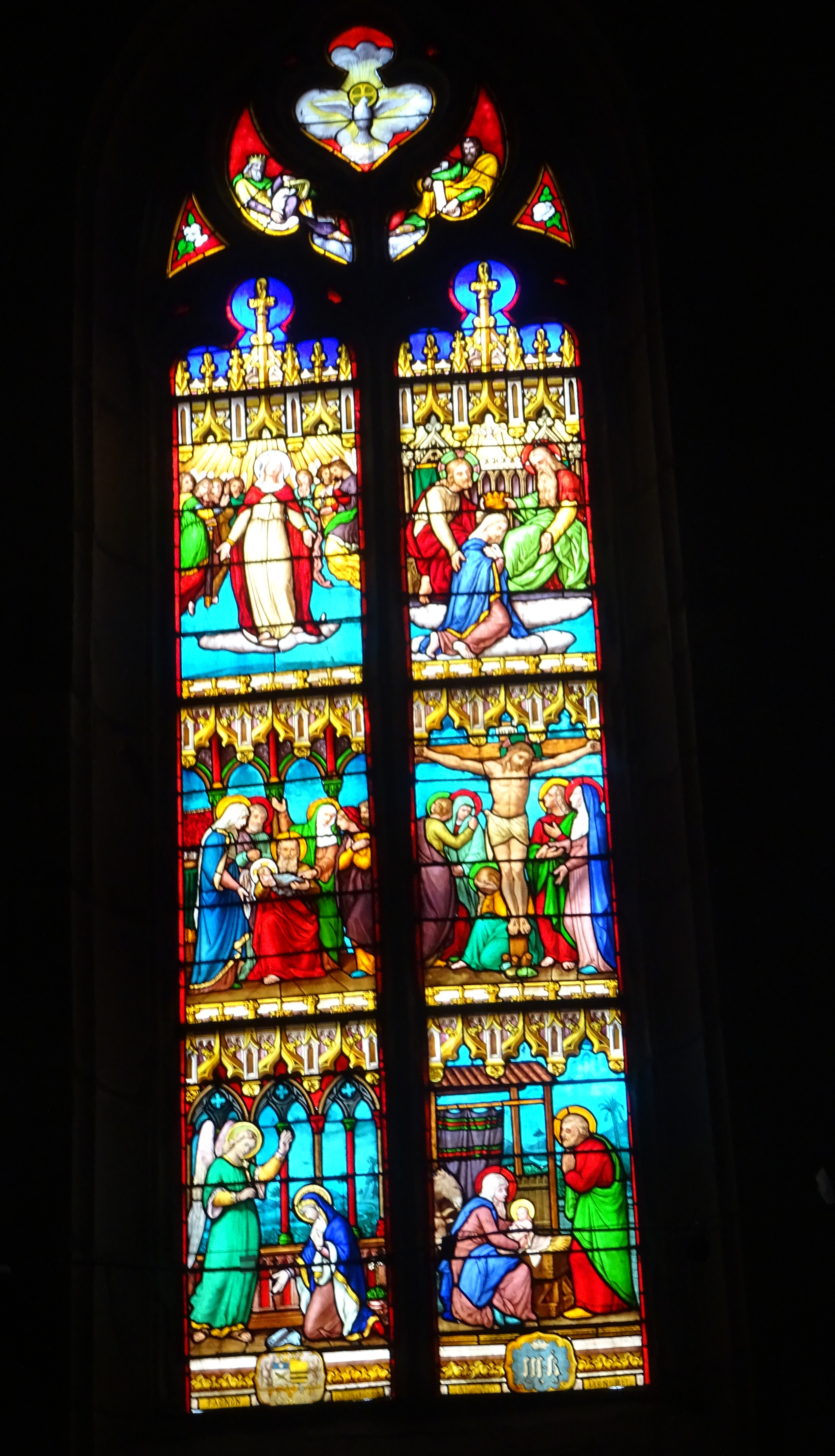
vitrail du transept (à droite).
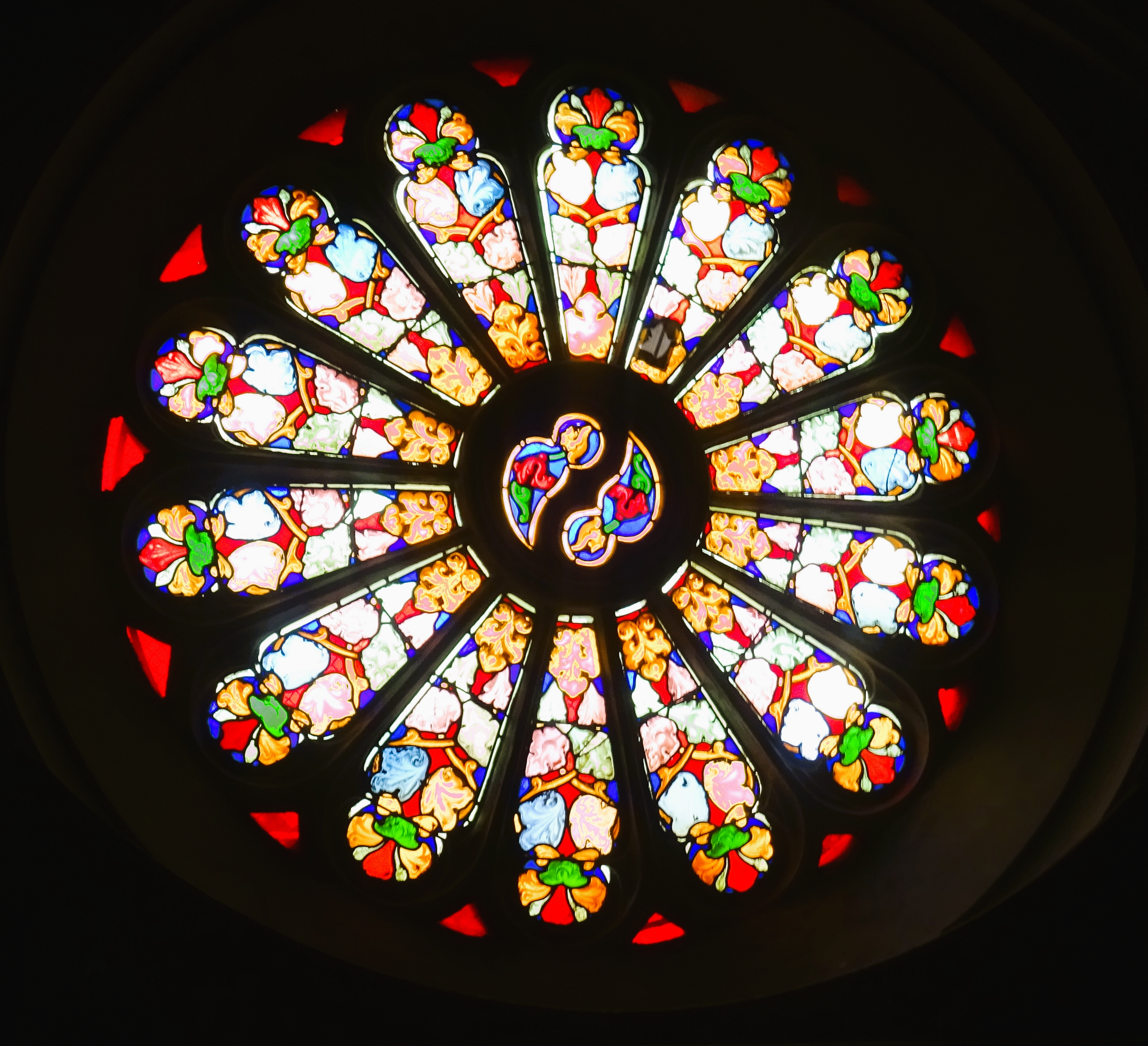

Il est très rare, enfin, que les vêtements revêtus pour la célébration du culte ainsi que la vaisselle sacrée (calices, ciboires, ostensoirs, etc.) soient présentés au public dans un éclairage aussi valorisant.

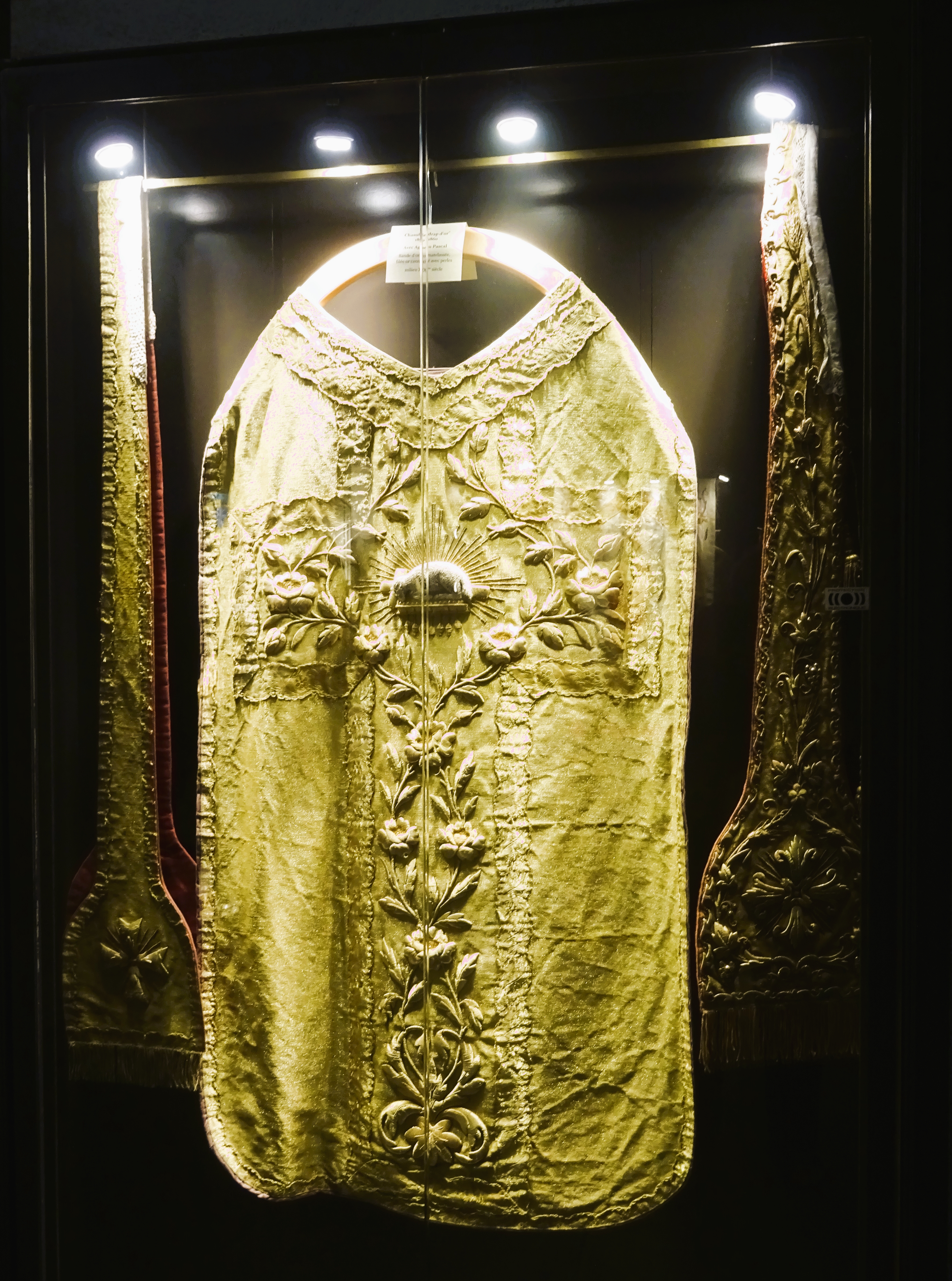
chasuble.
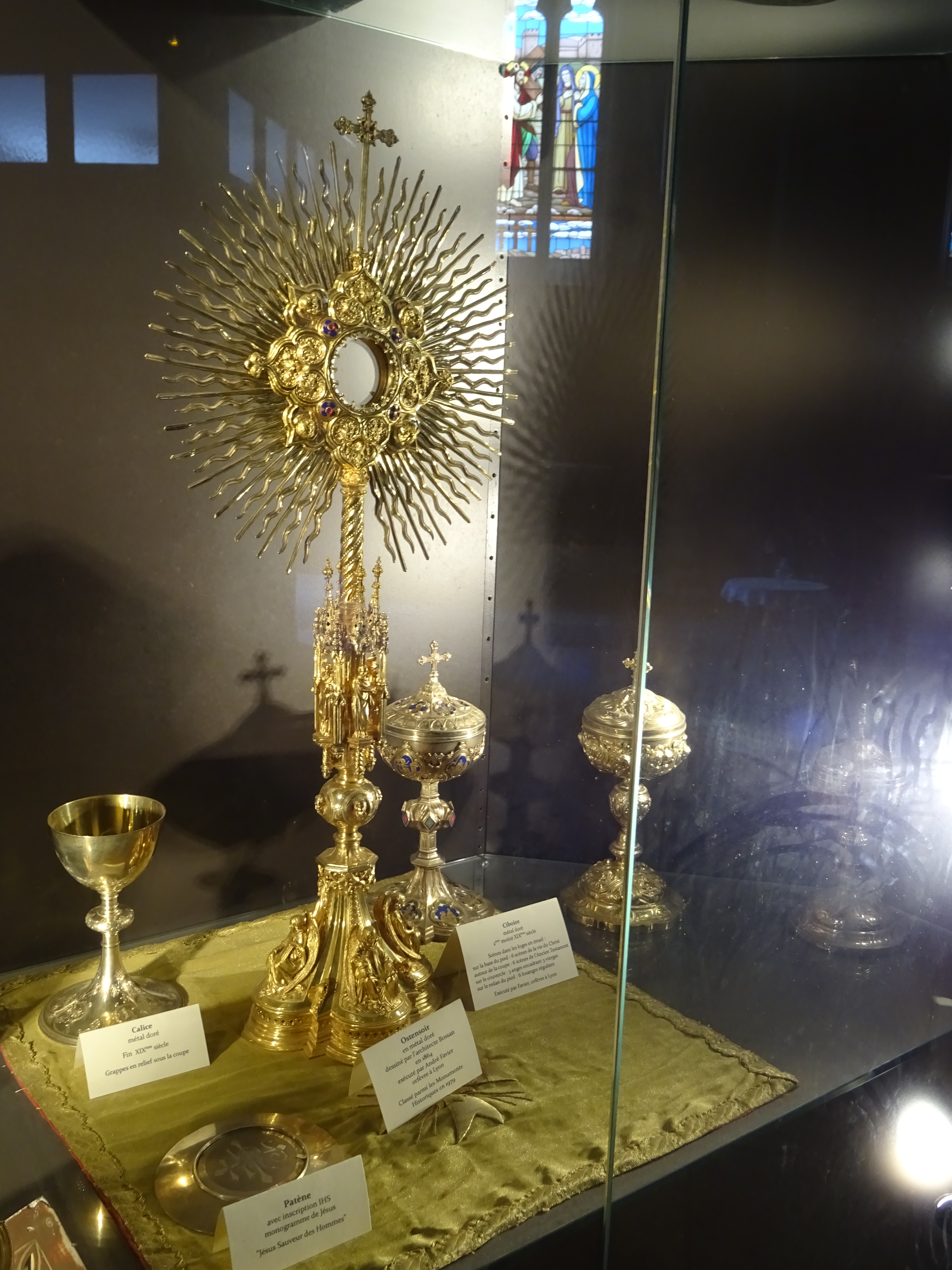
ostensoir.
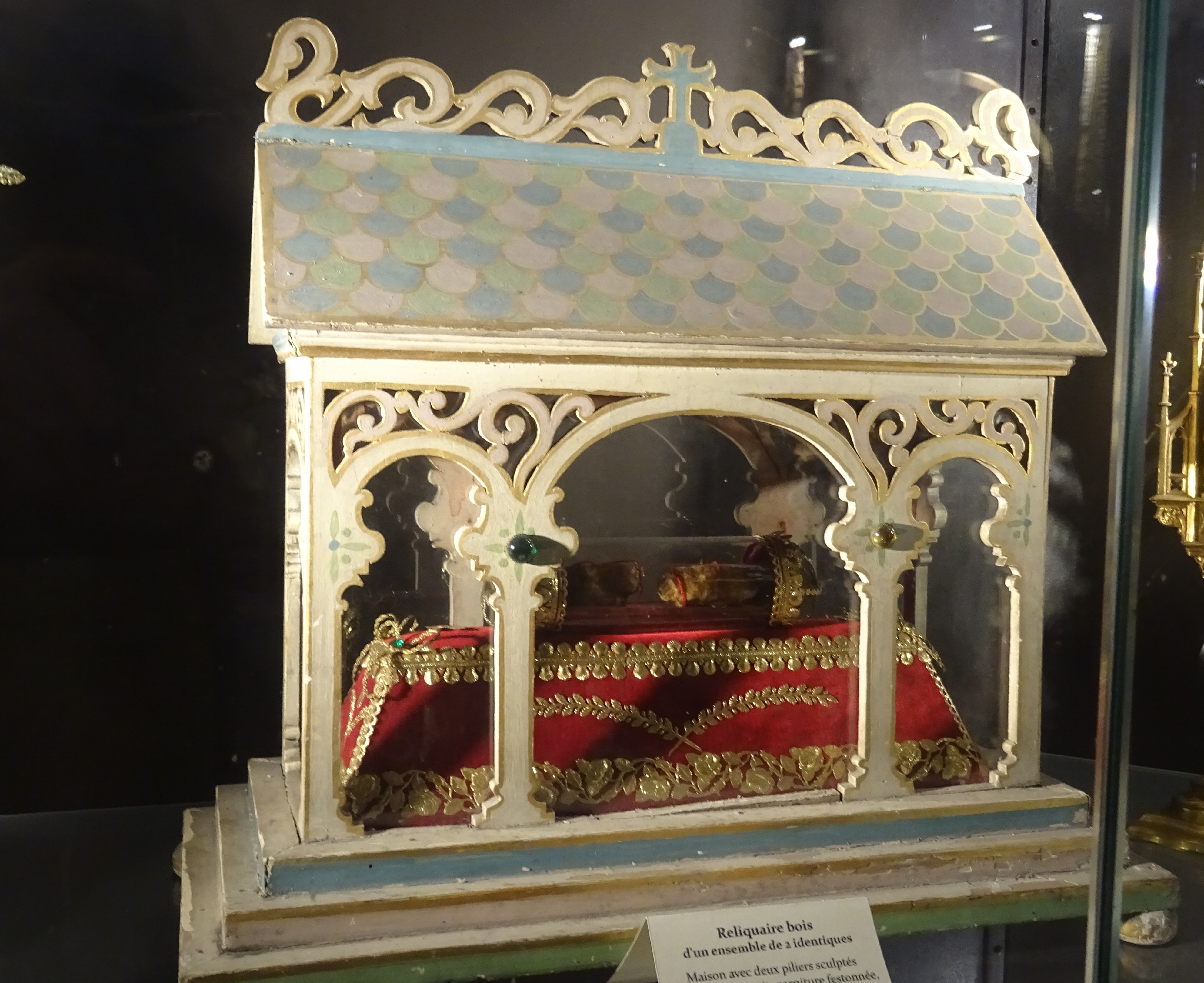
reliquaire.
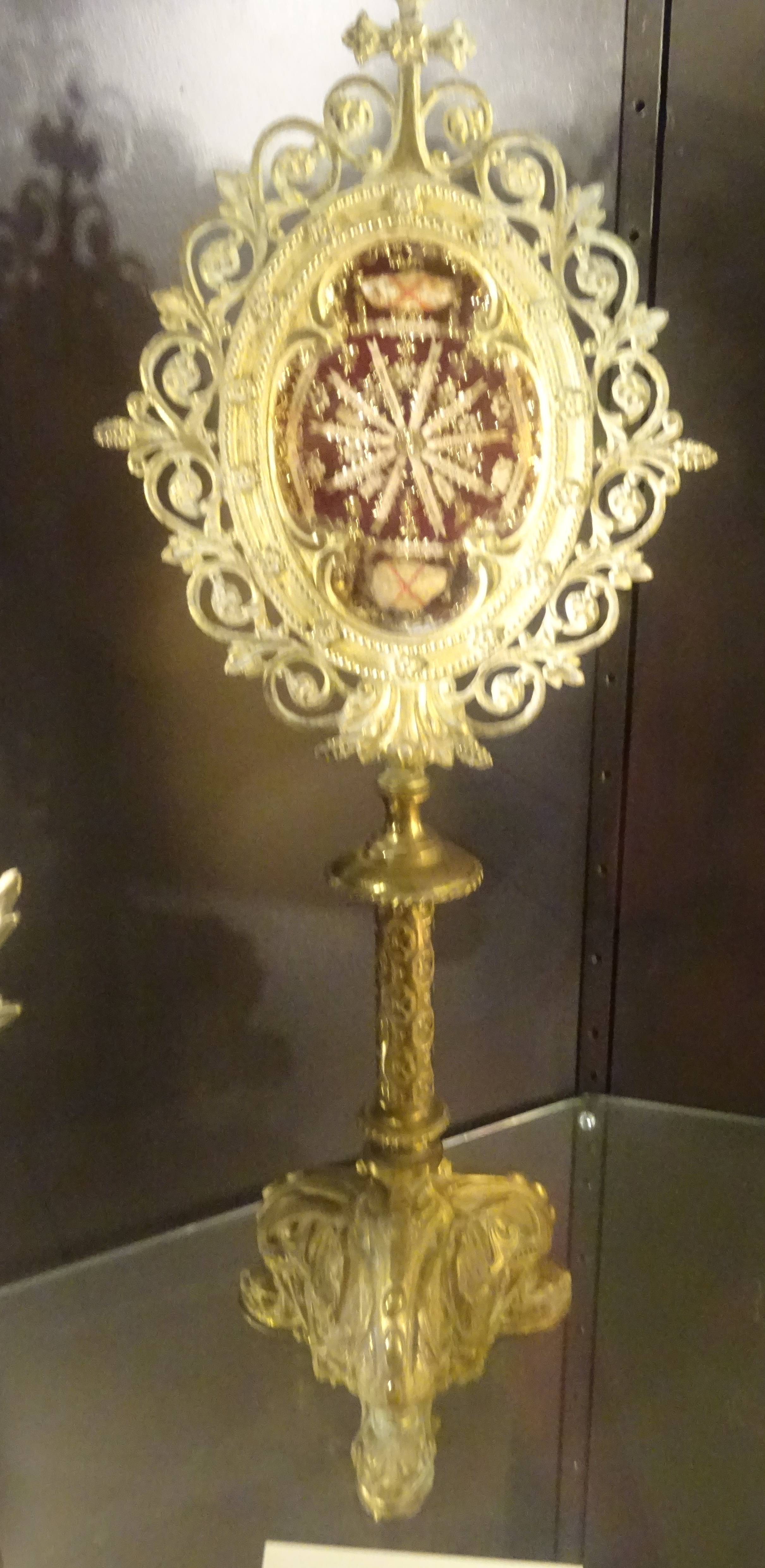
autre ostensoir.

###### Croix et chemins
Le réseau routier demeurait encore pitoyable au début du XIXe siècle. « Les chemins ruraux étaient de véritables fondrières à la mauvaise saison, la plupart du temps ravinés par les eaux, caillouteux et abrupts, ils ne permettaient guère le roulage des lourdes charges, aussi les transports s’effectuaient-ils à dos d’âne ou de mulets : tel le vin qui était transporté dans des outres, ou le charbon dans des paniers d’osier ». Le grand changement date des années à partir de 1840. Il concerne, certes, les liaisons à l’intérieur de la commune, vers le Logis neuf à l’est (1841-43), au sud vers Bellevue (1858-59) mais surtout avec les communes voisines limitrophes comme Chaussan (1851-52) et Rontalon (1874) ou dans la proximité vers Riverie (1858-59). Les croix familières aux habitants du bourg, jalonnaient l'ensemble de la commune, les plus anciennes remontant au XVIIe siècle. Un grand nombre ont fait l’objet de rénovations récentes. Le pré-inventaire dans lequel sont recensées toutes celles du pays en décrit encore 28 en 1997 pour la seule commune de Mornant.

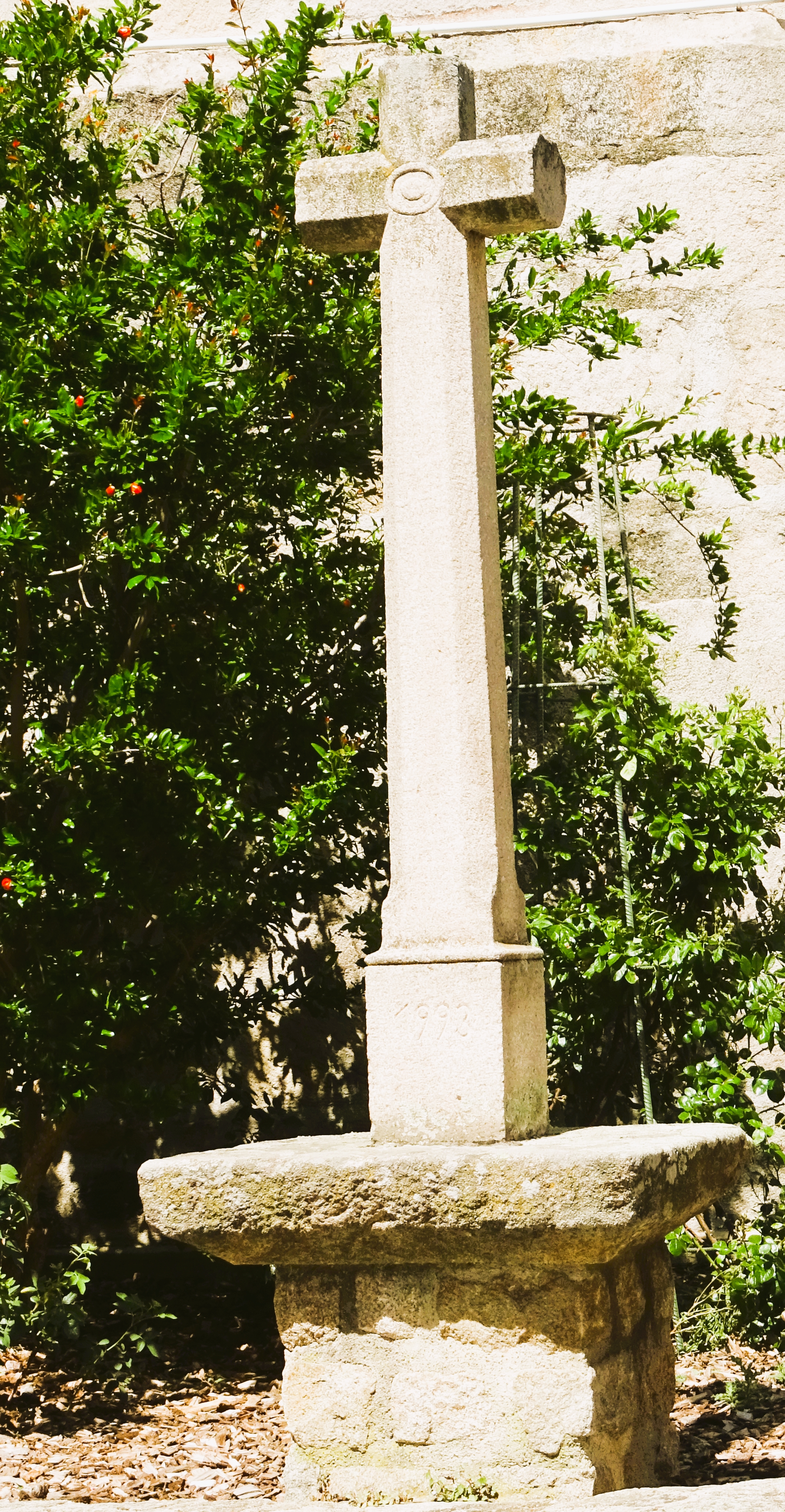
Croix de Monseigneur Chaize.
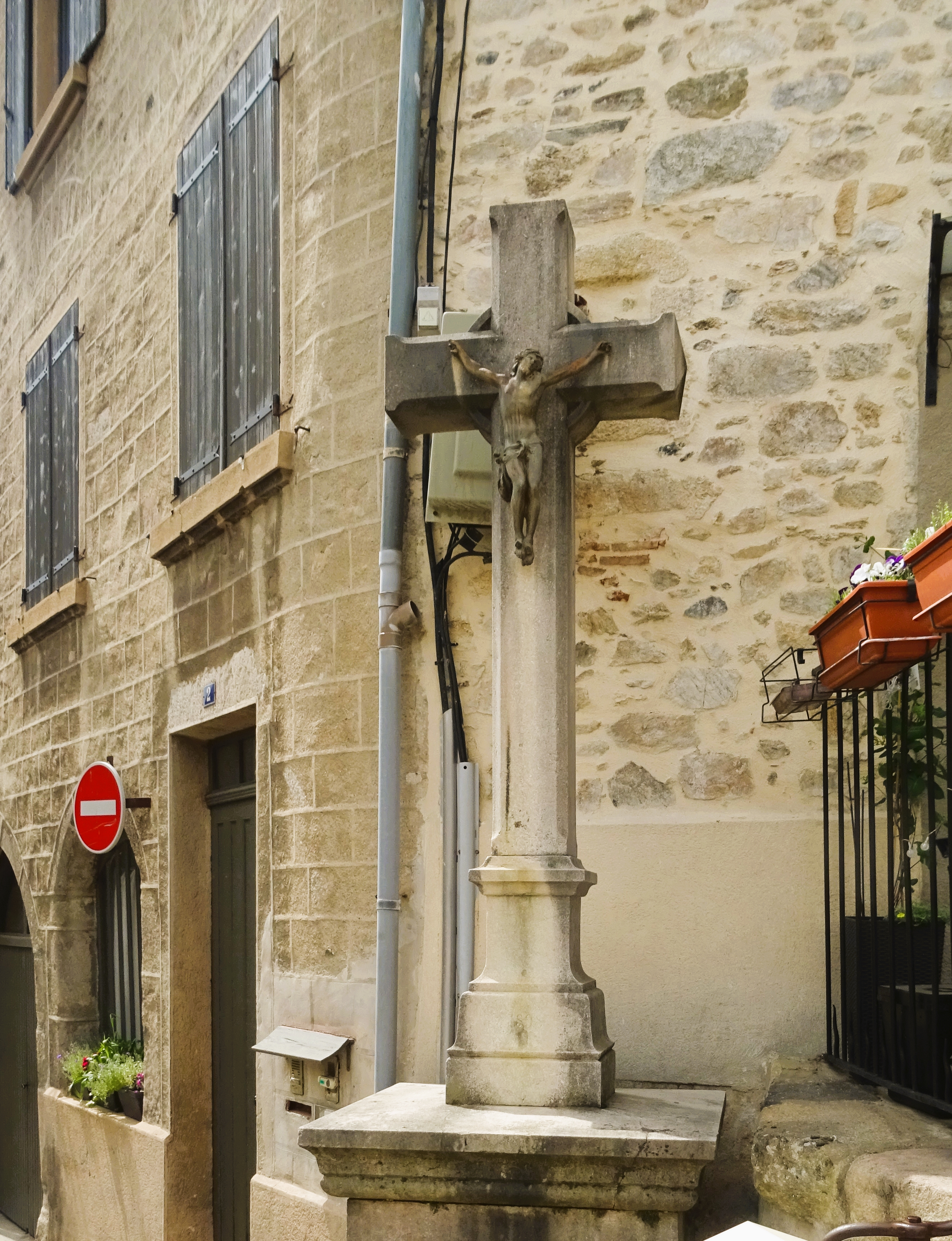
Croix de la place Carnot.
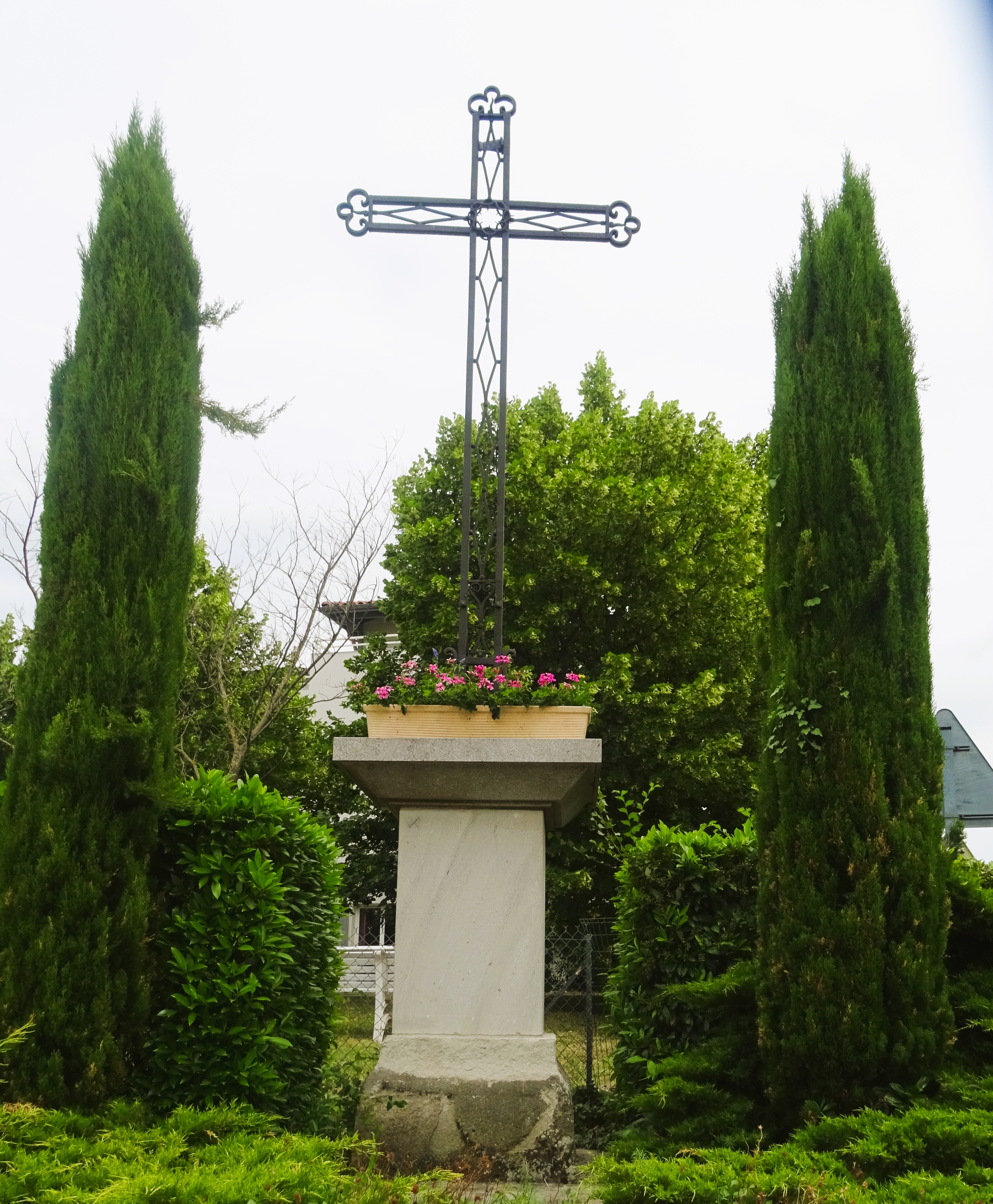
Croix du Marchay.
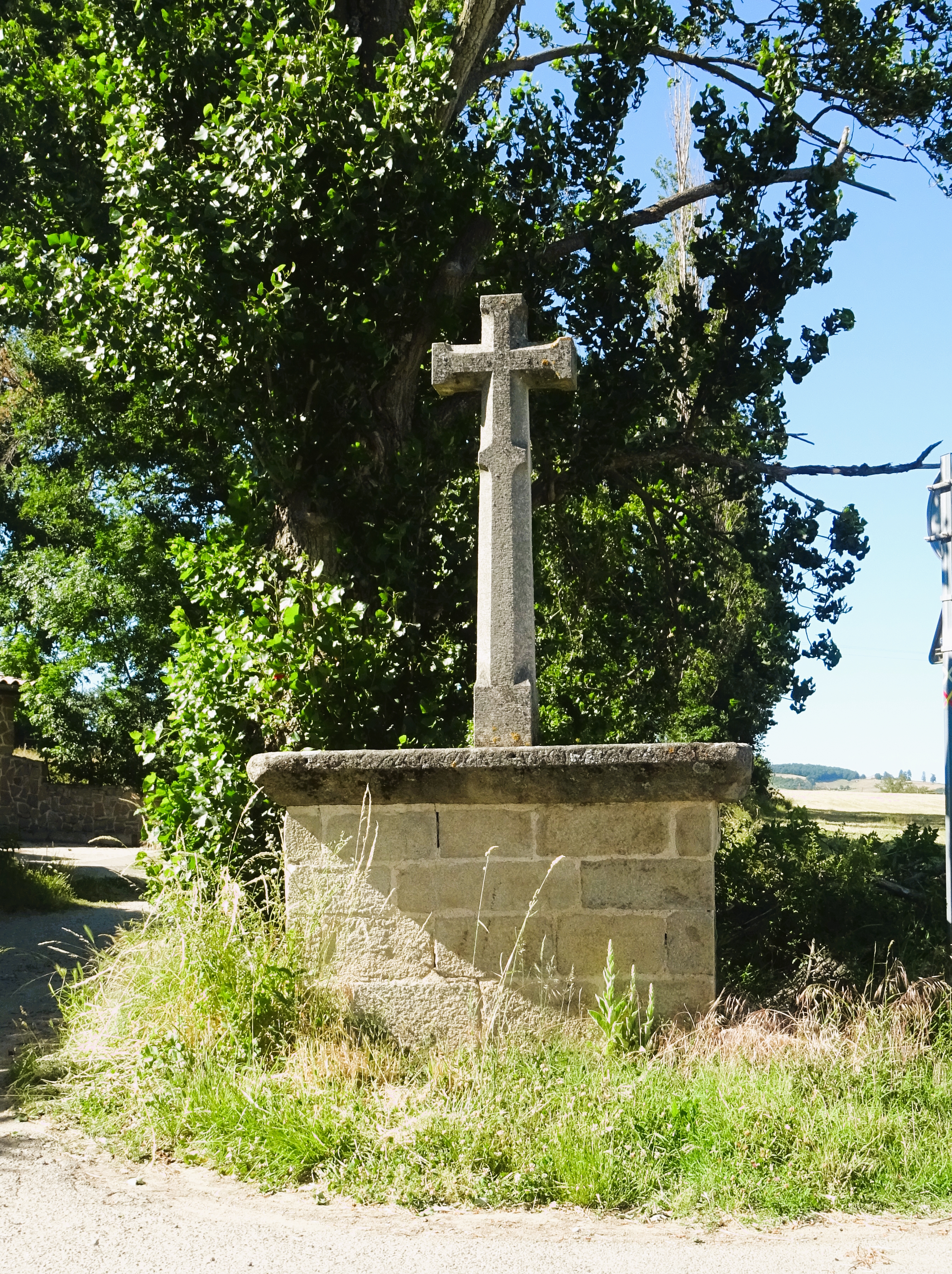
Croix du Bois.
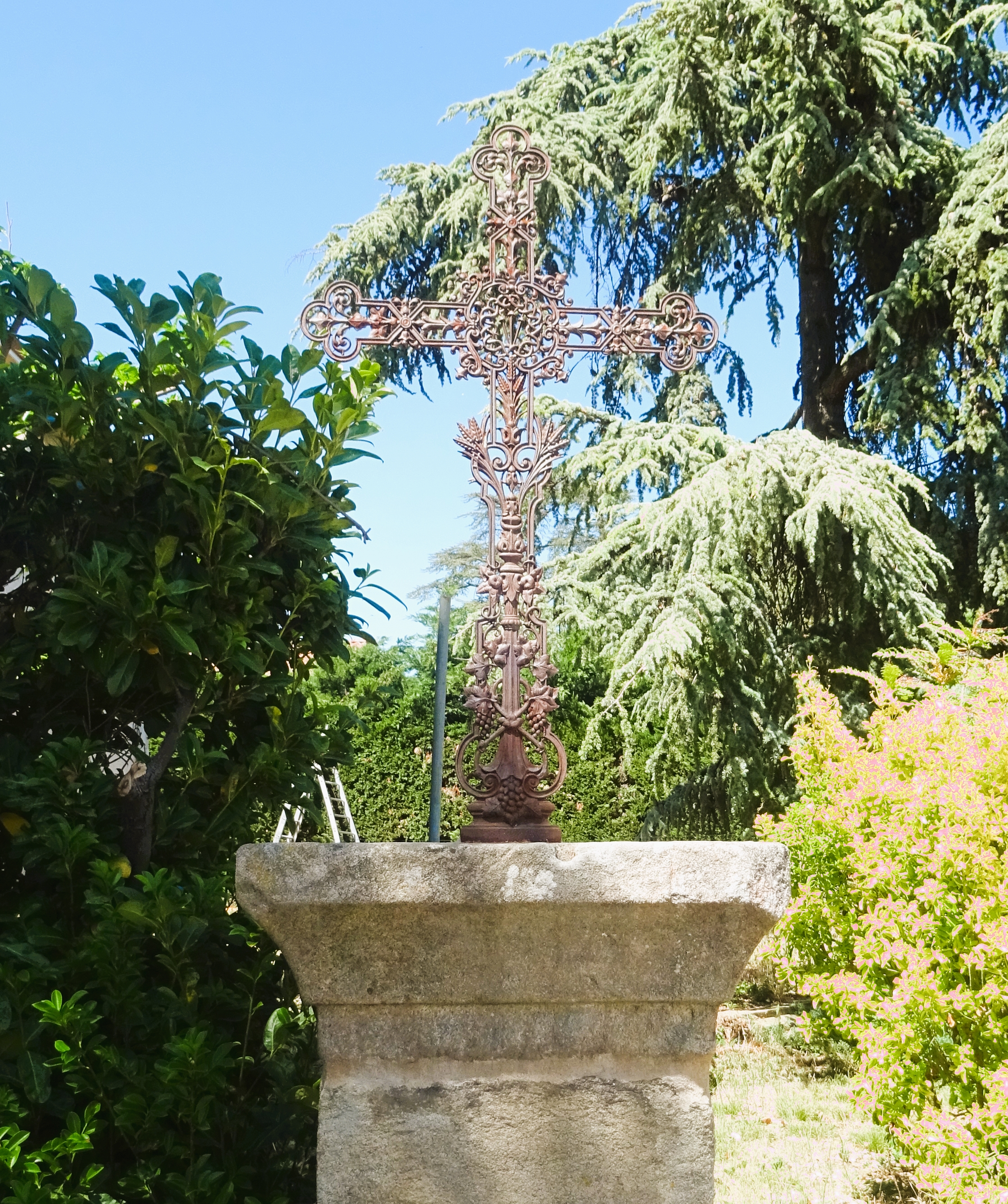
Croix Fournereau.
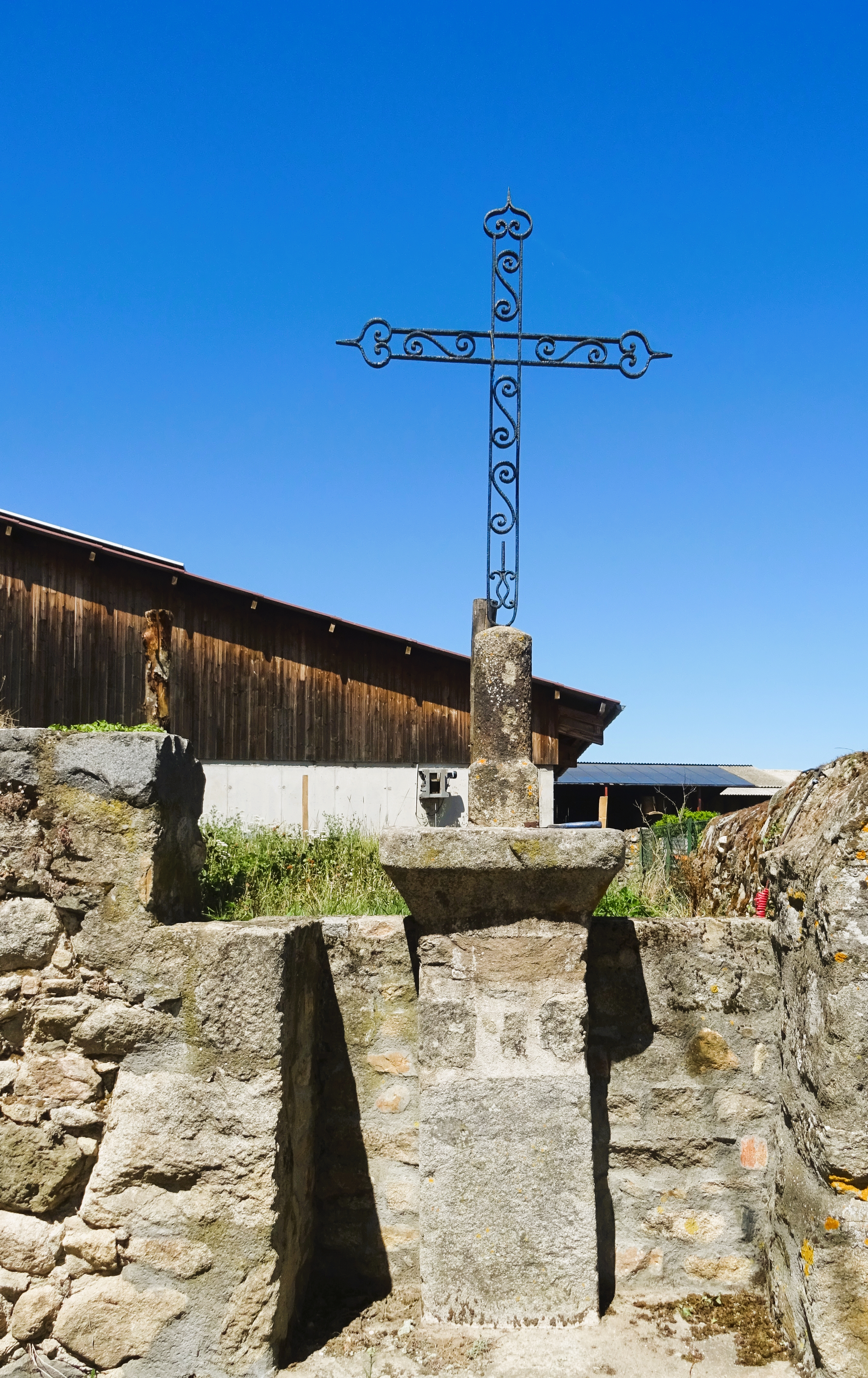
Croix de la Côte.
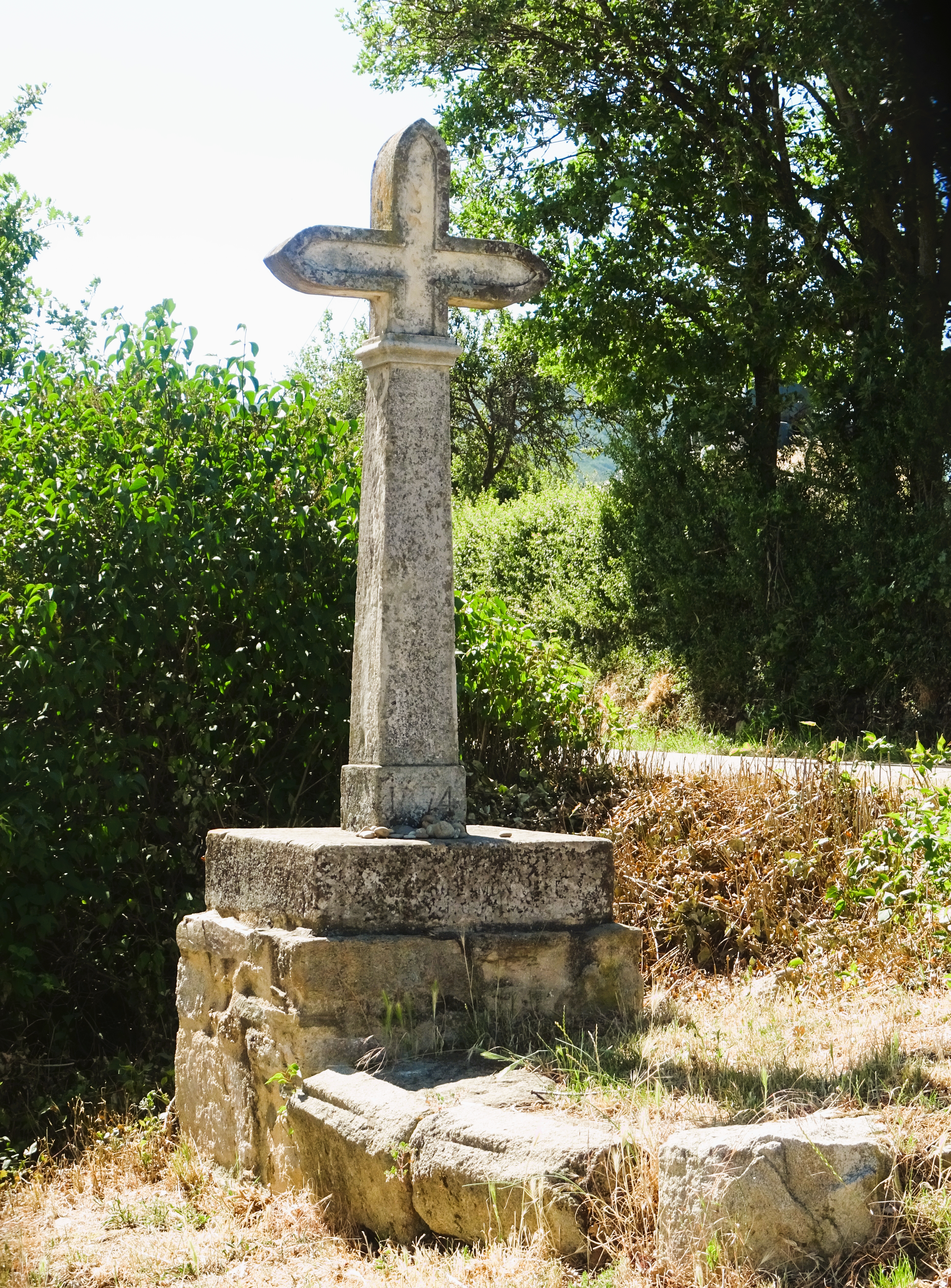
Croix de Corsennat.
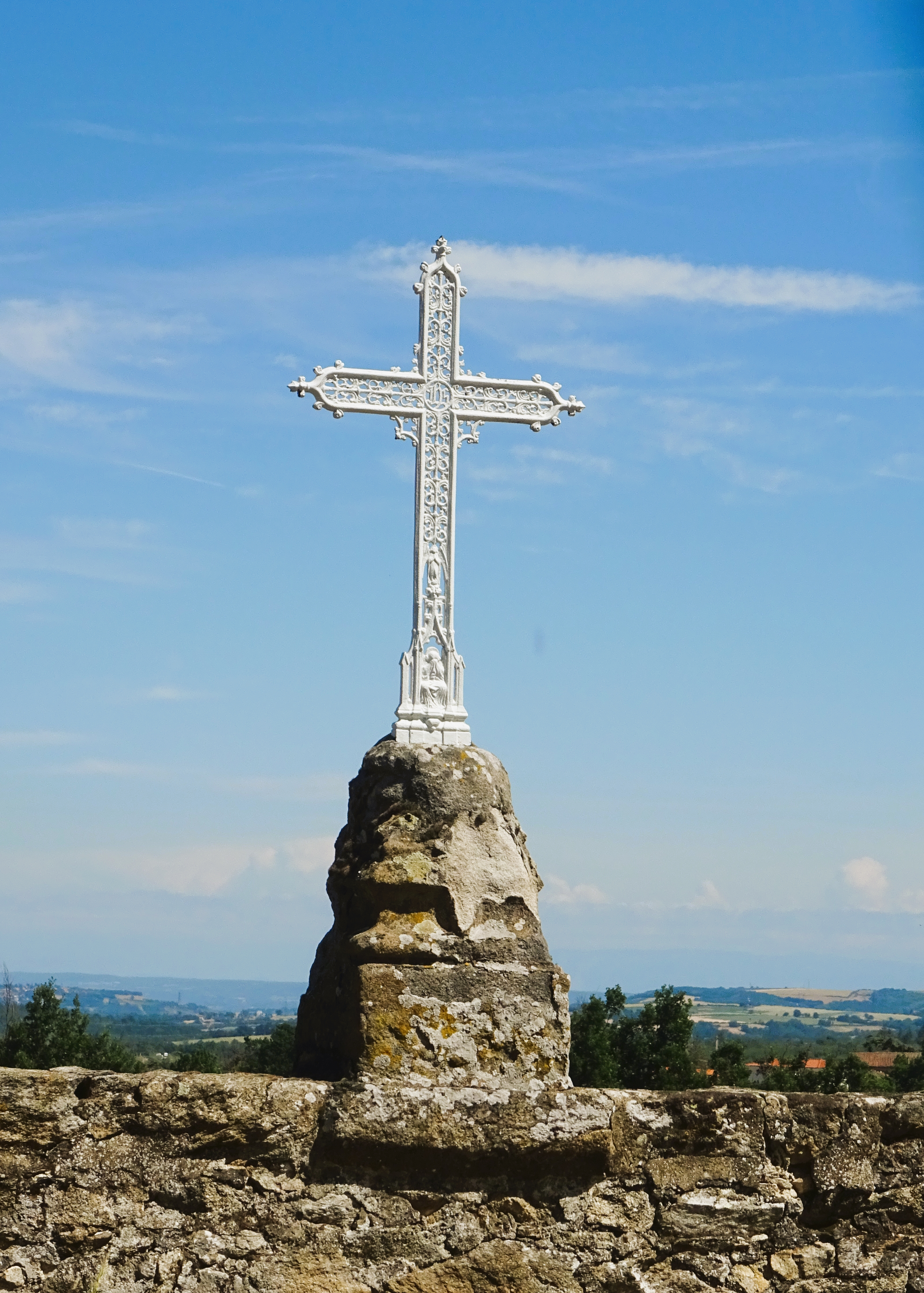
Croix de l'Oremus.
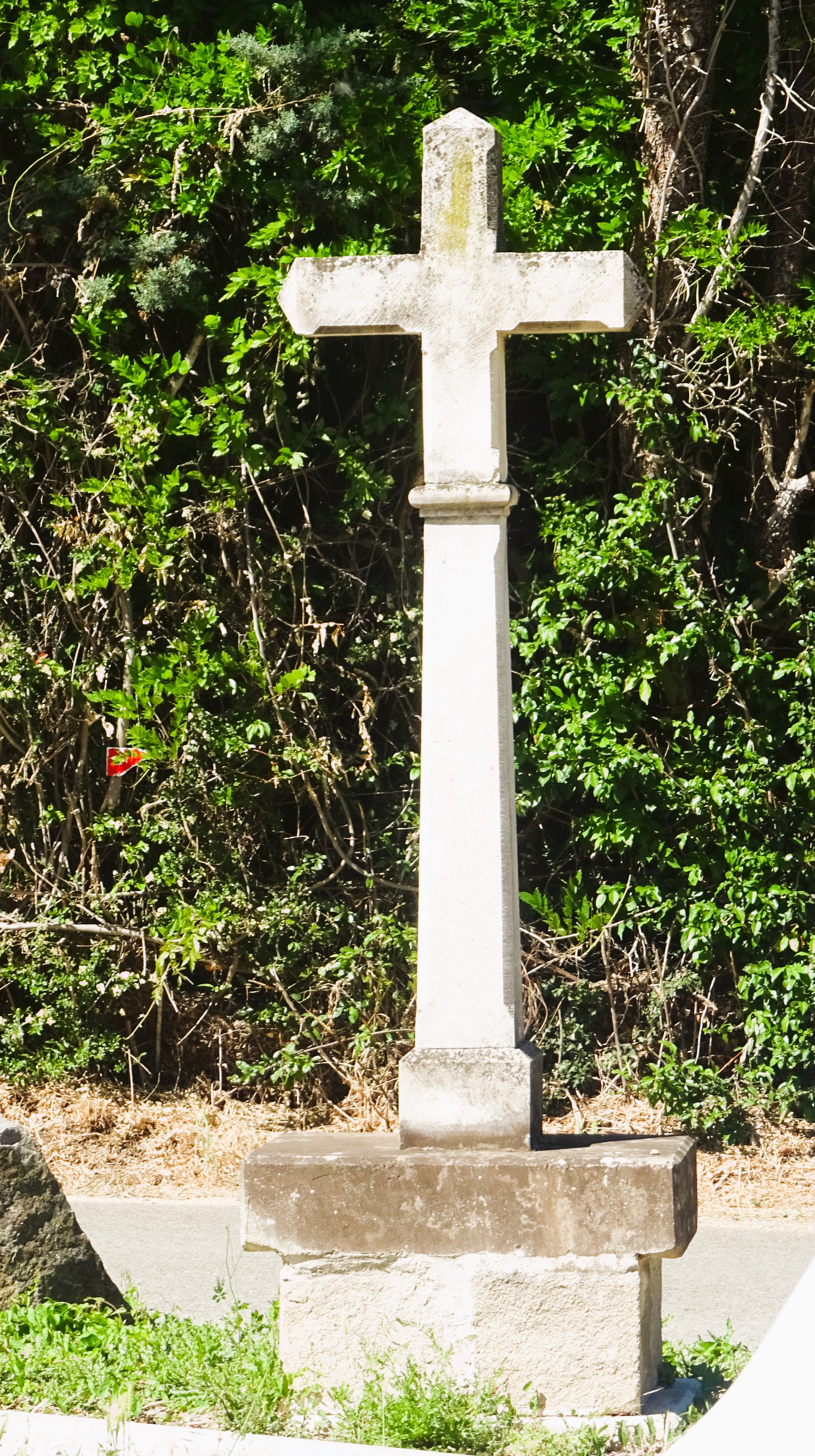
Croix de la Grande Plaine.
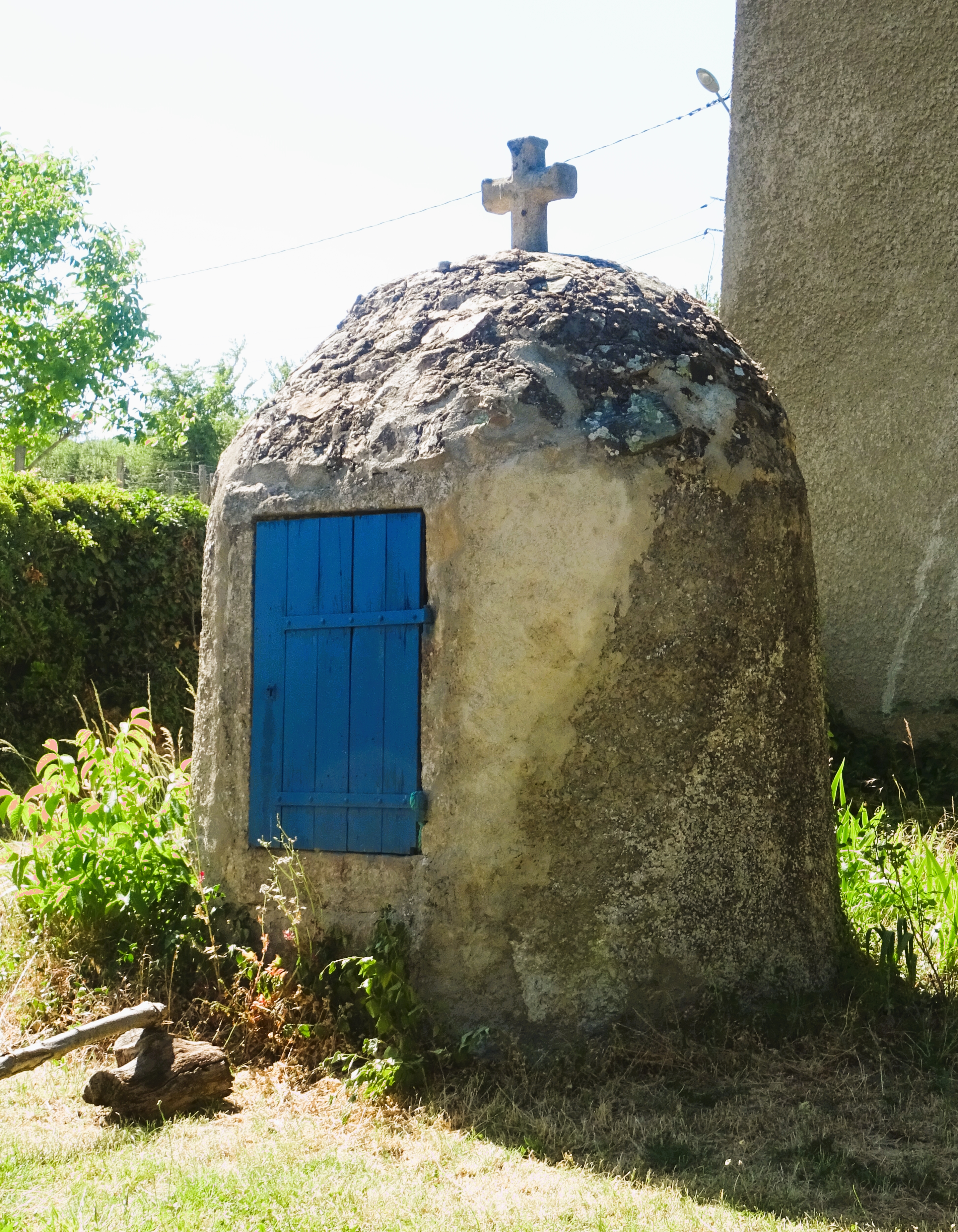
Croix du puits de la Grande Plaine.

### Des temps difficiles (1870-1946)
Les 2562 Mornantais ne sont plus que 1647 en 1946. Ce recul démographique de près d’un tiers est révélateur de la série de crises que va connaître la commune à partir de 1870.

#### La guerre et le phylloxera
La population avait pourtant encore manifesté sa confiance en l’avenir et à Napoléon III en élisant le candidat officiel (celui proposé par le gouvernement) aux élections législatives de 1863. Rien ne laissait prévoir la chute de l’empire en 1870 et la guerre franco-allemande de 1870-71 qui s’ensuivit. Des quatorze soldats de la commune qui périrent au combat, six sont morts dans la défense victorieuse de la place-forte de Belfort sous les ordres de Denfert-Rochereau. Une rue au nom de cette ville en perpétue le souvenir. De beaucoup plus de conséquence devait être la véritable catastrophe qui s’abattit sur le vignoble entre 1877 et 1887 du fait du phylloxéra. Sa majeure partie en fut détruite et ce qu’il en restait perdit beaucoup de sa valeur, le prix de l’hectare passant en quelques années de 10 000 à 4 000 francs. On peut alors parler d’un véritable exode rural par suite du départ de nombreux salariés et d’exploitants et de la répercussion de cette crise sur les commerçants et les artisans. Les quelques entreprises industrielles comme la tannerie Gobet en 1888 ou les tuileries ne parviennent pas à s’implanter durablement et ne compensent pas le déclin des activités traditionnelles. La population n’est plus que de 2045 en 1891.

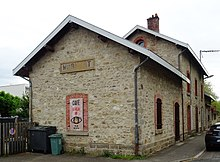
ancienne gare de chemin de fer

La desserte ferroviaire de la commune avait été envisagée dès les années 1860, du temps de la grande prospérité. Elle a été réalisée seulement en 1887 en pleine période de crise et seulement sous forme d’une voie étroite. La compagnie FOL (Fourvière Ouest lyonnais) reliait Mornant au funiculaire de Saint-Just, à Lyon en 28 km. Mais la liaison devait rester incomplète car la jonction avec Rive-de-Gier, ne devait jamais être achevée. Si, en 1914, tous les travaux importants avaient été réalisés jusqu’à la limite entre les départements et les rails posés (on peut encore visiter le viaduc sur le ruisseau du Petit Bozançon), ils n’avaient pas avancé du côté de la Loire. Précisons pour n'y plus revenir qu'ils ne seront pas repris après la Grande Guerre et que le trafic sera supprimé en 1936, les rails étant récupérés pour servir à la construction des barrages antichars de la ligne Maginot ! Pour l'heure, il n'est pas interdit de penser qu'au lieu de relancer l'activité, ces facilités de communication ont plutôt contribué à accélérer l'exode rural,.

#### Nouvelle crise, nouvelle guerre

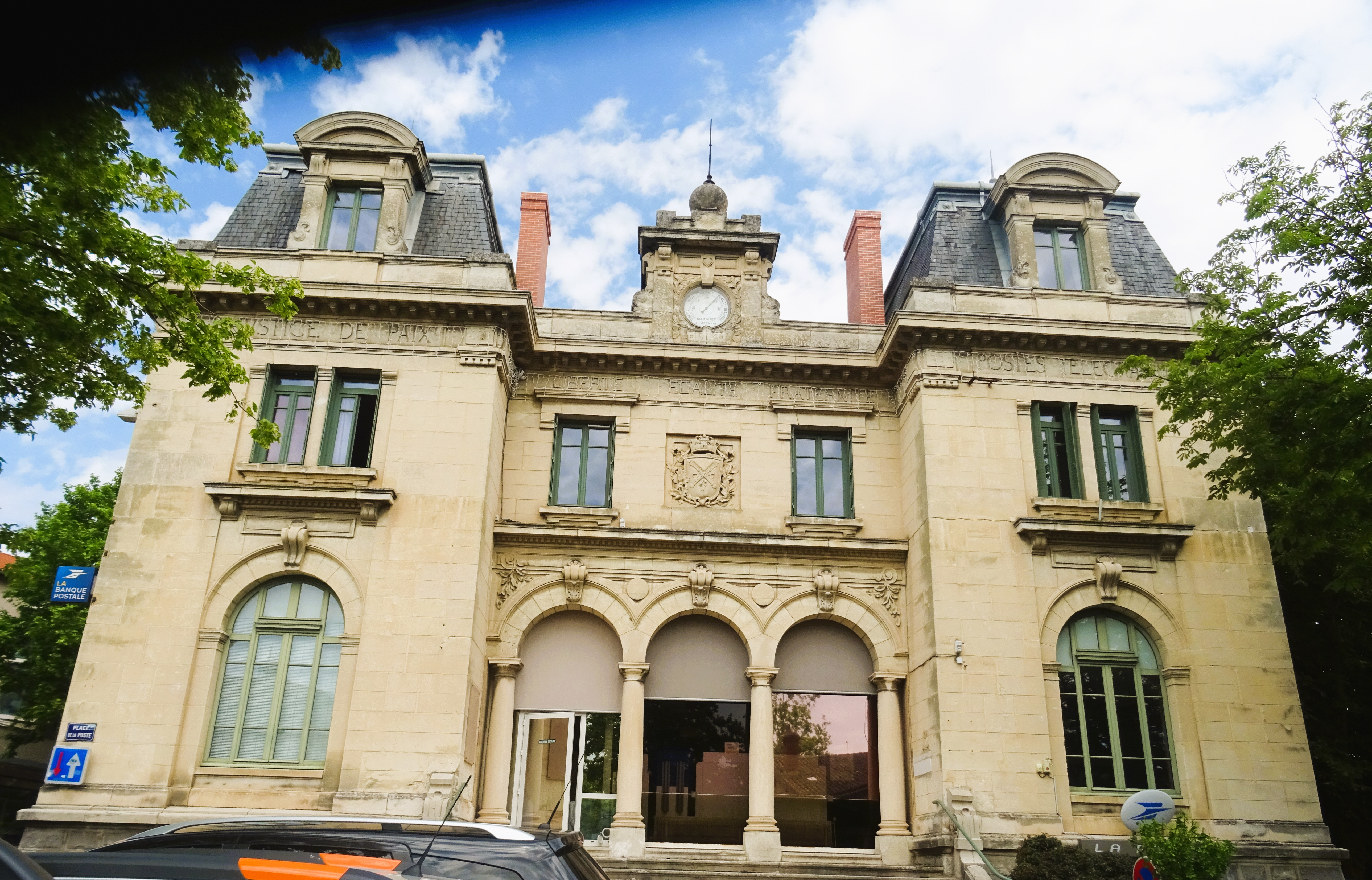
Hôtel des Postes.

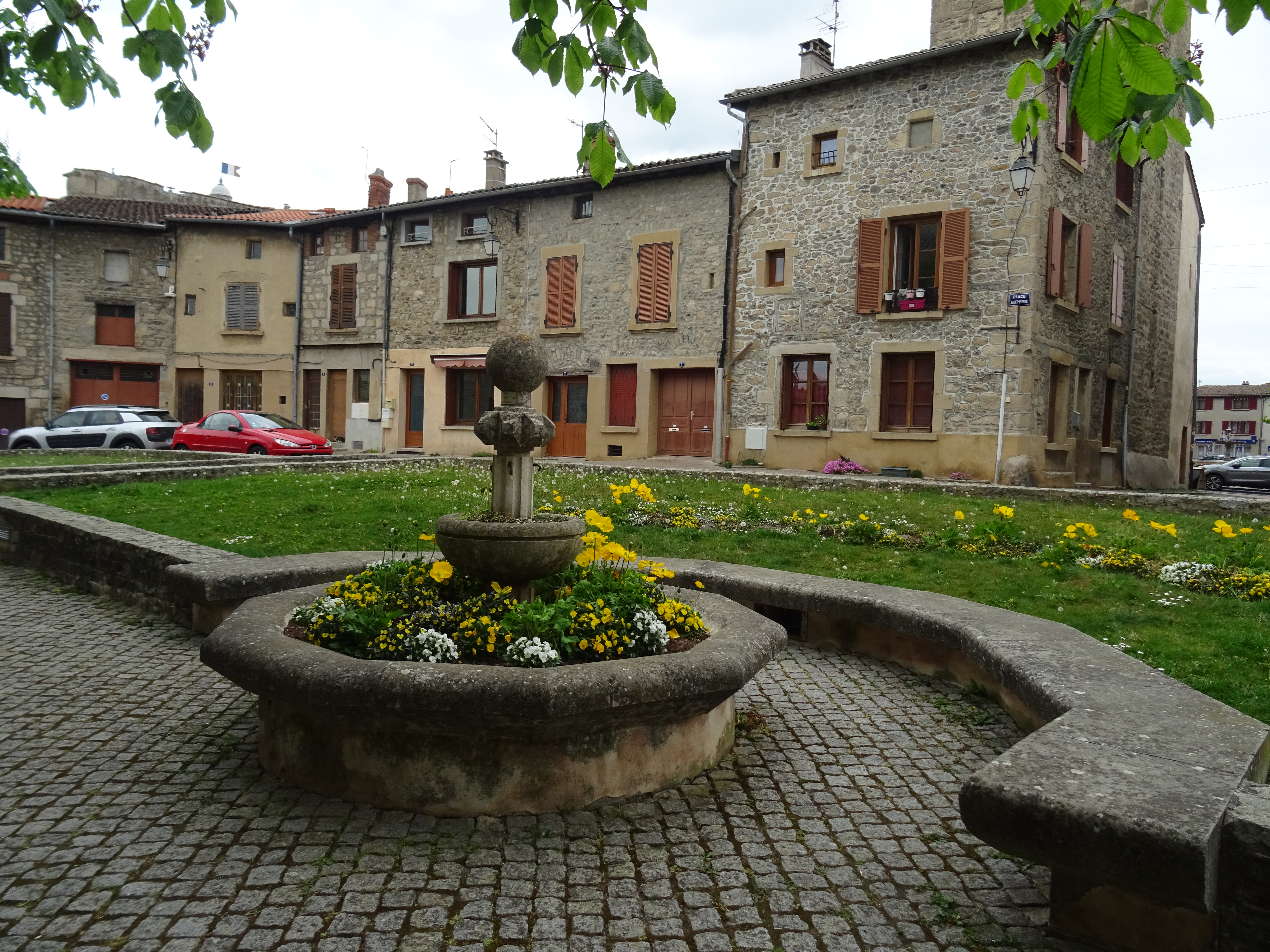
place Saint-Pierre.

Les vignerons mornantais ont pu croire un temps la partie gagnée dans la lutte contre le phylloxéra grâce au greffage des plants traditionnels sur des souches américaines. En 1897, les vignes couvraient à nouveau 375 ha. Au tournant du siècle, le centre du bourg prend peu à peu la physionomie que nous lui connaissons aujourd’hui. Il se débloque à l’ouest par l’ouverture du boulevard des Aqueducs planté d’arbres et agrémenté d’un lavoir. Côté nord, vers 1902, on commence de dégager les abords de l’église par démolition du château qui tombait d’ailleurs en ruine : la place Saint-Pierre finira par être élargie aux dimensions actuelles en 1913. Surtout, de 1902 à 1905 est construit le monumental hôtel des postes relié à la place de la Liberté par démolition d’un pâté de maisons et mis en communication avec le nord par la rue actuellement dénommée du Souvenir. Monumental car il devait à sa création, grâce à ses deux étages, abriter la Justice de paix et l’école de filles. On ne lésina pas sur la dépense qu’il s’agisse des matériaux (la pierre de taille de Beaucaire), ou de l’architecture, avec ses deux ailes coiffées de toits brisés en pavillon couverts d’ardoise. Le corps central, accessible par un large degré de 9 marches, est animé d’une triple arcade en plein cintre portée par des colonnes de pierre. Au premier l’étage, il s’orne d’un cartouche sculpté aux armes de la ville tandis qu’au second étage, un édicule carré abrite le cadran circulaire d’un baromètre,.
Il fallut cependant vite déchanter car en 1910 le mildiou s’est abattu à la suite de pluies incessantes, anéantissant la récolte de l’année et compromettant gravement celles des années suivantes par les atteintes profondes causées au cépage. Tout aussi imprévue, la guerre contre l’Allemagne et les empires centraux éclate en 1914. « Presque chaque mois le courrier apporte de la zone des armées un nouveau deuil pour les familles ». Noël Delorme énumère sur quatre pages la liste des 64 poilus mornantais morts au champ d’honneur en ne nous laissant rien ignorer de leur âge, de la date et du lieu de leur sacrifice. La municipalité fit ériger un monument dans le cimetière et le clergé une plaque dans l’église pour perpétuer leur mémoire.

##### De la guerre à la guerre (1918-1946)
La crise économique mondiale des années trente n’a pas favorisé la reprise des affaires. La Seconde Guerre mondiale apporta son lot de privations mais fut vraiment moins meurtrière que la première. La liste de ses victimes vint allonger celle des morts de 1914-18 dans le cimetière. La commune devait cependant être le théâtre d’un événement mémorable en 1944 à la veille de sa libération.
En 1751 avaient été réalisés les premiers travaux de la route de Lyon au Languedoc par Saint-Étienne qui porte aujourd’hui, dans la traversée du département du Rhône, le nom de RD 342. S’il n’a pas encore été jugé utile d’en parler, c’est que son tracé rectiligne qui écorne au sud-est le territoire de la commune avait été choisi précisément pour éviter la partie accidentée du plateau et donc le bourg de Mornant.

Le lieu précis de l’affrontement est appelé Pont Rompu. Ce n’est pas le franchissement à proximité du modeste Mornantet qui le caractérise mais bien plutôt le carrefour avec l’actuel D34 qui rejoint la vallée du Rhône à Givors. À la fin du mois d’août 1944, lors de la retraite des troupes allemandes après le débarquement allié en Provence du 15 août, si le flot principal se replie vers le nord en remontant la vallée du Rhône, l’ennemi entend se garder de toute surprise sur son flanc ouest. Les résistants de l’AS (Armée Secrète) décident alors de barrer la route à l’adversaire à ce carrefour précisément. Ils se replient après une première escarmouche le 30 août mais font retour en force le lendemain au cœur de la journée. Au cours de cet engagement, une vingtaine d’Allemands ont été tués et une vingtaine d’autres faits prisonniers. En outre fut récupéré un important butin de deux canons-antichars, quatre camions et de nombreuses armes. Sur la stèle érigée en mémoire de l’événement est gravée une inscription à la gloire de l’Armée secrète. Elle est accompagnée d’une plaque portant les noms de trois victimes.

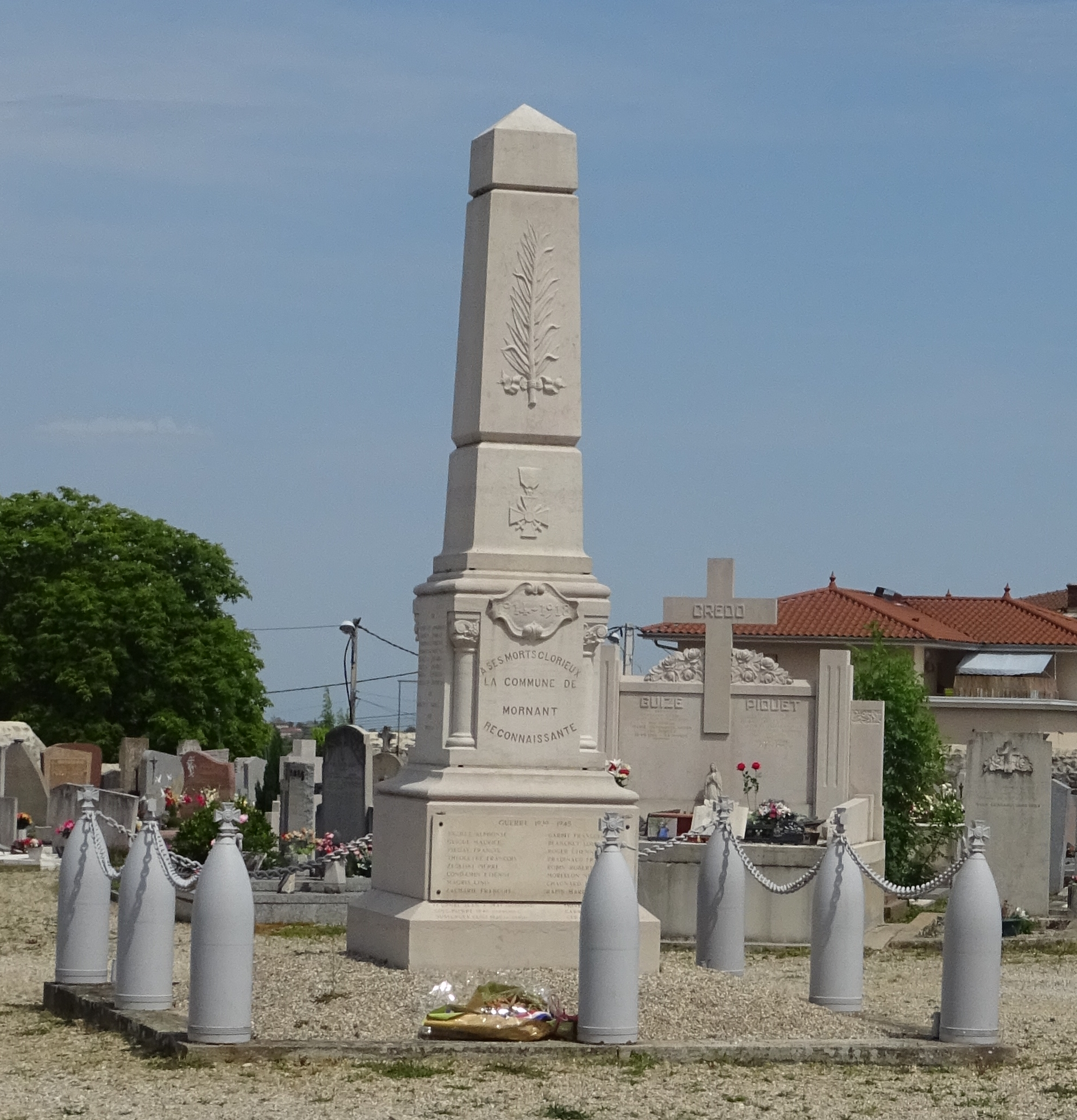
Monument aux morts de 1914-18.
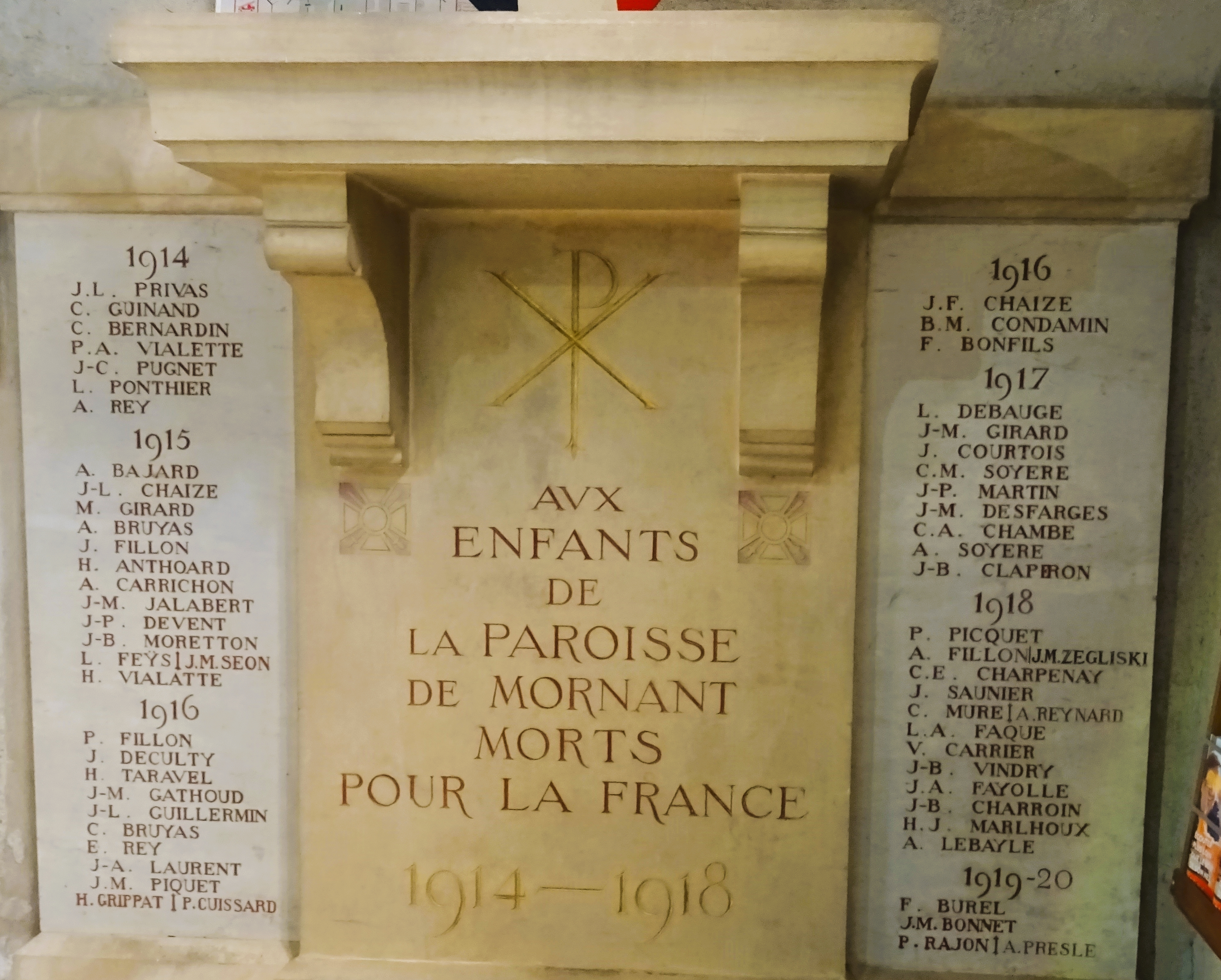
Plaque des morts de 14-18 dans l'église de Mornant.
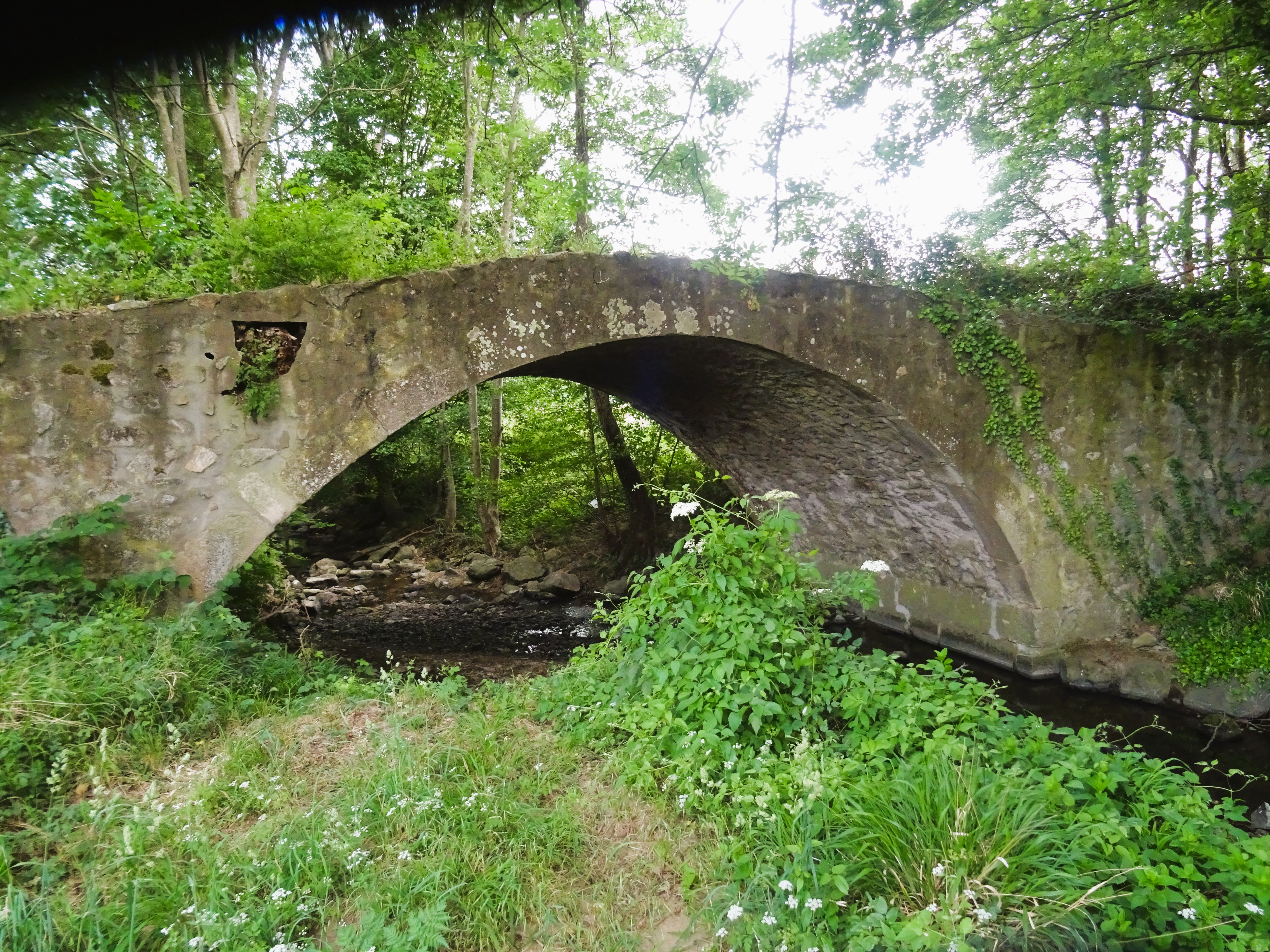
Le Pont Rompu.
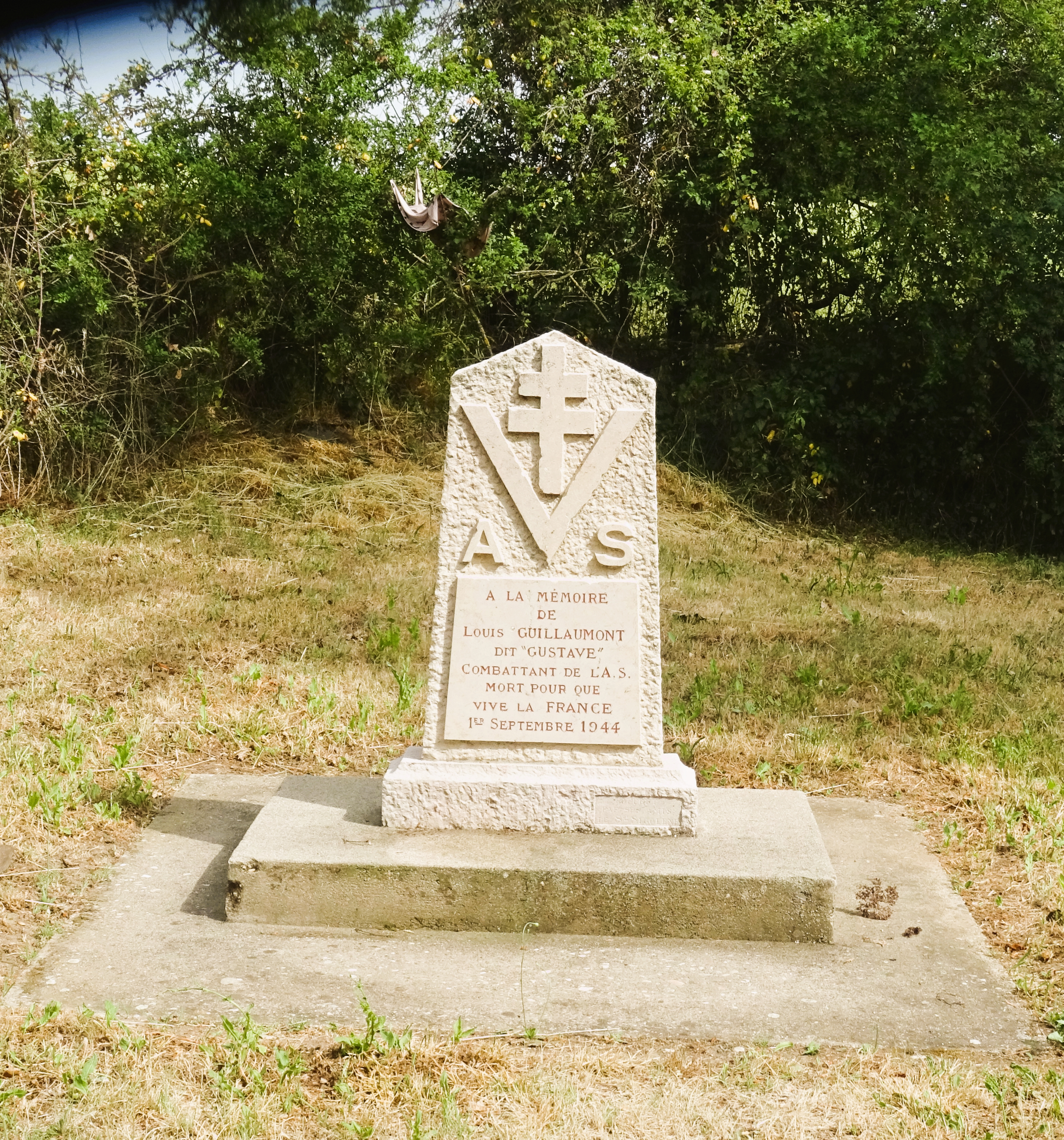
Un héros du Pont Rompu.
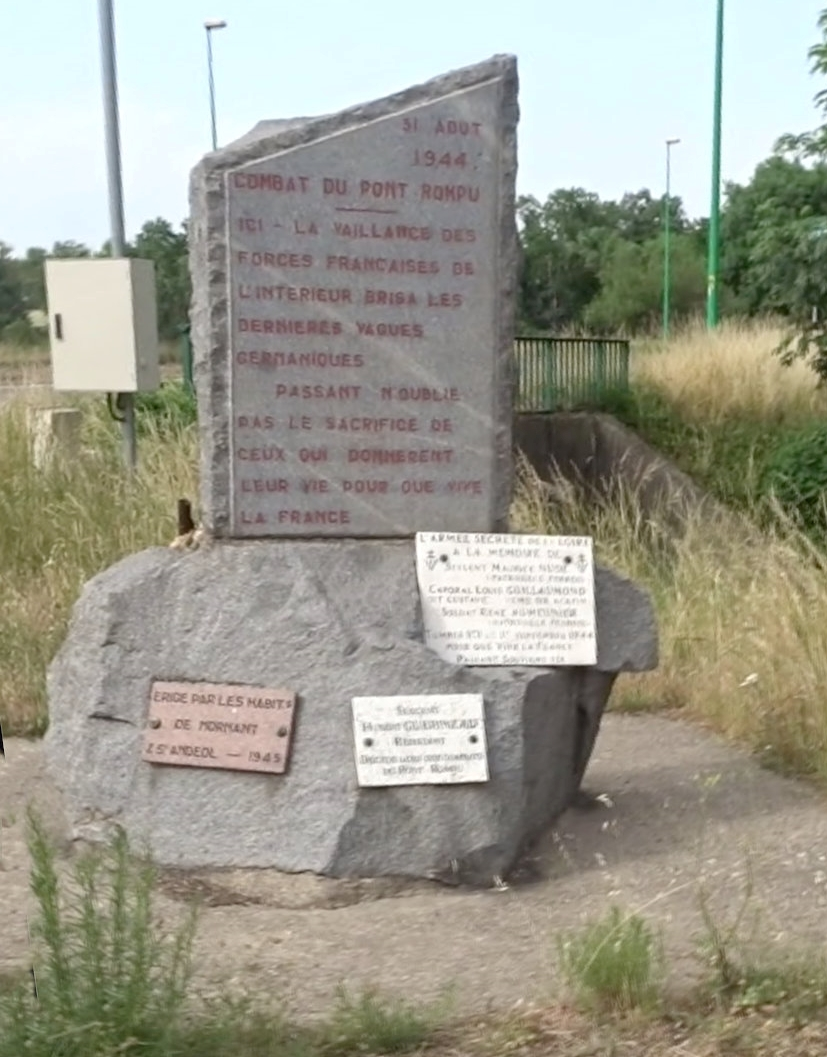
Stèle du Pont Rompu.

### Période contemporaine

#### Essor démographique
La population de la commune de Mornant est passée de 1647 habitants en 1946 à 6144 en 2019, ce qui représente près d’un quadruplement (3 ,7 fois) en 73 ans. La densité de 384 habitants au km2 lui confère désormais un statut urbain. Le rythme de cette croissance n’est pas uniforme. Avec un taux annuel de 2,8 %, il a atteint son maximum entre 1975 et 1982. Il s’est depuis régulièrement ralenti et n'est plus que de 1,7 % pour les années 2013-2018. Cette augmentation est due à l’arrivée d’une nouvelle population. Les variations du solde migratoire (différence entre les arrivées et les départs) sont d’ailleurs en correspondance avec le rythme décroissant du peuplement : il est passé de 2,4 % par an entre 1975 et 1983 à 0,2 % de 2008 à 2013. On observe aujourd’hui sa reprise modérée (1,6 % de 2013 à 2018).

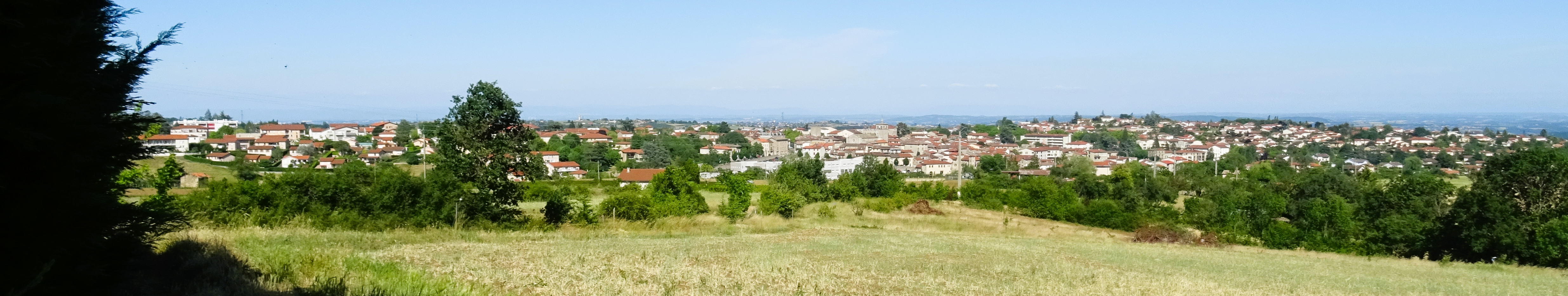
Mornant vue générale.

La répartition de la population sur le territoire de la commune traduit une adaptation remarquable aux conditions naturelles. L’essentiel des constructions est regroupé sur la rive gauche du Mornantet grâce une orientation favorable au sud-ouest. L’urbanisation de ce versant est aujourd’hui quasi-totale selon un axe nord-ouest-sud-est de part et d’autre du vieux bourg que deux rocades ont permis de contourner : avenues de Verdun et du Pilat du côté est, avenue du Général-de-Gaulle par déviation de la RD30 à l’ouest. Le contraste est saisissant avec le versant exposé au nord-est resté désert. En rive droite du ruisseau, la topographie de plateau a favorisé la construction des deux lotissements de la Pavière et de la Condamine. Car la forme privilégiée d’urbanisation par lotissement a prévalu de manière quasi exclusive dans le passé. Depuis le début du XXIe siècle, l’habitat en immeubles collectifs se développe dans le secteur central. Dans la brochure éditée en 2016 sont répertoriées 38 de ces résidences. Elles sont toutes concentrées entre les deux avenues d'évitement du centre. Il s’agit pour une part de répondre aux exigences légales, l’objectif étant d’atteindre un pourcentage de 20 à 35 % de logements sociaux. Mais cette évolution correspond aussi à une demande spontanée de vie dans des ensembles résidentiels.

#### Problème de l'emploi
Situé à 18 km au sud de Lyon, Mornant ne se résigne pas à jouer le rôle de commune-dortoir et entend retenir le maximum d’actifs dans sa proximité. Cette préoccupation n’est pas nouvelle : dès 1977 avait été créée dans le cadre d’un SIVOM la zone d’activités de la Platière à cheval sur les territoires de Mornant et de Saint-Laurent-d’Agny. Le relais est assuré aujourd’hui par la COPAMO (communauté de communes du Pays Mornantais) créée en 1997 et qui a seule compétence en matière de développement économique. Pour établir son siège, elle a fait l’acquisition du domaine de Fournereau. Celui-ci était resté la propriété de son fondateur, Pierre Fournereau, notaire lyonnais établi à Mornant en 1847 dont il était devenu maire de 1865 à 1870. Le château, parfaitement entretenu se compose, sur deux niveaux, d’un corps central coiffé d’un toit d’ardoises en net retrait par rapport aux deux avant-corps couverts de tuiles qui l'encadrent. Si la communauté en tire un certain prestige, elle n’y abrite qu’une petite partie de ses services. Dans le parc attenant ont été construits des bâtiments modernes et plus fonctionnels dont une curieuse rotonde en forme de hérisson dans laquelle siège son conseil.

Le bilan de l’action de la COMPAMO établi en 2016 est assez flatteur. La zone d’activités de la Ronze a été aménagée sur la commune de Taluyers mais celle des Platières reste la plus importante. « Elle était à cette date totalement investie avec des entreprises diversifiées employant entre 150 et 3 salariés. Certains artisans depuis 10 ans quittent le village pour venir s’y installer (boulanger, menuisier, plombier, etc.). En 2015, l’ensemble des zones d’activités accueillait 1700 emplois dans plus de 150 entreprises.

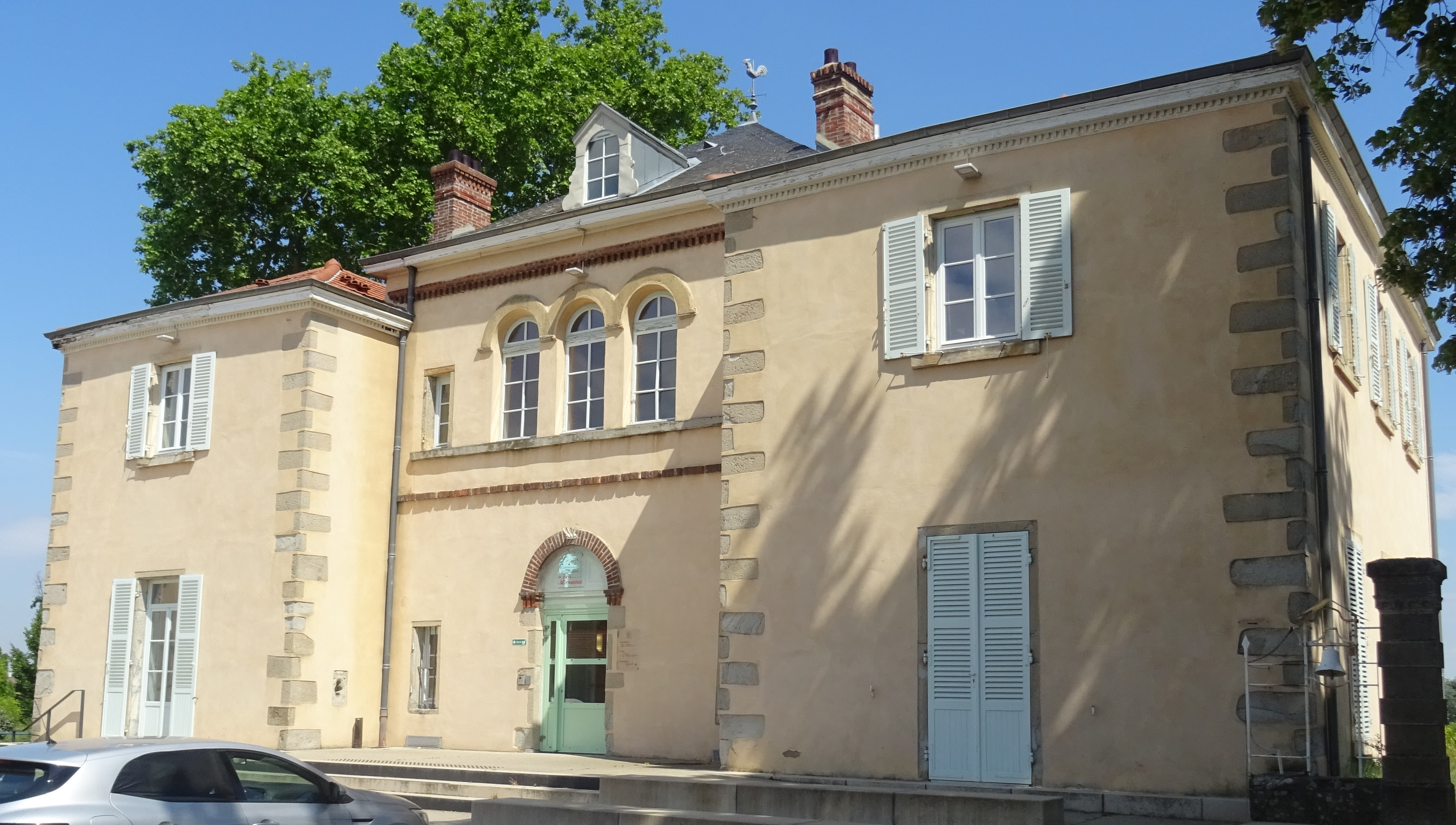
Château Fournereau façade ouest
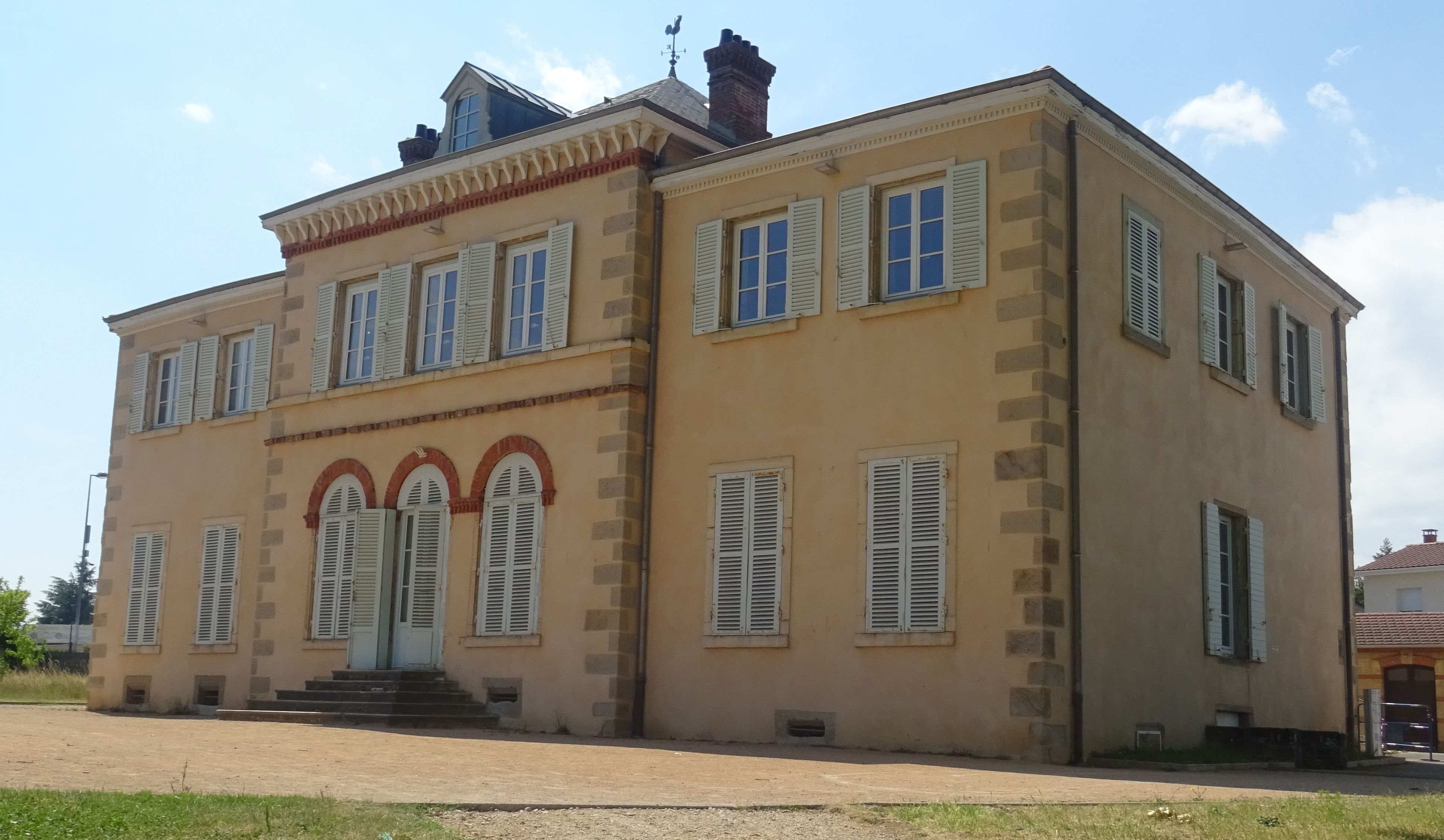
Château Fournereau côté parc
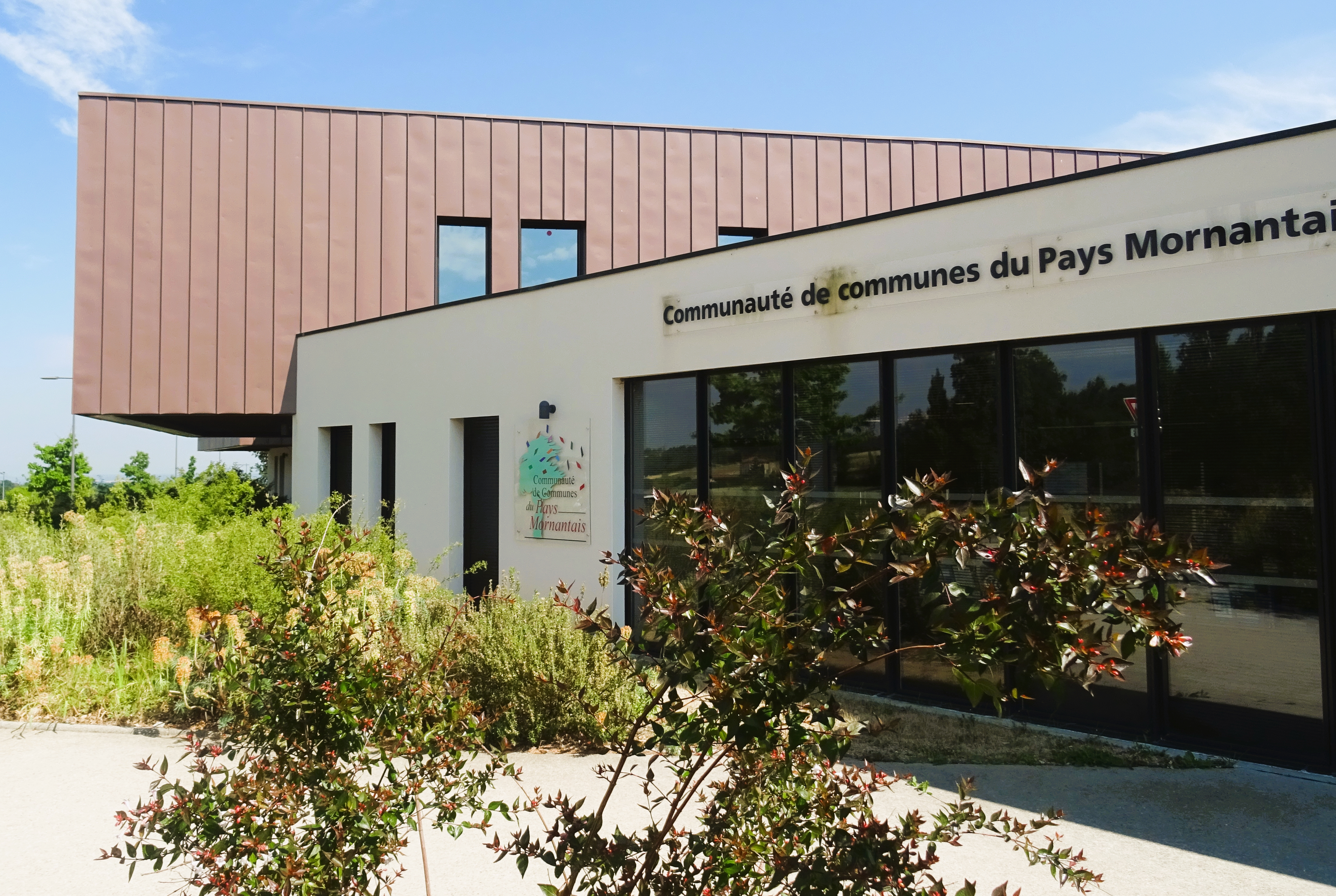
Siège de la COPAMO
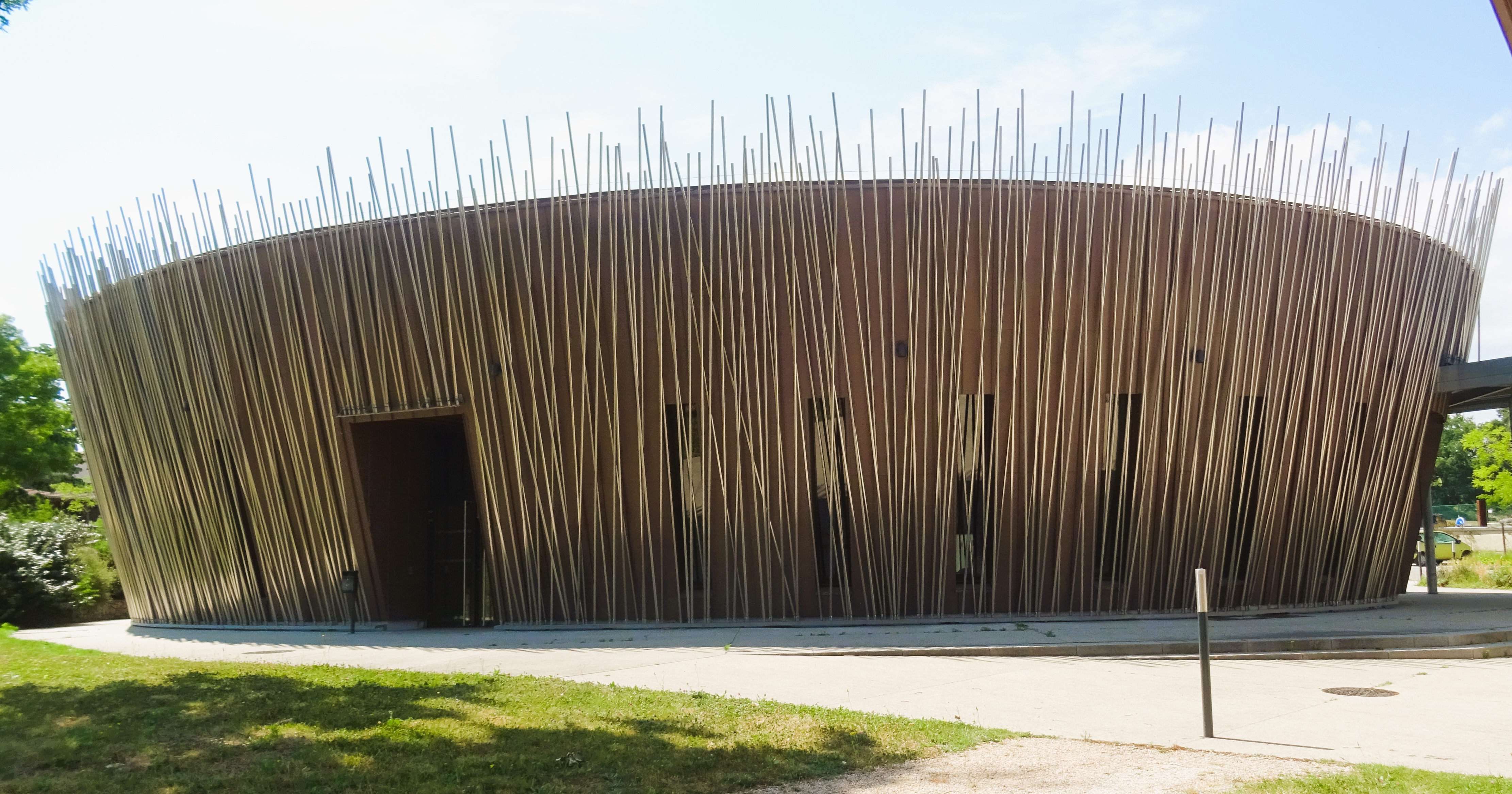
Siège du Conseil de la COPAMO
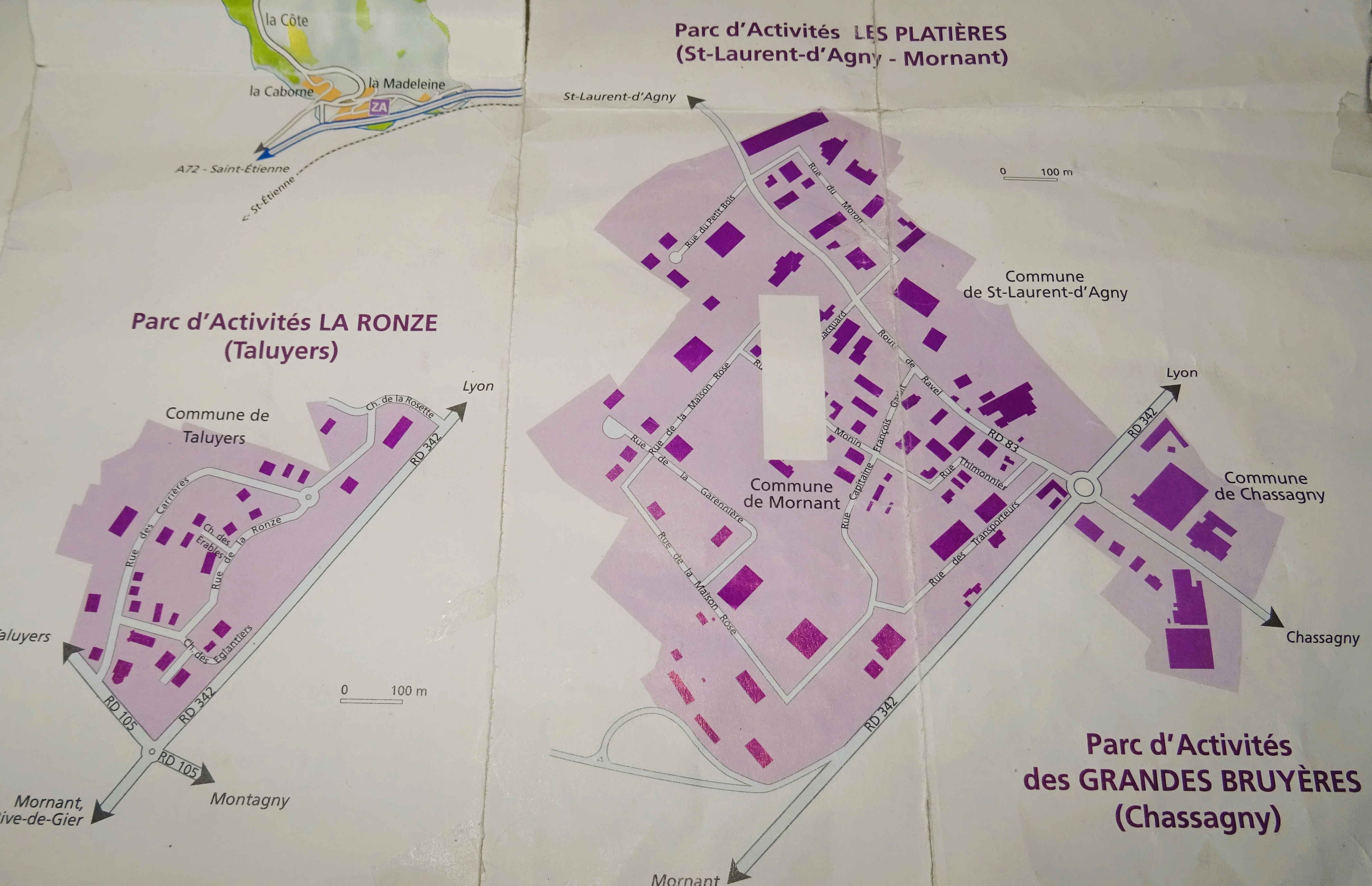
Zones d'activités de la COPAMO

#### Alimentation en eau
La crainte de la sécheresse était l’une des plus graves préoccupations des Mornantais au point d’avoir inspiré une complainte au poète local. « Au temps où les hameaux n’étaient desservis que par des puits, ceux-ci étaient plus ou moins abondants et tarissaient parfois, les animaux étaient amenés à des mares où une eau douteuse leur était réservée ». La solution ne pouvait être que collective, au niveau communal.

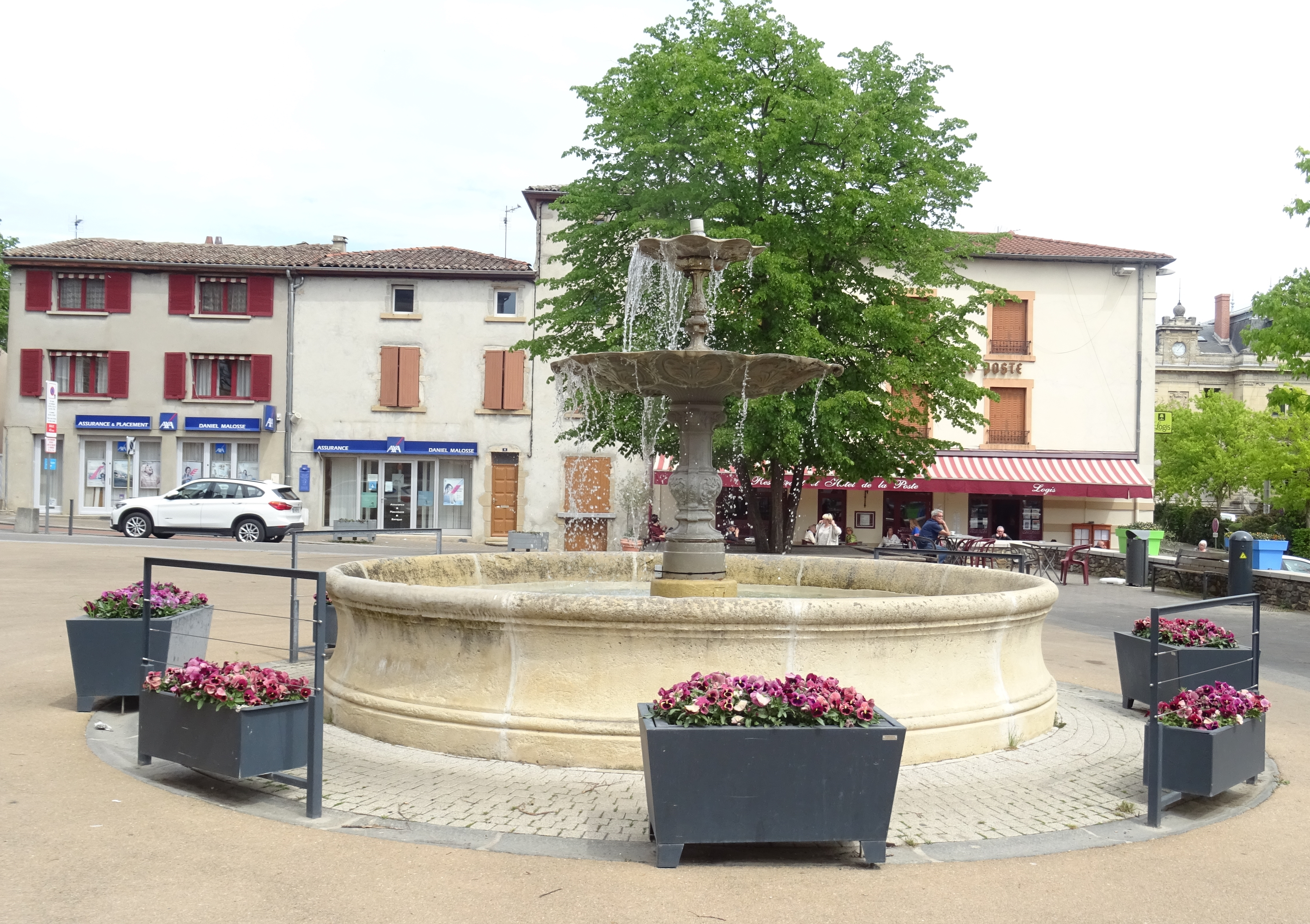
fontaine place de la Liberté

La municipalité s’était déjà préoccupée de résoudre le problème dans les années 1870. Dans sa recherche d’une source pérenne, elle fixa son choix sur celle dite des trois curés située hors de la commune, à la limite de Chaussan, Saint-André-la-Côte et Rontalon. Une fois obtenu l’accord de celle dernière, les travaux, très onéreux, purent commencer en 1876. En deux ans fut réalisée la conduite de 7 km en tuyaux de poterie. L’ambition se limitait à alimenter une fontaine sur la place de la Liberté puis six bornes-fontaines à travers le bourg, des citernes étant interposées de manière à régulariser le débit. C’est seulement vers 1900 que fut construit le lavoir qui borde l'actuel boulevard des Aqueducs,.

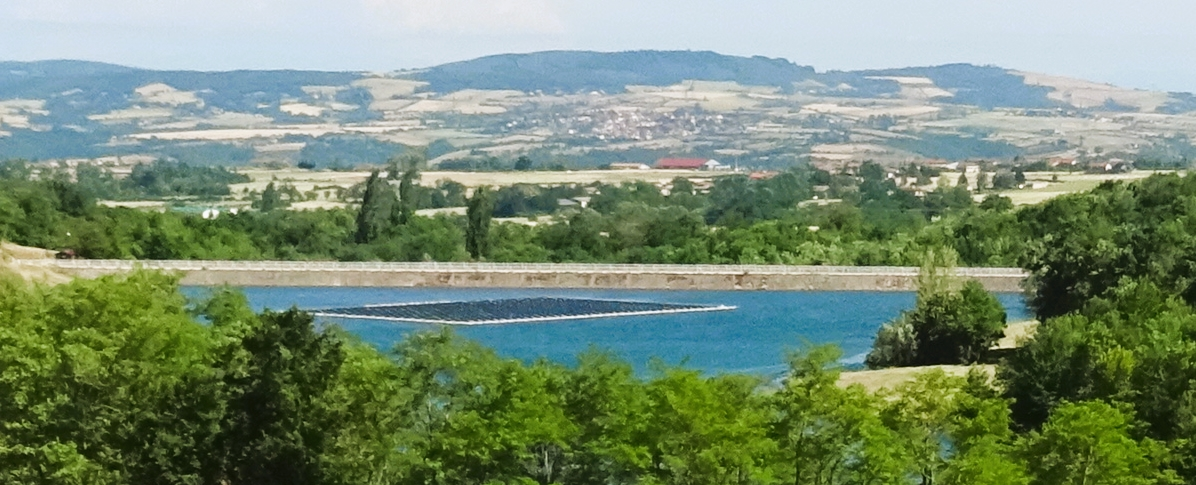
lac de la Madone.

Pour méritoires qu’ils aient été, ces aménagements répondaient mal aux attentes de la population. « En période de sècheresse, les bornes-fontaines n’étaient ouvertes que quelques heures par jour. Les lavoirs n’avaient leur réserve changée qu’une fois par semaine ». Afin de répondre aux exigences accrues de la population au cœur du XXe siècle le problème devait être posé à l’échelle intercommunale. Le syndicat constitué au lendemain de la Deuxième Guerre mondiale a regroupé 8 communes de part et d’autre de la vallée du bas Gaon. Ainsi ont été obtenues des conditions de financement exceptionnelles, les travaux étant subventionnés à 90 % par le ministère de l’agriculture et une avance départementale remboursable en cinquante ans. Les eaux sont captées dans la nappe phréatique du bas Garon, à 1 km en amont de Givors à 152 mètres d’altitude et sont refoulées dans un premier temps à 480 mètres d’altitude jusqu’au réservoir de Saint-Vincent sur la commune de Saint-Laurent-d’Agny. En dernière étape, elles remplissent le réservoir de Marsolas à 440 mètres en haut de la commune de Mornant. Toutes les habitations ont disposé de l’eau sur l’évier entre 1949 et 1951. Il parait moins nécessaire pour notre sujet de commenter dans le détail la mise en place du système d’épuration de eaux d’égout conclue en 1972 par la création de la station de la Pavière. En revanche, il convient de signaler, tant le paysage en est marqué, la création en 1990 du lac de la Madone d'une capacité de 360 000 m3 en limite de la commune de Saint-Didier-sous-Riverie (Chabanière depuis 2017). Mais il s’agit cette fois de la constitution de réserves au service de l’agriculture en cas de sécheresse.

#### La vie scolaire et culturelle
Un tel essor démographique imposait à la municipalité le devoir d’accueillir de nombreux élèves. Un important groupe scolaire a été construit avenue de Verdun de 1978 à 1980, regroupant maternelle, primaire et restaurant. Il dut être agrandi en 2003 puis en 2010 pour accueillir près de 500 enfants. Pour le premier cycle de l’enseignement secondaire a été créée en 1972-73, boulevard des Aqueducs, dans le cadre d’un SIVOM le collège Ronsard (l’illustre poète n'avait-il pas été choisi comme prieur de Mornant par le roi Charles IX en 1576 ?) Il devait être, lui aussi, l’objet d’agrandissements successifs en 2005, d’autres étant programmés à partir de 2016. A cette date, il accueillait déjà 550 collégiens. De son côté, l’enseignement privé s’est fortement développé. Saint-Thomas d’Aquin, après une importante tranche de travaux, peut recevoir un millier d’élèves de la maternelle au lycée.
L’accompagnement culturel n’a pas davantage été négligé. Ce fut d’ailleurs l’occasion de restaurer des bâtiments qui se recommandaient à l’attention par leur qualité architecturale. Ainsi de celui qui abrite aujourd’hui la Maison de Pays. Cette demeure des XVIe et XVIIe siècles présente une belle fenêtre à meneaux au-dessus de la porte d’entrée et une sorte de loggia sous le toit. La municipalité en a fait l’acquisition en 1960. Elle abrite depuis les années 1980 cette association qui l’ouvre au public pour des expositions d’art, d’artisanat, et de patrimoine. À proximité, le Clos Donzel est une construction beaucoup plus importante. Deux tourelles qui dominent la toiture encadrent sa longue façade : l’une fait saillie au sud-ouest l’autre au nord- est engagée dans l’œuvre et sert d’escalier à vis. Son achat date de 1985 et on y a installé la bibliothèque municipale. Du côté sud, elle donne sur le jardin public.

Mais les autorités ont ajouté à cet héritage, deux nouveaux espaces. Le Centre culturel, devenu propriété de la COPAMO, a été inauguré en 1994 et a pris le nom de l’illustre acteur Jean Carmet au moment de son décès. Il est utilisé pour la vie socio-éducative, pour les séances de cinéma, de théâtre et comme salle de conférences. Quant à la salle des Fêtes, elle a reçu le nom de Noël Delorme, maire de 1971 à 1977 et historien de la commune.

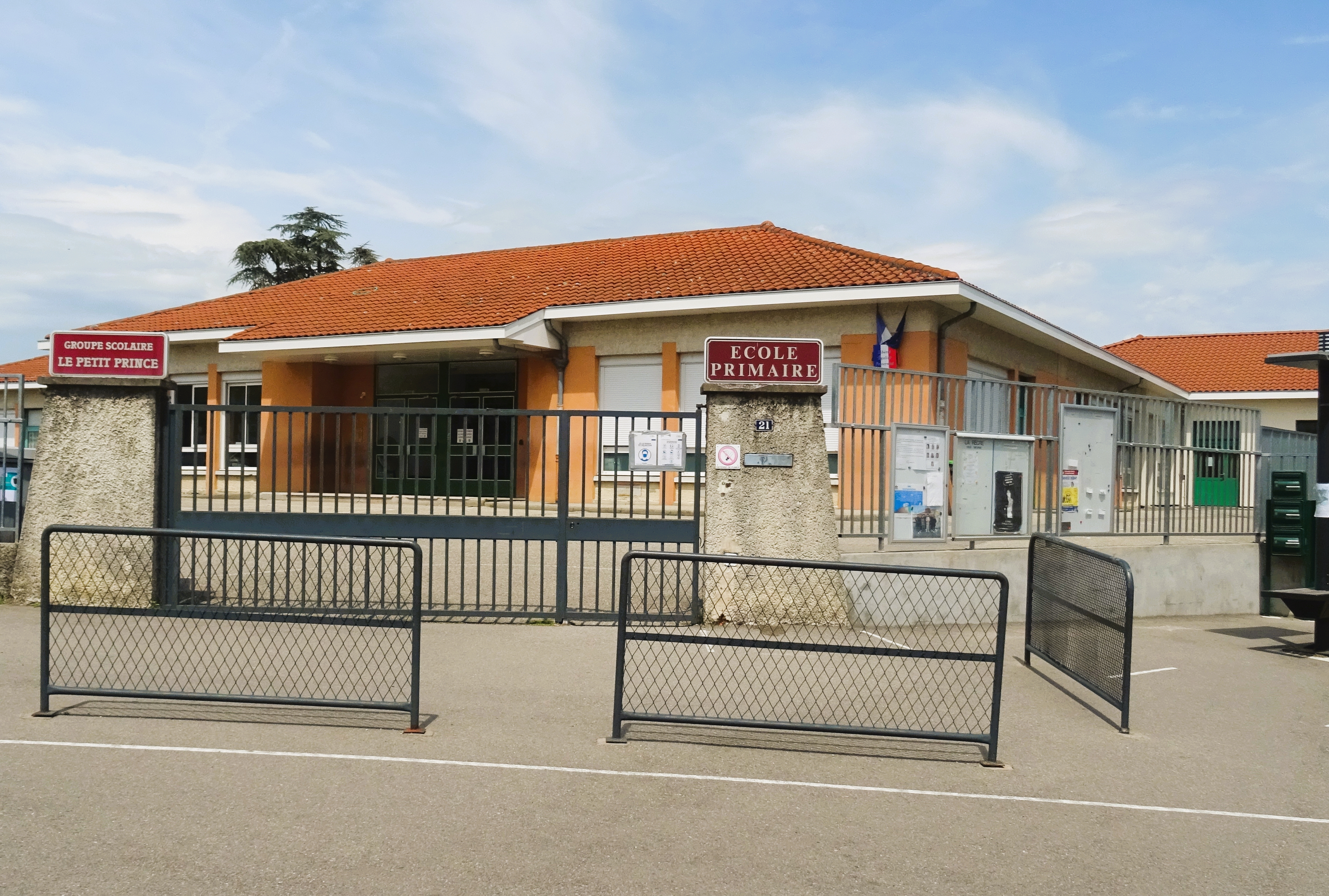
groupe scolaire le Petit Prince.
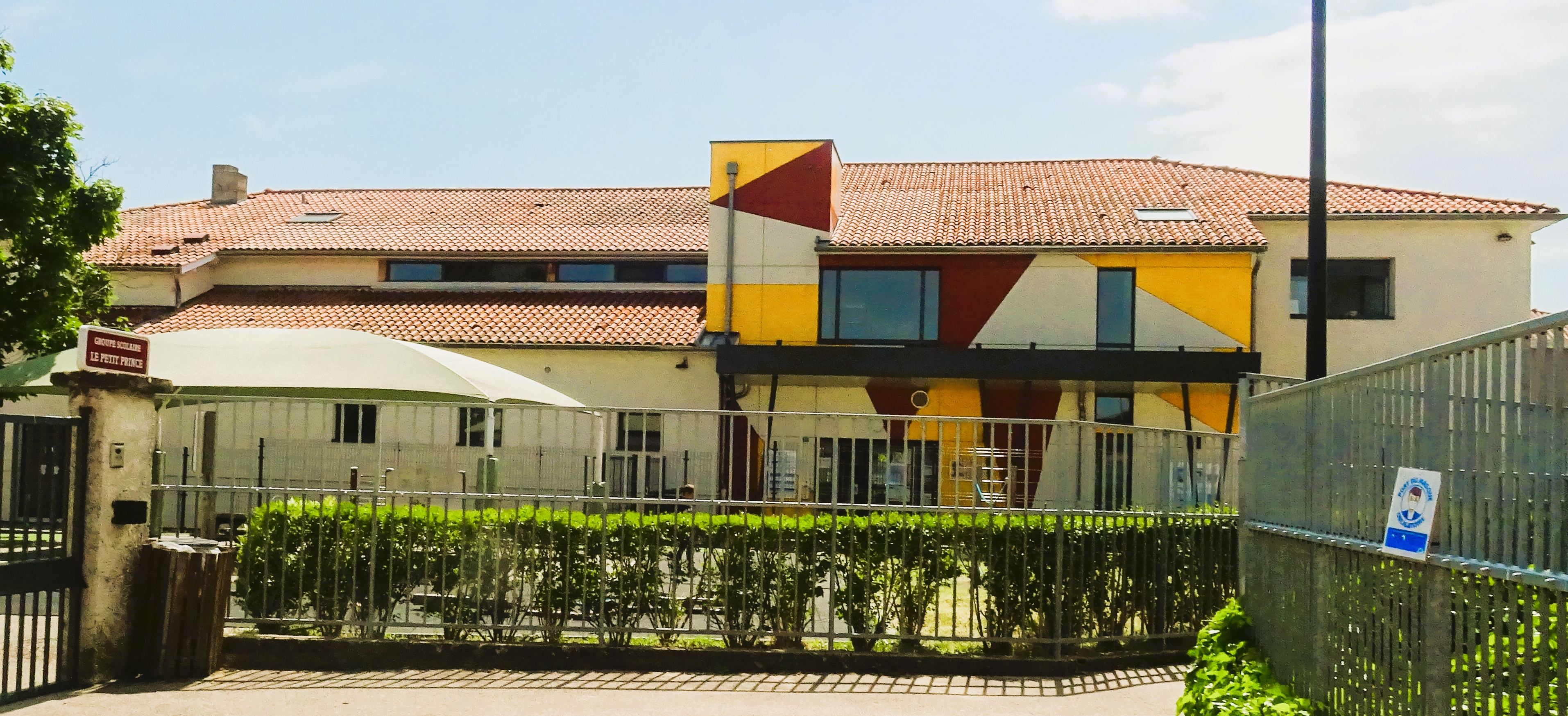
le Petit Prince.
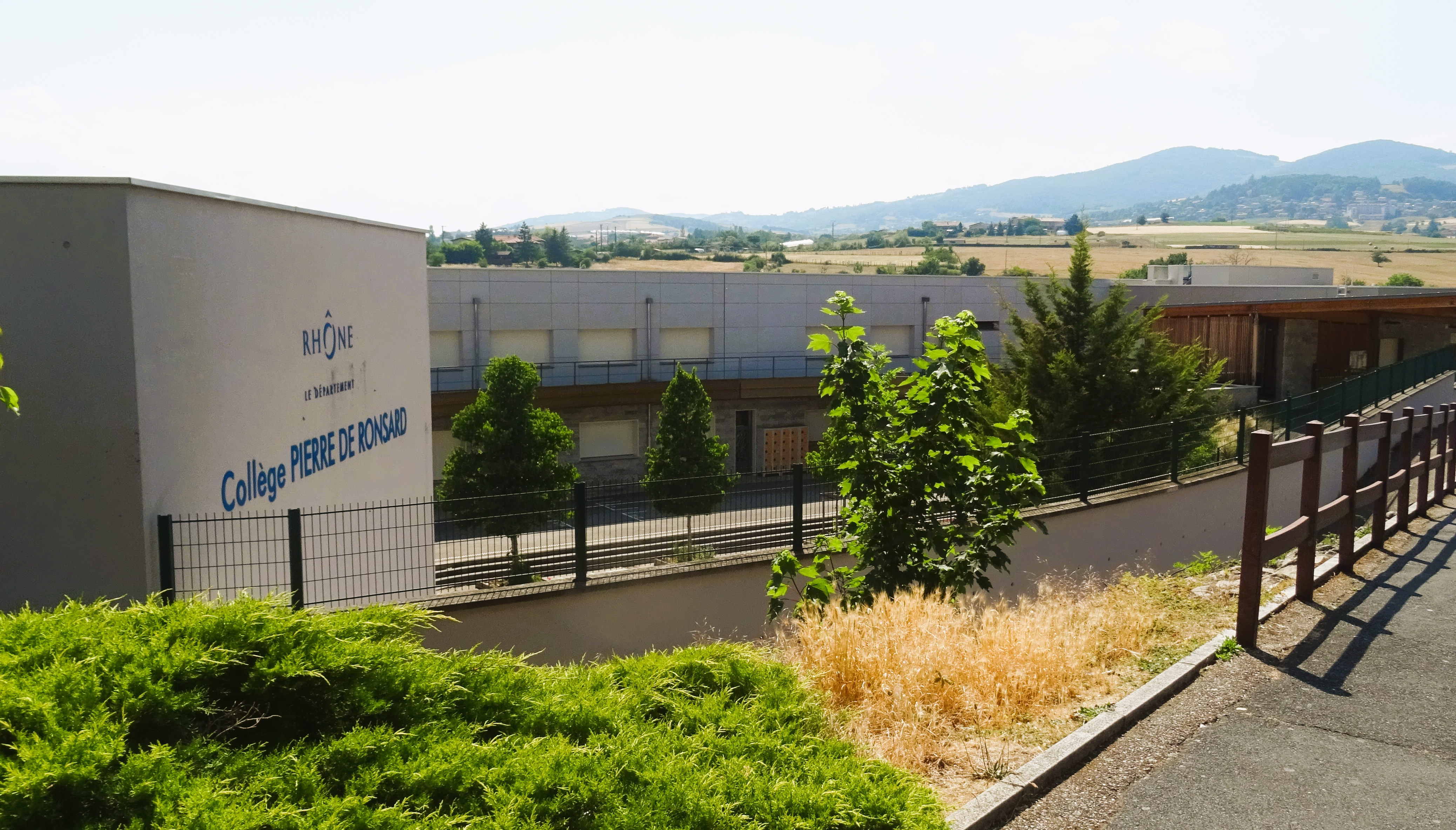
collège Pierre-de-Ronsard.
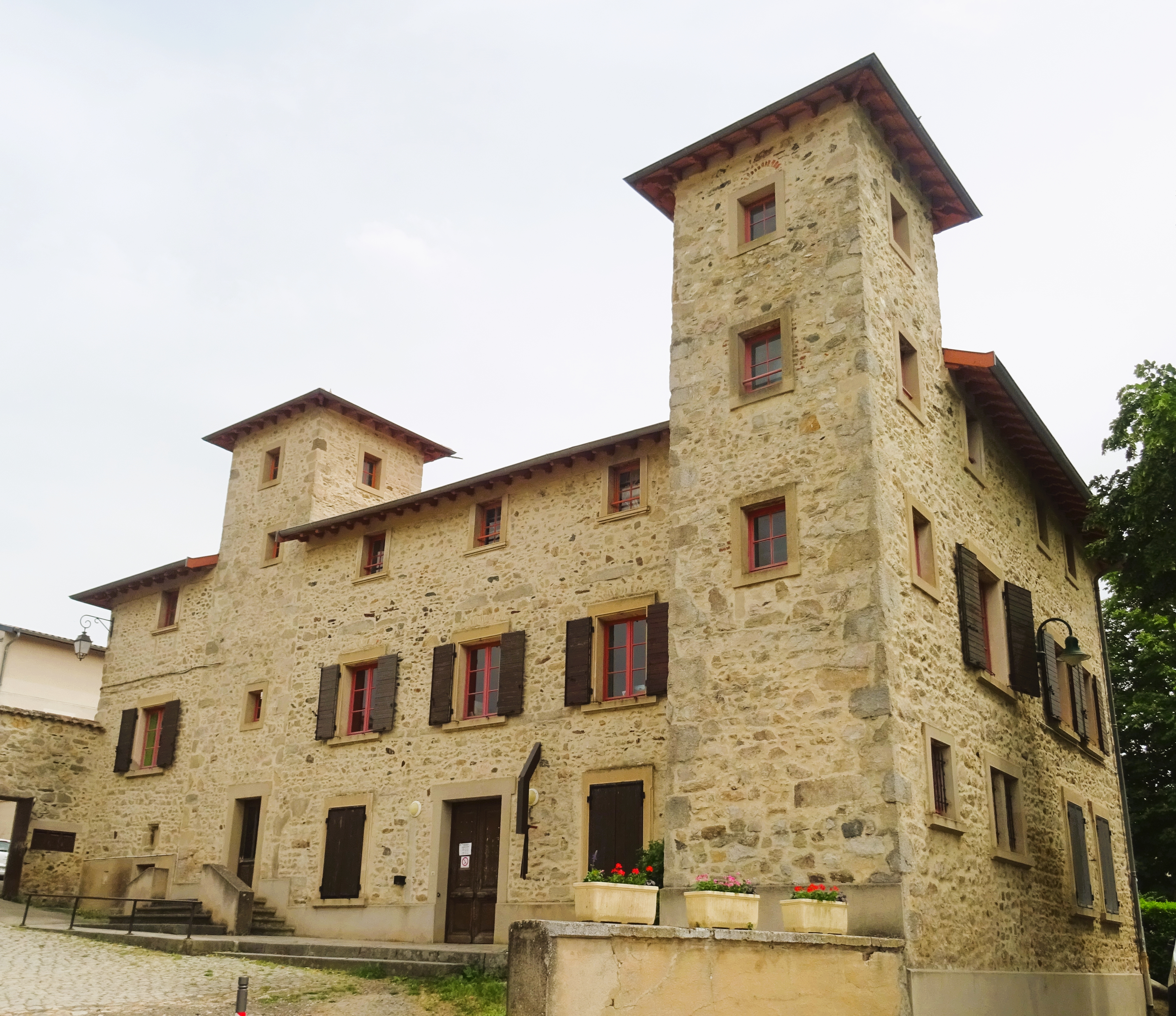
Clos Donzel nord-ouest.
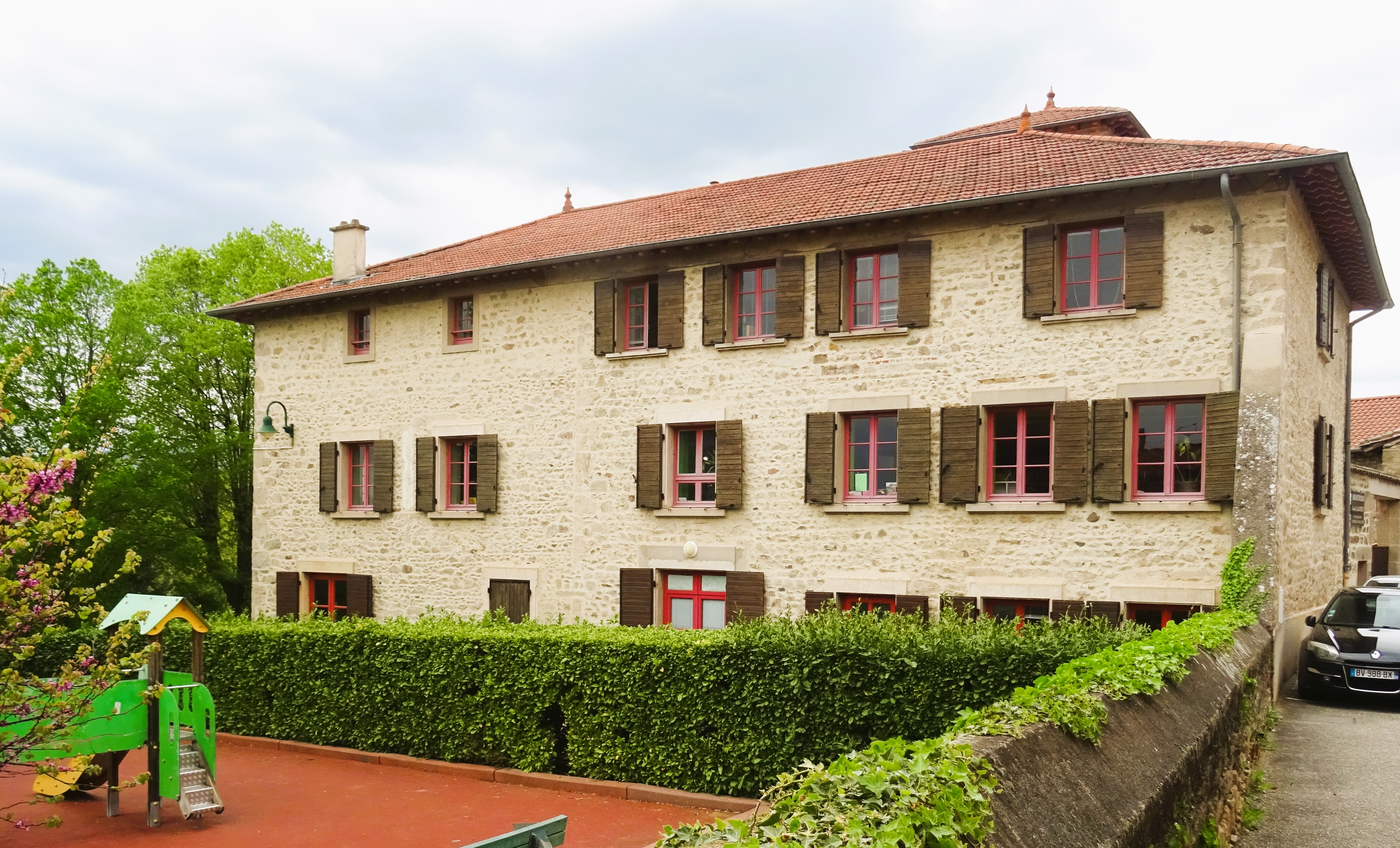
Clos Donzel façade sud-est.
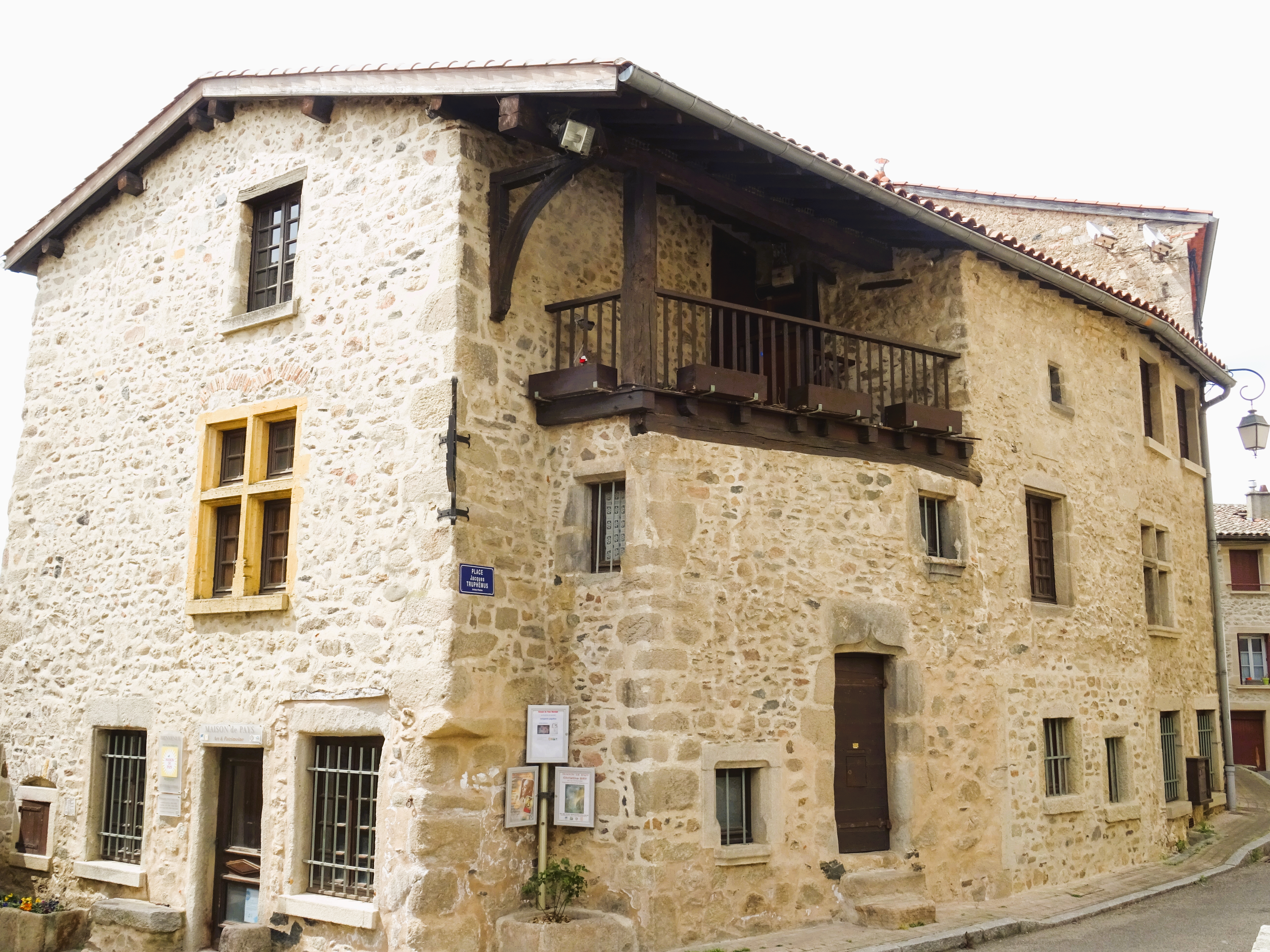
Maison de pays.
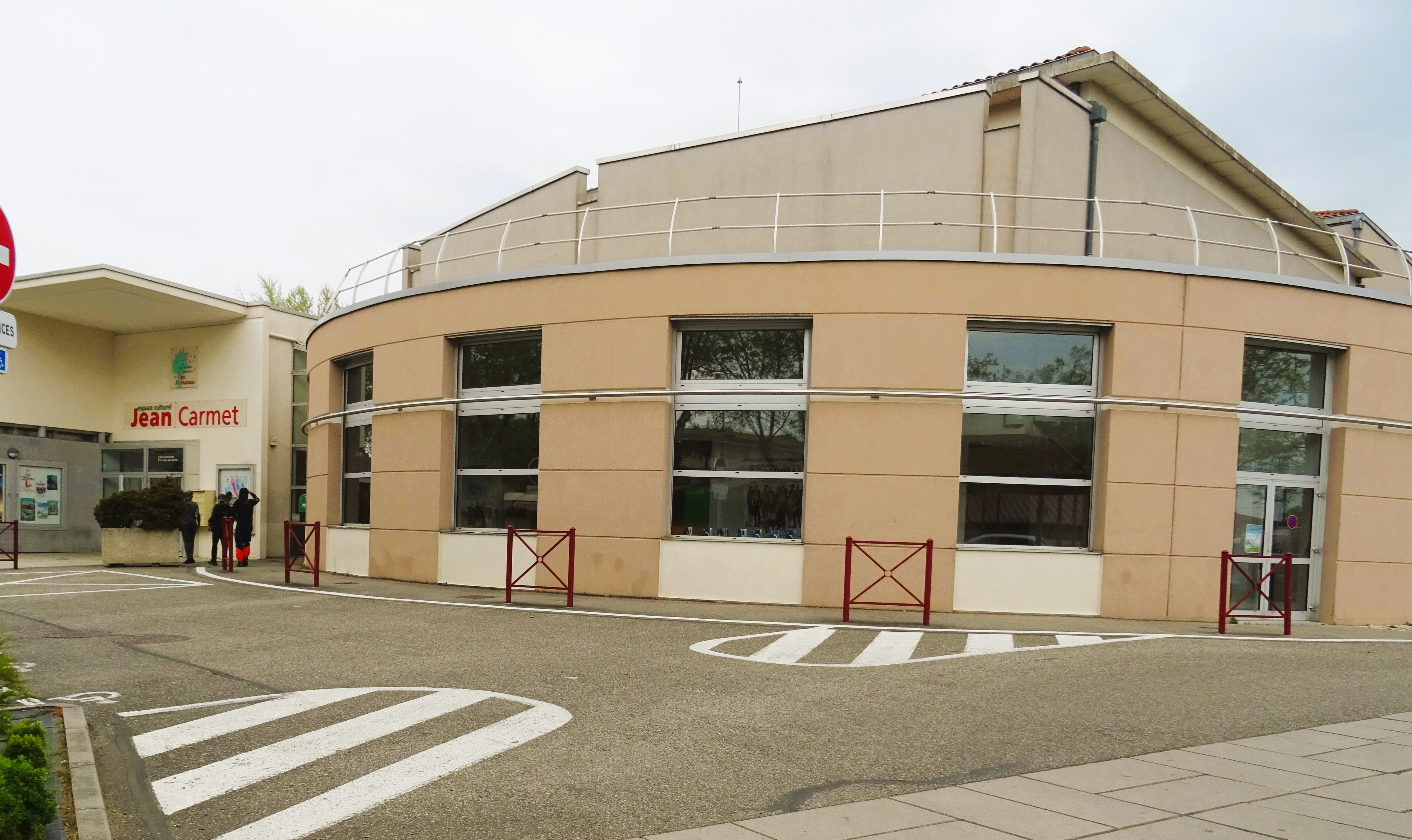
centre culturel Jean-Carmet.

## Politique et administration
Mornant est le chef-lieu du canton de Mornant qui regroupe 13 communes et le siège de la communauté de communes du Pays mornantais (COPAMO).

### Liste des maires
| Période                                  | Période                   | Identité       | Étiquette       | Qualité |
| ---------------------------------------- | ------------------------- | -------------- | --------------- | --- |
| 1945                                     | 1965 (décès)              | Jean Condamin  | DVD             | Conseiller général du canton de Mornant (1945 → 1965) |
| Les données manquantes sont à compléter. |                           |                |                 | |
| mars 1977                                | mars 1983                 | Jean Palluy    | CD puis UDF-CDS | Conseiller général du canton de Mornant (1965 → 1994) Président du conseil général du Rhône (1979 → 1990) |
| mars 1983                                | juin 1995                 | Paul Delorme   | UDF             | Géomètre-expert Conseiller général du canton de Mornant (1994 → 2015) |
| juin 1995                                | mars 2008                 | Guy Palluy     | PS              | Agriculteur Conseiller régional de Rhône-Alpes (2004 → 2015) Suppléant du député Gabriel Montcharmont |
| mars 2008                                | mars 2014                 | Yves Dutel     | UMP             | Garagiste |
| mars 2014 (réélu en 2020)                | En cours (au 6 juin 2020) | Renaud Pfeffer | LR              | Ancien assistant parlementaire Conseiller départemental du canton de Mornant (2015 →) Ex-premier vice-président du Département du Rhône (2015-2021) Président du Communauté de communes du Pays mornantais (2020 →) Vice-président chargé de la sécurité de la Région Auvergne-Rhône-Alpes (2021→) |

## Population et société

### Démographie
L'évolution du nombre d'habitants est connue à travers les recensements de la population effectués dans la commune depuis 1793. Pour les communes de moins de 10 000 habitants, une enquête de recensement portant sur toute la population est réalisée tous les cinq ans, les populations de référence des années intermédiaires étant quant à elles estimées par interpolation ou extrapolation. Pour la commune, le premier recensement exhaustif entrant dans le cadre du nouveau dispositif a été réalisé en 2005.

En 2022, la commune comptait 6 261 habitants, en évolution de +9,36 % par rapport à 2016 (Rhône : +3,93 %, France hors Mayotte : +2,11 %).
| 1793  | 1800  | 1806  | 1821  | 1831  | 1836  | 1841  | 1846  | 1851  |
| ----- | ----- | ----- | ----- | ----- | ----- | ----- | ----- | ----- |
| 2 004 | 1 920 | 2 317 | 2 246 | 2 147 | 2 444 | 2 223 | 2 385 | 2 370 |

| 1856  | 1861  | 1866  | 1872  | 1876  | 1881  | 1886  | 1891  | 1896  |
| ----- | ----- | ----- | ----- | ----- | ----- | ----- | ----- | ----- |
| 2 286 | 2 562 | 2 441 | 2 338 | 2 358 | 2 168 | 2 183 | 2 045 | 2 053 |

| 1901  | 1906  | 1911  | 1921  | 1926  | 1931  | 1936  | 1946  | 1954  |
| ----- | ----- | ----- | ----- | ----- | ----- | ----- | ----- | ----- |
| 2 054 | 1 804 | 1 713 | 1 614 | 1 636 | 1 651 | 1 661 | 1 647 | 1 884 |

| 1962  | 1968  | 1975  | 1982  | 1990  | 1999  | 2005  | 2006  | 2010  |
| ----- | ----- | ----- | ----- | ----- | ----- | ----- | ----- | ----- |
| 2 198 | 2 335 | 2 730 | 3 323 | 3 900 | 4 672 | 5 134 | 5 229 | 5 514 |

| 2015  | 2020  | 2022  | - | - | - | - | - | - |
| ----- | ----- | ----- | - | - | - | - | - | - |
| 5 582 | 6 238 | 6 261 | - | - | - | - | - | - |

### Enseignement
Mornant est située dans l’académie de Lyon.
Sur la commune se trouvent une école maternelle et primaire publique "Le Petit Prince", le collège public Pierre-de-Ronsard et l'établissement privé Saint-Thomas d'Aquin regroupant école primaire, collège et lycée.

## Économie

### Revenus de la population et fiscalité
En 2010, le revenu fiscal médian par ménage était de 37 133 € ce qui plaçait Mornant au 4 424e rang parmi les 31 525 communes de plus de 39 ménages en métropole.

## Culture locale et patrimoine

### Lieux et monuments

#### L'aqueduc romain du Gier

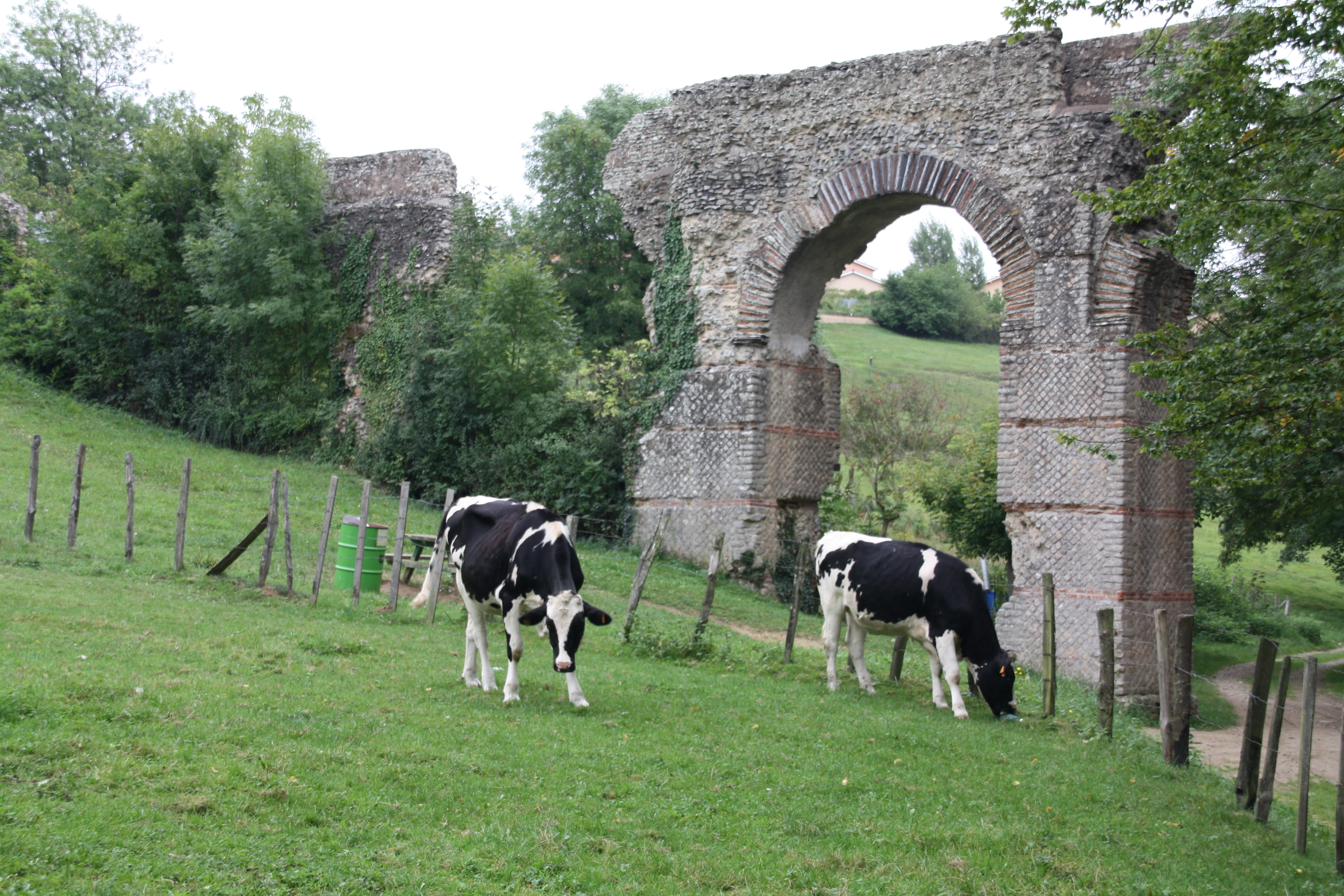
Aqueduc romain.
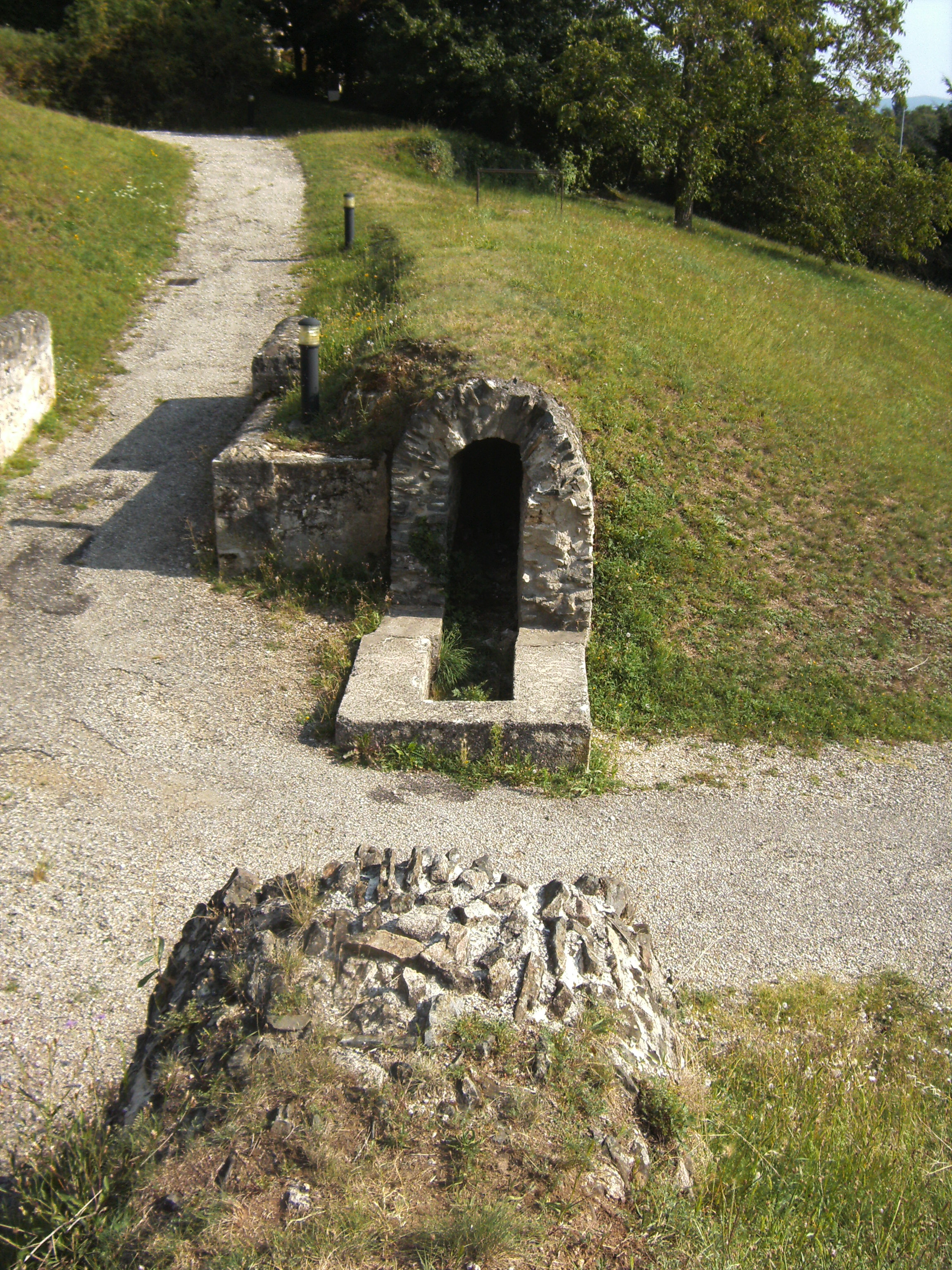
Coupe dans le canal.
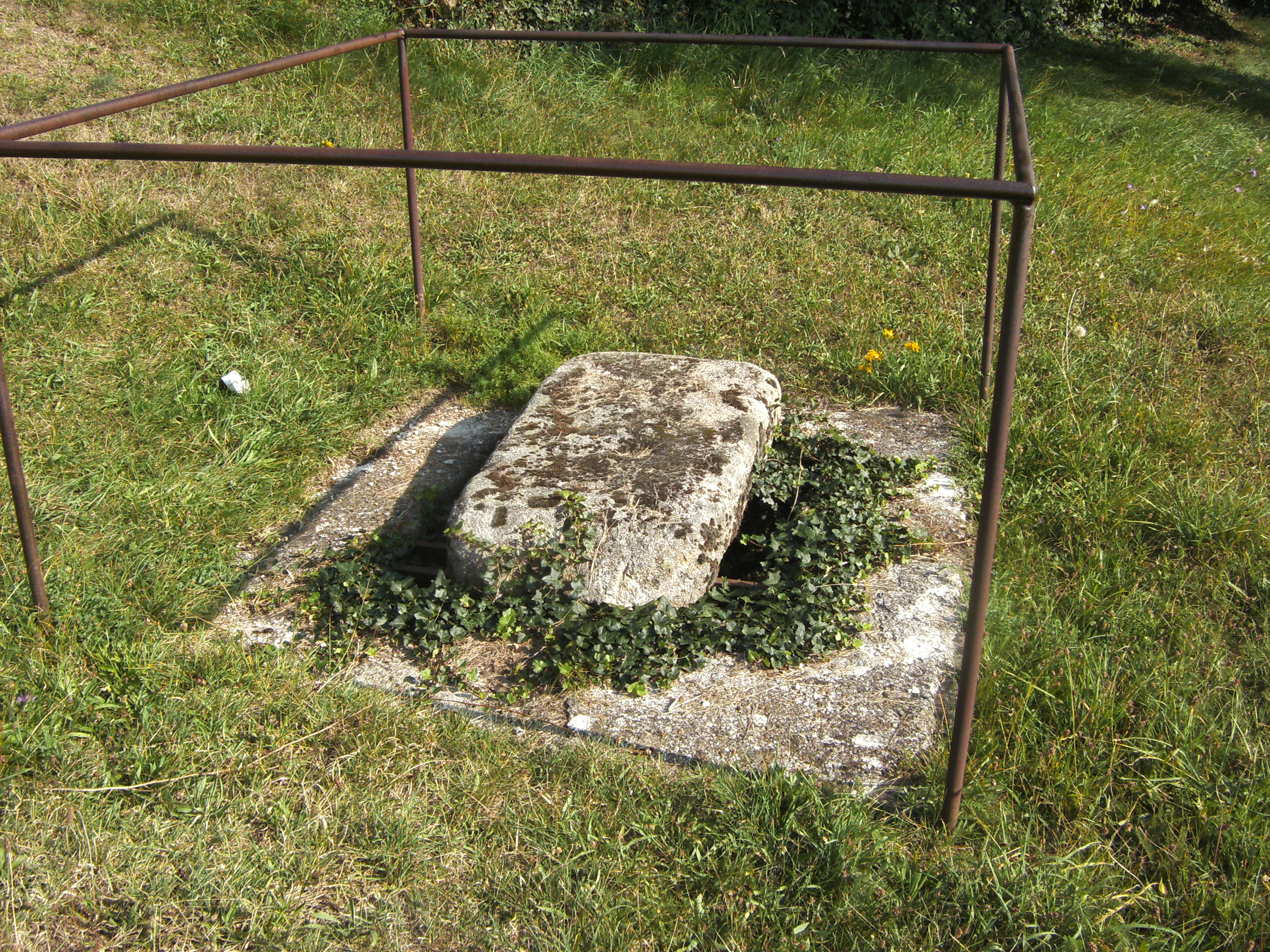
Un regard parmi le millier qui jalonne l'ouvrage.

#### La tour du Vingtain et les remparts
Le mot « Vingtain » vient du nom d'un impôt local, le vingtième, prélevé au Moyen Âge pour l'entretien et la réparation des remparts urbains dans le Lyonnais.
- La tour du Vingtain est le monument le plus typique Mornant ; c'est un donjon carré d'une hauteur de 18,2 mètres avec des murs d'environ un mètre d'épaisseur. Elle présente un bel appareillage de pierre renforcé par des chaînes d’angle. Vestige visible des anciennes fortifications qui à partir du XIe siècle protégeaient la ville, elle a  aussi servi pour les auditions de justice et de prison (il reste des grilles et des portes cloutées). De son sommet on a un superbe panorama sur « le Pays mornantais » et par temps clair la vue s'étend jusqu'à Lyon. Elle accueille actuellement l'office du tourisme. Elle est inscrite à l’inventaire supplémentaire des monuments historiques.
- Un pan de rempart, construit en mœllons, renforcé par une chaîne d’angle harpée, est visible à l’angle de la rue des Fossés et de la rue Carémi. Le souvenir du rempart et des fossés est maintenu par des noms de rues (fossés, petits terreaux) et la disposition des maisons.

#### Église Saint-Pierre

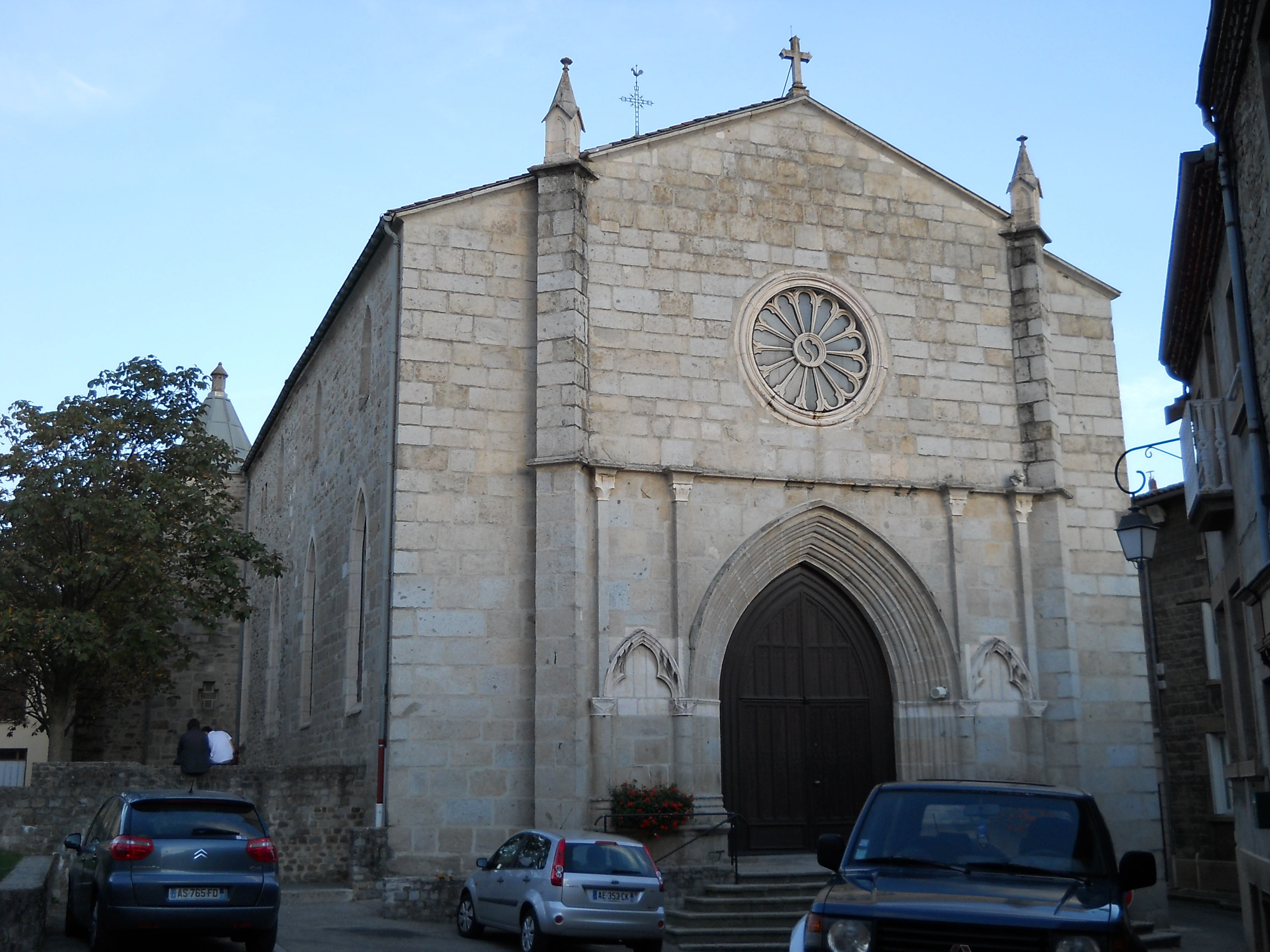
Façade de l'église.

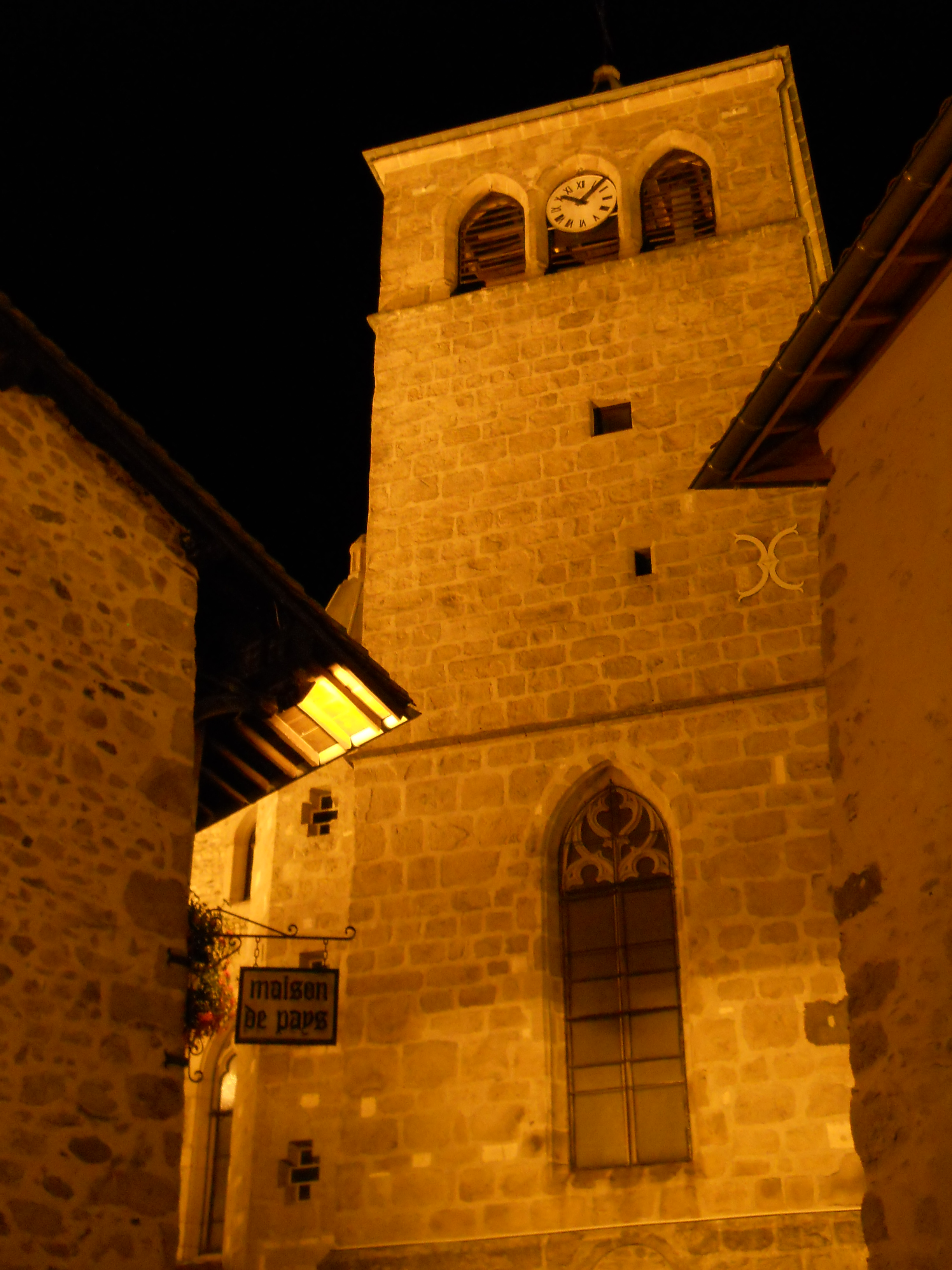
Clocher

L'église actuelle date du XVe siècle, elle remplace une ancienne église présente dès le VIIIe siècle. Construite en pierre de Tournus dans le style ogival, elle a été agrandie en 1846 par l'architecte Antoine Chenevard. De petites fenêtres correspondent à l'ancien passage vers le château situé en partie sur l'emplacement de la Place Saint-Pierre et démoli en 1910.
Elle est classée monument historique.
- Façade : Le portail est celui du XVe siècle. Au-dessus se trouve la Rosace des Pénitents qui mesure 2,40 m de diamètre. Sur un des pilastres apparaît le Carémi une figure médiévale grotesque taillée dans le granit. Elle représente peut-être saint Christophe portant l'Enfant Jésus sur son dos. Le mot Carémi vient de Carême : À la fin de la Semaine sainte, les enfants célébraient la fin du Carême en lançant des pierres sur la tête de Carémi, dont ils faisaient ensuite brûler l'effigie, montrant ainsi que Carême était mort.
- Intérieur :

Le chœur, le transept et premières travées datent du début du XVe siècle ou de la fin du XIVe siècle. Les stalles du chœur (en chêne du Rhin), les boiseries, le maître autel et les tribunes au-dessus du portail datent de 1854 et sont classées Monument historique. Les clefs de voûte représentent les armoiries des bienfaiteurs de Mornant.
- La Chapelle du nord :

On y voit le vestige d'une ancienne porte romane.
Sur le pilier du transept nord la coquille Saint-Jacques est un souvenir de pèlerins du XVIIe siècle.
- Chapelle de la Vierge est ornée d'un retable et d'une niche gothique. À droite de l'autel, le tableau de la Crucifixion du Christ a été offert par Napoléon III en 1863 pour remercier les Mornantais d'avoir bien voté (100 %).

La tribune des pénitents permettait à ceux-ci d'y chanter l'office. La confrérie des Pénitents blancs a été fondée en 1663 et défilait en procession dans le village le Vendredi saint ; elle s'est arrêtée en 1890, sous la pression des anti-cléricaux.
- Le clocher : Il date du XVIIIe siècle et contient cinq cloches, dont une dite cloche espagnole, rapportée comme butin elle aurait été récupérée par les Mornantais car le chariot qui la transportait avait cédé.

#### Les maisons

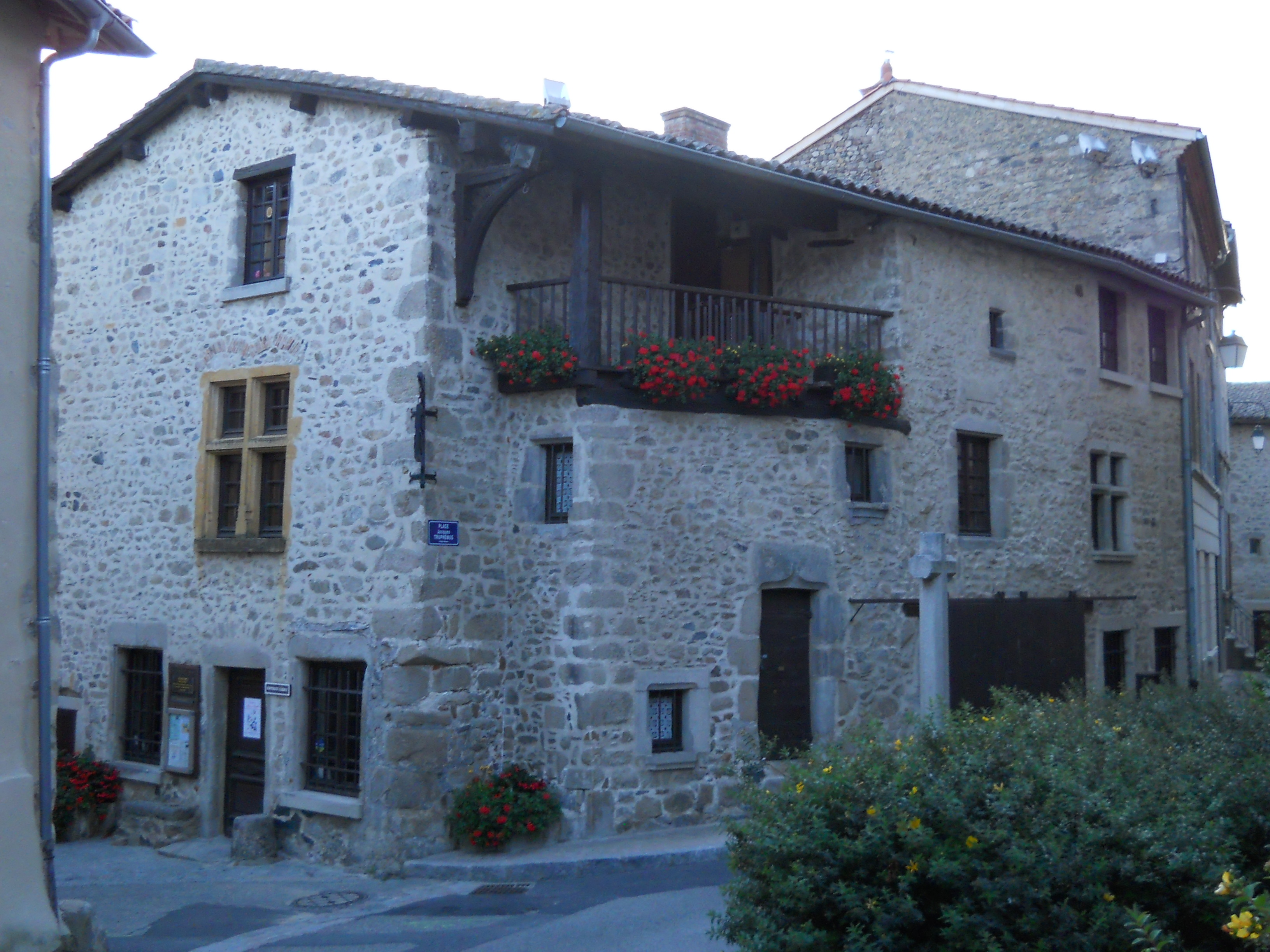
Maison de pays

Le centre-ville est riche de maisons construites du XVe siècle au XVIIIe siècle et restaurées avec soin ; elles sont situées pour la plupart à l'intérieur du "vingtain".
- De l'impasse du Château à la rue du Château plusieurs maisons allant du XVIe au XVIIe siècle correspondent aux réserves de grain et aux caves des comtes de Lyon. On peut y voir l'entrée d'une ancienne auberge. Au no 3 de la rue du Château une porte d'entrée, surmontée d'un linteau orné d'un blason martelé marque l'entrée d'une traboule appelée Impasse de la Vaure. À l'intérieur se trouve un puits du XVe siècle ainsi que la porte de sortie de l'auberge.
- La maison des Prieurs et son annexe sont situés au no 10 et au no 5. La maison des XVe et XVIe siècles a été remaniée. Il en reste un étage de combles en bois, une porte ornée d'un arc en accolade, des fenêtres à meneaux et une statue de la Vierge à l'Enfant. Cette maison a appartenu aux prieurs jusqu'en 1707, où le dernier d'entre eux, François de Murard, en fit don à la paroisse afin de créer une école de filles confiée aux sœurs de Saint-François. L'annexe située au no 15 conserve la trace d'une ancienne échoppe avec l'arc de boutique fermé de deux volets de bois.
- Dans la rue Joseph-Venet on remarque au no 8 un bâtiment en L, c'est l'ancien presbytère. Au no 6, une belle maison construite sur trois niveaux avec une cave voûtée et à l'étage une partie en surplomb, construite en brique et en bois. La porte est surmontée d'un linteau et au-dessus se trouve un petit fenestron à encadrement chanfreiné. C'est actuellement la Maison de Pays : elle sert pour des expositions d'art, d'artisanat, sur le patrimoine, les produits régionaux. Certaines pièces sont garnies de meubles régionaux des XVIIIe et XIXe siècles. On y trouve aussi un puits de 1728, et au premier étage une plaque de cheminée aux armes de saint Antoine[Lequel ?].
- La rue Bourgchanin permettait de rentrer dans la ville en venant de Rive-de-Gier ou de Givors. Comme elle est très pentue, les attelages devaient changer de monture pour arriver en haut. Au no 34, se trouve une maison de voituriers avec ses remises et écuries. En parcourant cette rue on découvre de beaux linteaux et de belles demeures aux no 15-17-22 bis et 34. Au no 4, à l'angle de la rue Patrin, on trouve une maison particulièrement intéressante pour ses colonnes avec base et chapiteau qui soutiennent un avant-toit. Les caves présentent trois entrées différentes en raison de la pente.
- Le Clos Donzel : cet ensemble de bâtiments sert aujourd'hui de bibliothèque. C'était au XVIIe siècle la propriété de madame de Vernon. Ses descendants l'ont vendue en 1752 à un notaire lyonnais dénommé Patrin. En 1794, il devint la propriété de la famille Perrel puis à madame Donzel. Il a été acheté en 1961 par la commune. C'est un ensemble de deux bâtiments perpendiculaires à la rue Patrin qui se font face autour d'une cour. La maison principale flanquée de deux tours carrées abrite la bibliothèque municipale.

### Espaces verts et fleurissement
En 2014, la commune de Mornant bénéficie du label « ville fleurie » avec « une fleur » attribuée par le Conseil national des villes et villages fleuris de France au concours des villes et villages fleuris.

### Personnalités liées à la commune
- Pierre de Ronsard a été prieur à Mornant.
- Caroline Philippine Emmanuelle de Bar, ingénieuse créatrice du mouchoir à mucus en tissu, née à Mornant le 8 mars 1714
- François Chaize (1882-1949), vicaire apostolique à Hanoï.
- Jean Gobet (1888-1980), acteur français, né à Mornant.
- François Guinand (1814-1900), plus connu sous le nom d'abbé Guinand, professeur de théologie et de philosophie, est né à Mornant.
- Louis Calaferte, écrivain, a vécu et écrit Septentrion à Mornant.

### Héraldique
| Blason de Mornant | Blason  | De sinople aux deux flûtes d'or passées en sautoir, liées de gueules. |
| Blason de Mornant | Détails | Le statut officiel du blason reste à déterminer.                      |